# Storia della pittura a Verona

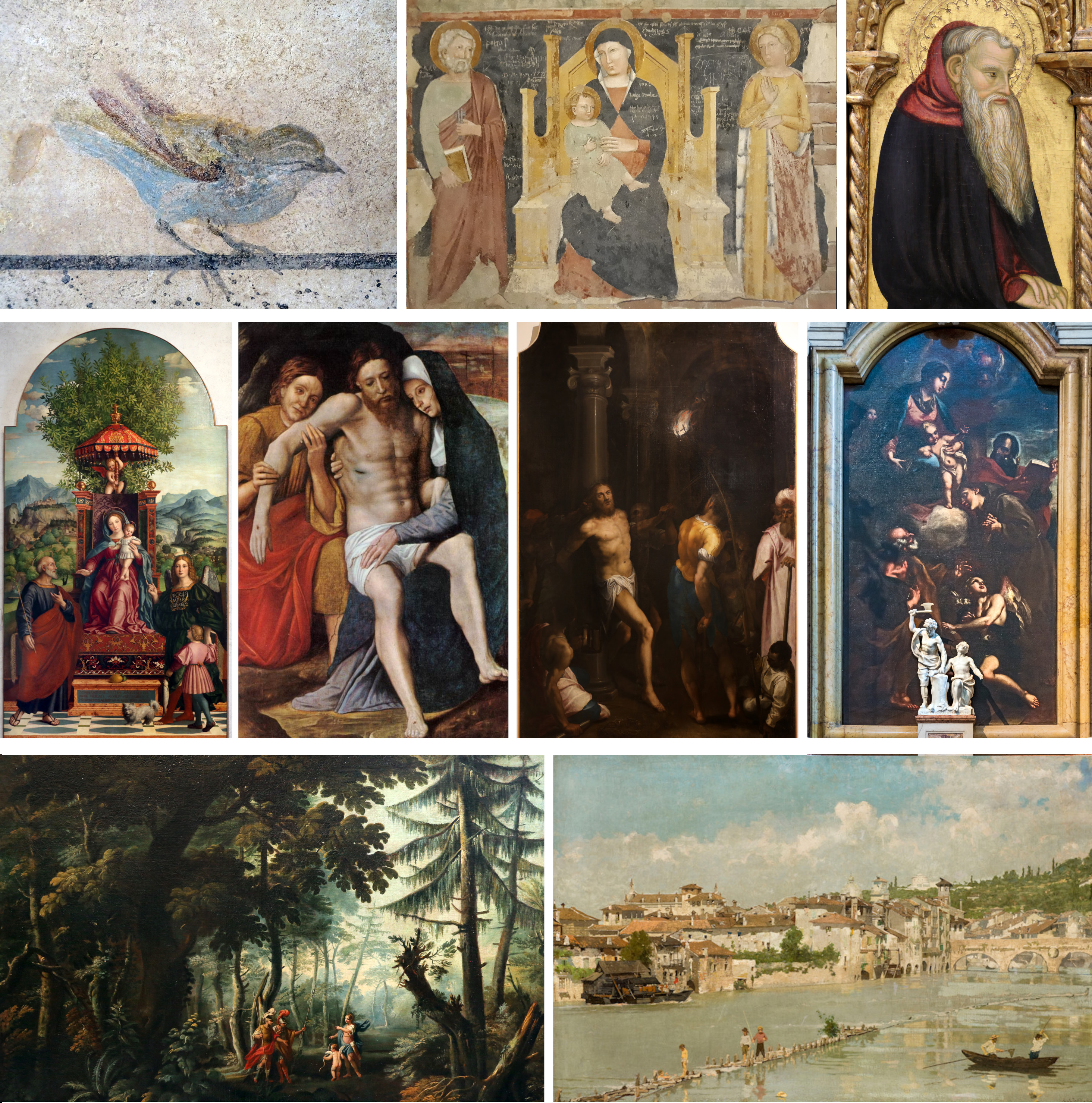
Da sinistra a destra e dall'alto in basso: affresco presso la villa romana di Valdonega (I secolo); Madonna col Bambino e Santi all'interno della basilica di San Zeno; Giovanni Badile, Polittico dell'Aquila (parte); Girolamo dai Libri, Madonna dell'Ombrellino (1530); Giovan Francesco Caroto, Pietà della lacrima (anni 1520); Felice Brusasorzi, Flagellazione di Cristo (1589); Tommaso Porta, Venere e Amore appaiono a Enea; Angelo Dall'Oca Bianca, Pescatori di sabbia a Verona (1884 ca.)

La storia della pittura a Verona si estende dalla età preistorica alla contemporaneità. I primi esempi risalgono alla preistoria, come lo Sciamano della grotta di Fumane, datato a circa 34000-38000 anni fa. In epoca romana, le ville patrizie erano decorate con affreschi murali, avviando la tradizione artistica locale. Con l’avvento del cristianesimo (IV secolo), si svilupparono cicli pittorici come quello dell’ipogeo di Santa Maria in Stelle, significativo esempio di arte paleocristiana. Durante l’arte altomedievale, si trovano miniature dello scriptorium cittadino e affreschi come quelli del sacello dei Santi Nazaro e Celso (X secolo). L’arte romanica (XI-XII secolo) porta cicli articolati, come quelli della basilica di San Zeno e della chiesa di San Fermo Maggiore. Nel XIV secolo, il giottismo segna una svolta, con opere del "primo e secondo maestro di San Zeno". Turone e Altichiero emergono come principali esponenti. Tra la fine del XIV secolo e l’inizio del XV secolo, artisti come Martino, Pisanello e altri perfezionano il gotico maturo, lasciando capolavori del tardo medioevo.
Il gotico a Verona perdurò più a lungo rispetto ad altre città, in un clima artistico statico, finché l'arrivo di Mantegna con la Pala di San Zeno (1452) segnò una svolta verso l'arte rinascimentale. I primi tentativi di rinnovamento vennero da Benaglio e dalla scuola del "Maestro del Cespo di Garofano", ma il Rinascimento veronese fiorì con Liberale, Domenico Morone, Falconetto e Bonsignori. L'apice fu raggiunto nei primi decenni del XVI secolo con artisti come dai Libri, Francesco Morone, Giolfino, Morando e Giovan Francesco Caroto, quest'ultimo importatore di modi leonardeschi e lombardi, come nella sua celebre Fanciullo con disegno. Nel 1534 Torbido introdusse il manierismo a Verona con la decorazione del coro del duomo, basata su un disegno di Giulio Romano. La "maniera" veronese annovera artisti come Domenico Brusasorzi, Flacco, India e Farianti, ma il più celebre fu Paolo Caliari detto il Veronese, i cui capolavori sono oggi nei maggiori musei, mentre a Verona rimangono opere come la Pala Bevilacqua-Lazise e il Compianto sul Cristo morto.
A cavallo tra XVI e XVII secolo si distinse la bottega di Felice Brusasorzi, evolutasi verso una struttura simile alle moderne accademie di pittura. Alla morte del maestro nel 1605, i suoi allievi Creara, Ottino, Bassetti e Turchi proseguirono il percorso verso l'arte barocca, contribuendo alla cappella Varalli nella Chiesa di Santo Stefano, uno dei massimi esempi di barocco veronese. La peste del 1630 interruppe bruscamente i successi artistici locali, portando a una crisi che durò decenni. Solo a fine secolo si ebbero segnali di ripresa con figure come Sante Prunati, Balestra, Dorigny e Brentana. Nel 1742 Giambettino Cignaroli, allievo di Prunati, fondò l'Accademia di belle arti di Verona, proseguendo l'eredità di Brusasorzi. Un successivo periodo prospero, caratterizzato da paesaggistica e naturalismo, fu nuovamente interrotto nel 1797 con l'arrivo delle truppe napoleoniche, che spogliarono le chiese delle loro opere. In questo contesto si distinsero gli sforzi del pittore e direttore dell'Accademia Saverio Dalla Rosa per salvaguardare il patrimonio artistico locale.
Segnali di ripresa si ebbero a partire dagli anni 1820 quando Verona si trovò sotto il dominio austriaco. L'Accademia e le sue mostre erano diventate il centro il centro intorno la quale gravitava tutta la scena pittorica locale. Giuseppe Canella, noto per le sue scenografie teatrali e decorazioni nobiliari, influenzò il panorama artistico insieme al fratello Carlo. Personalità esterne, come Francesco Hayez e Giuseppe Razzetti, arricchirono l'ambiente locale, mentre Carlo Ferrari si affermò come pittore simbolo del periodo, celebre per le vedute e i ritratti degli ufficiali asburgici. L'arrivo della fotografia nel 1854, con Moritz Lotze, segnò un'importante novità per l'arte veronese. Dopo il plebiscito del Veneto del 1866, Verona entrò nel Regno d'Italia. Il veneziano Napoleone Nani, direttore dell'Accademia dal 1873, contribuì a introdurre in città il verismo e la pittura di genere. Il suo più celebre allievo, Angelo Dall'Oca Bianca, influenzato dal naturalismo e dall'impressionismo, si affermò come figura dominante della scena locale, celebrando la vita popolare. Altri artisti rilevanti del tempo furono Ercole Calvi, Giacomo Favretto e Vincenzo Cabianca, quest’ultimo legato ai macchiaioli. Tra fine Ottocento e inizio Novecento, il panorama pittorico veronese si distinse per influenze veneziane, moderniste e divisioniste.  L’arrivo di Felice Casorati nel 1911 portò una ventata di innovazione, influenzando un gruppo d’avanguardia di pittori veronese. Il futurismo, introdotto brevemente da Marinetti e Boccioni, non attecchì, lasciando spazio al realismo. Con l'avvento del fascismo negli anni 1920 l'arte si omologò e il futurismo divenne l'espressione artistica ufficiale del regime, pur lasciando spazio anche a espressioni originali.

## Preistoria, età romana e paleocristiana

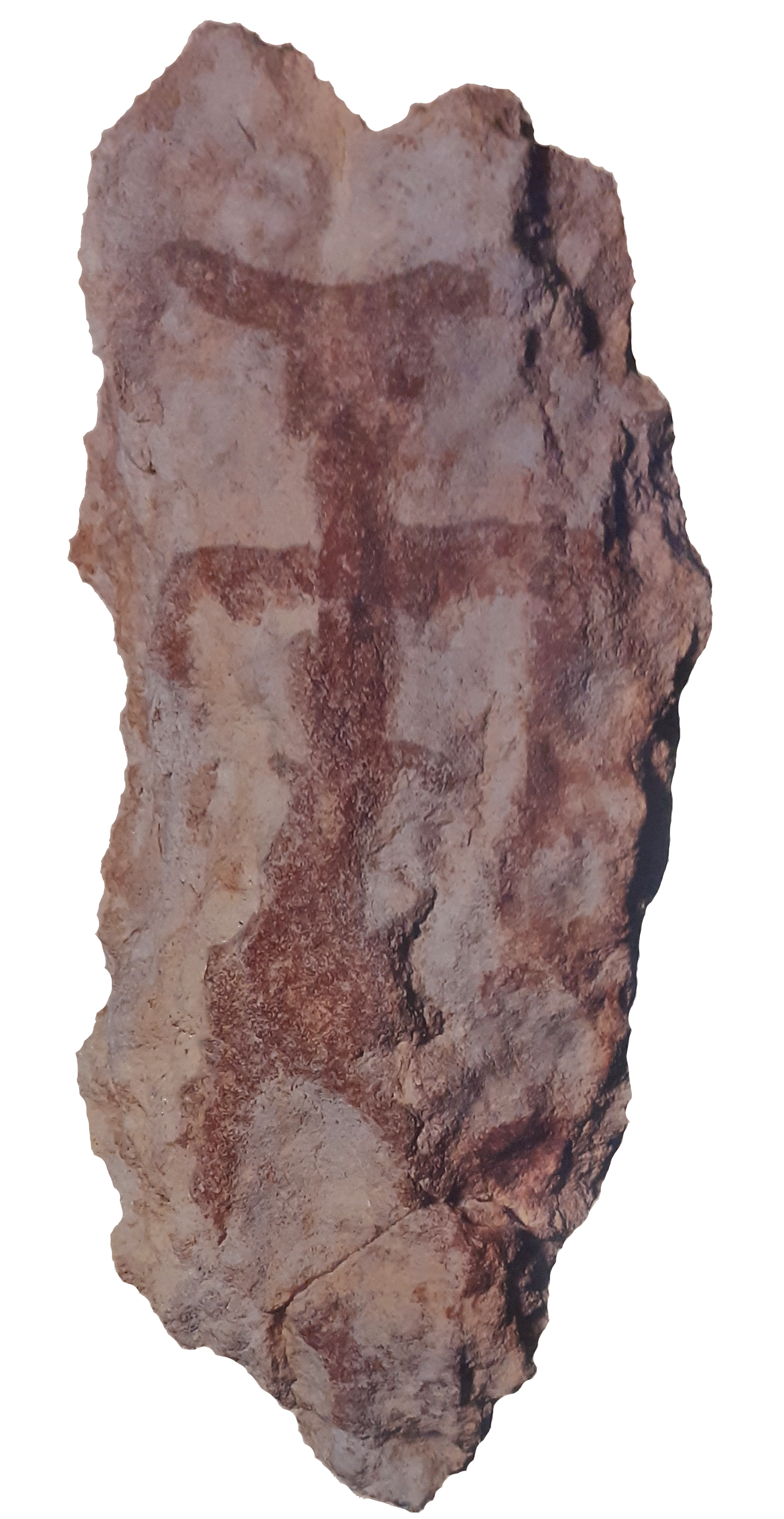
"Lo sciamano", pietra dipinta ritrovata presso la grotta di Fumane

Le prime testimonianze pittoriche nel territorio veronese si manifestano attraversano le incisioni rupestri e le pitture murali scoperte in grotte e ripari rocciosi della zona montuosa circostante. Questi manufatti raffigurano figure stilizzate di animali, scene di caccia e simboli astratti, documentando le credenze spirituali e le pratiche quotidiane delle prime comunità umane. Il ritrovamento più celebre è quello della grotta di Fumane in Valpolicella, dove è stata rinvenuta una pietra, nota come lo "Sciamano". Su questa pietra, che risale a circa 34000-38000 anni fa, è dipinta in color ocra una delle più antiche raffigurazioni umane, attribuita ai primi Homo sapiens. La pietra faceva probabilmente parte della volta originariamente dipinta della grotta, crollata successivamente per cause naturali.

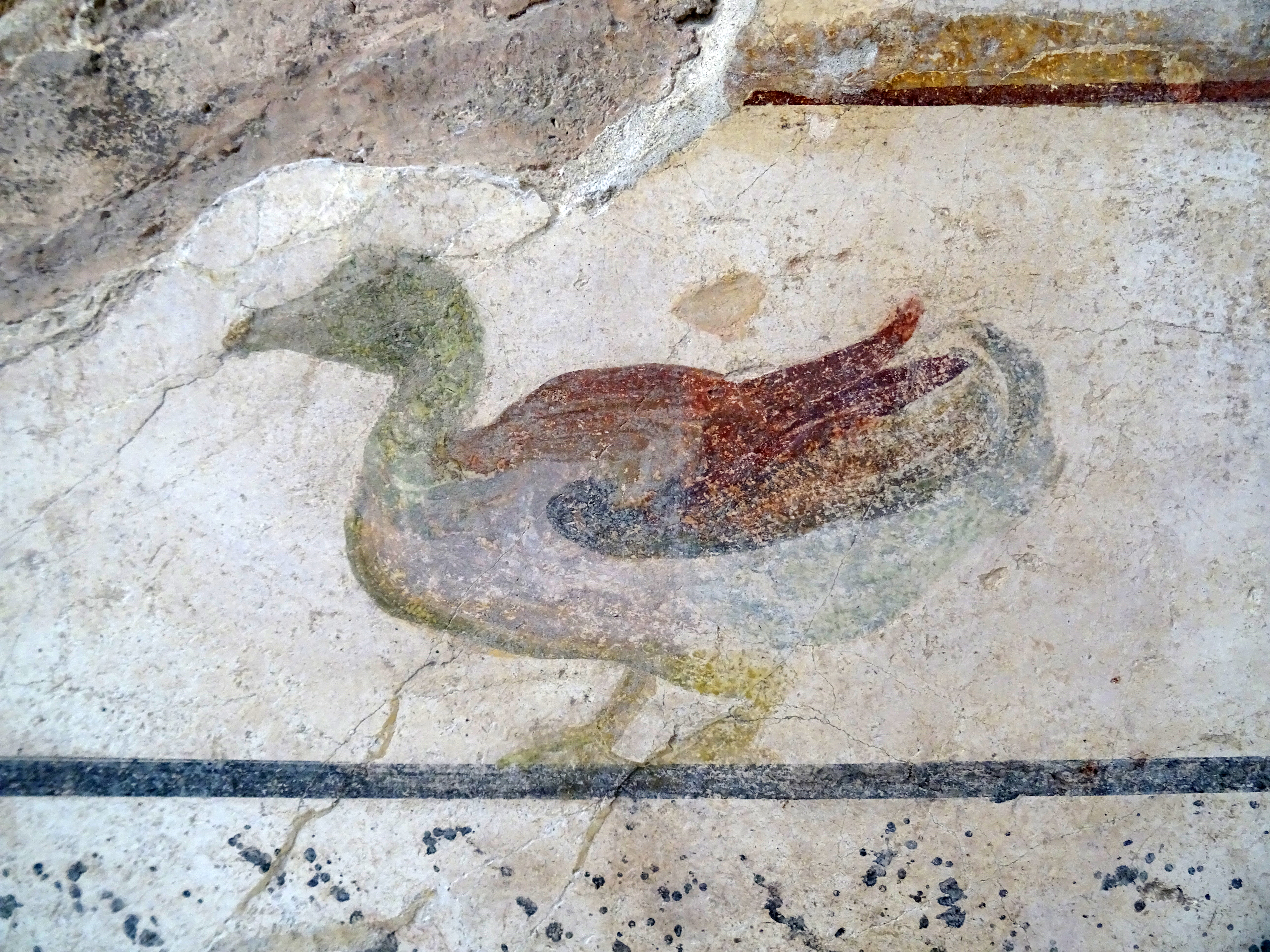
Affresco presso la villa romana di Valdonega

Con l'annessione di Verona all'Impero Romano come municipium nell'89 a.C., grazie alla Lex Pompeia de Transpadanis, la città acquisì rapidamente importanza economica e militare, diventando un nodo cruciale per il controllo delle Alpi e della pianura padana. Questo sviluppo favorì anche la crescita artistica. La pittura, in particolare, si concentrò sulla decorazione di abitazioni private e edifici pubblici. I ricchi cittadini romani adornavano le loro dimore con pitture murali eseguite ad affresco, rappresentando scene mitologiche, paesaggi e motivi geometrici. Tra gli esempi più significativi, la villa romana di Valdonega, datata al I secolo e situata poco fuori dal centro cittadino, rappresenta uno dei meglio conservati. Nel salone centrale, il registro inferiore delle pareti è decorato con raffigurazioni di volatili alternati a elementi vegetali, mentre il registro superiore include temi mitologici come grifoni con cornucopie, maschere femminili e nature morte.

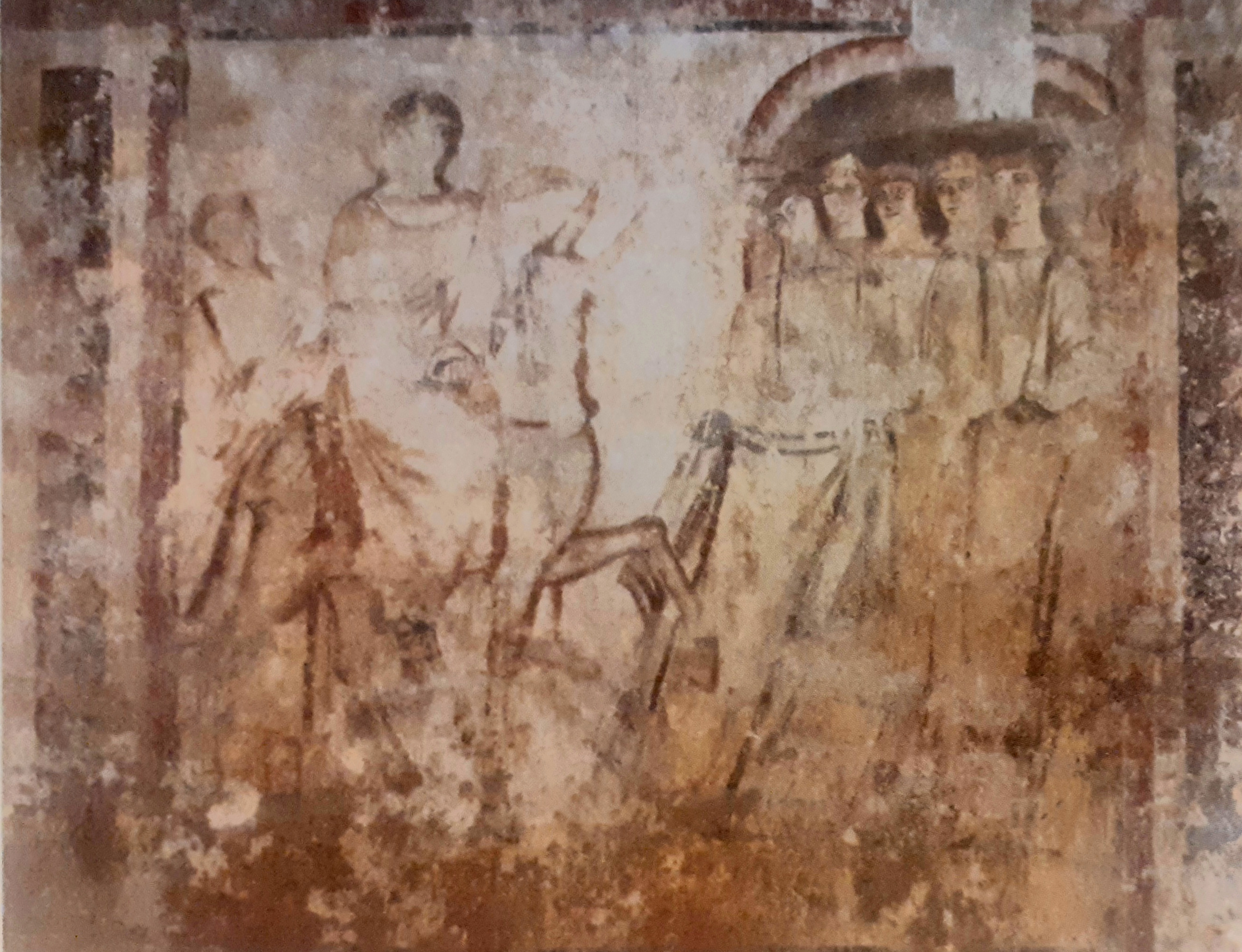
Ingresso a Gerusalemme, ipogeo di Santa Maria in Stelle a Verona

Con la diffusione del cristianesimo, l'arte subì una trasformazione radicale, introducendo soggetti religiosi e simboli cristiani. Inizialmente, l'arte paleocristiana si sviluppò in contesti privati e nascosti a causa delle persecuzioni. Divenne un'espressione pubblica solo dopo l'editto di Costantino del 313, che legalizzò il culto. A Verona, un esempio rilevante di questa transizione si trova nell'ipogeo di Santa Maria in Stelle. Originariamente un cenotafio e ninfeo, questo complesso fu convertito in edificio cristiano nella seconda metà del IV secolo e decorato con affreschi. La sala nord conserva un ciclo pittorico raffigurante scene dell'Antico e Nuovo Testamento, organizzate in due registri separati da fasce orizzontali rosse e intervallate da finte lesene. Questi affreschi, che sembrano avere una funzione catechetica, rappresentano temi come l'ingresso a Gerusalemme, la preghiera dei tre giovani nella fornace, la strage degli Innocenti e la Natività. Nella lunetta sopra l'ingresso è rappresentato un collegio apostolico. Nell'atrio, sebbene più deteriorati, si distinguono una Traditio legis e un Daniele nella fossa dei leoni, due temi iconografici diffusi nel cristianesimo del III secolo. Gli affreschi di Santa Maria in Stelle sono unanimemente considerati tra i più importanti esempi di arte paleocristiana, anche se gli studiosi sono divisi sulla loro qualità, oscillando tra la critica di una tecnica modesta e l'apprezzamento per l'eleganza delle figure e la ricca gamma cromatica.

## Le origini altomedievali

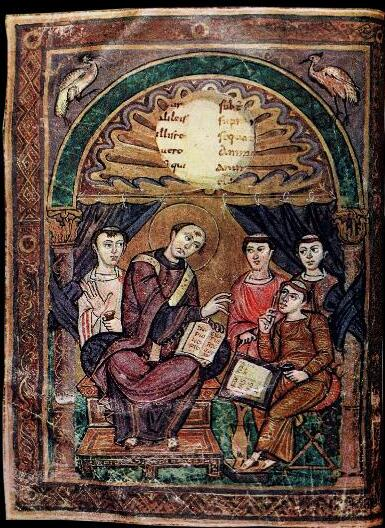
Sant'Agostino con i discepoli, miniatura del codice di Egino, fine del VIII secolo

Pochi sono gli esempi di pittura dell'alto medioevo veronese giunti fino a noi. Tuttavia, è documentata l'esistenza di un importante scriptorium attivo in città almeno dagli inizi del VI secolo, e probabilmente già dal secolo precedente, dove operavano amanuensi e miniatori. Tra le opere prodotte, spiccano quattro miniature del cosiddetto codice di Egino, realizzate negli ultimi anni del VIII secolo. Questo codice, dono del vescovo Egino di Verona alla cattedrale di Santa Maria Matricolare , è oggi conservato presso la Biblioteca di Stato di Berlino. Le miniature raffigurano i padri della Chiesa con aureole e seduti su troni, accompagnati da chierici: Agostino d'Ippona nell'atto di insegnare, Leone Magno benedicente, Ambrogio da Milano e Gregorio Magno intenti a scrivere. Il loro stile richiama i modelli tardoantichi della miniatura carolingia, evidenziando influenze d'oltralpe nell'arte veronese del periodo. Il resto del codice è scritto in minuscola carolina da più mani.

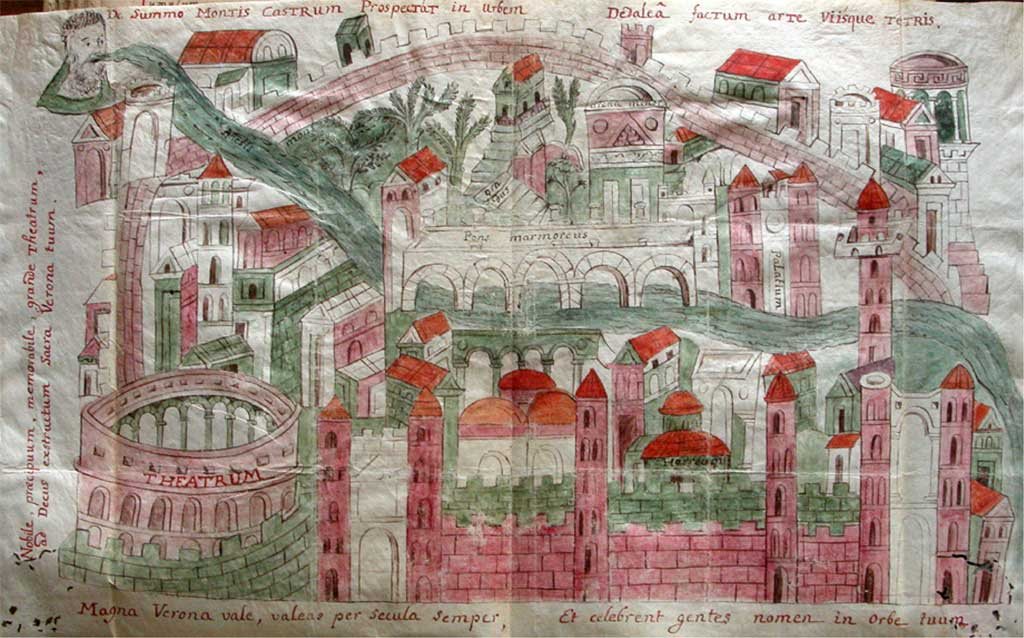
Iconografia rateriana, copia commissionata da Scipione Maffei.

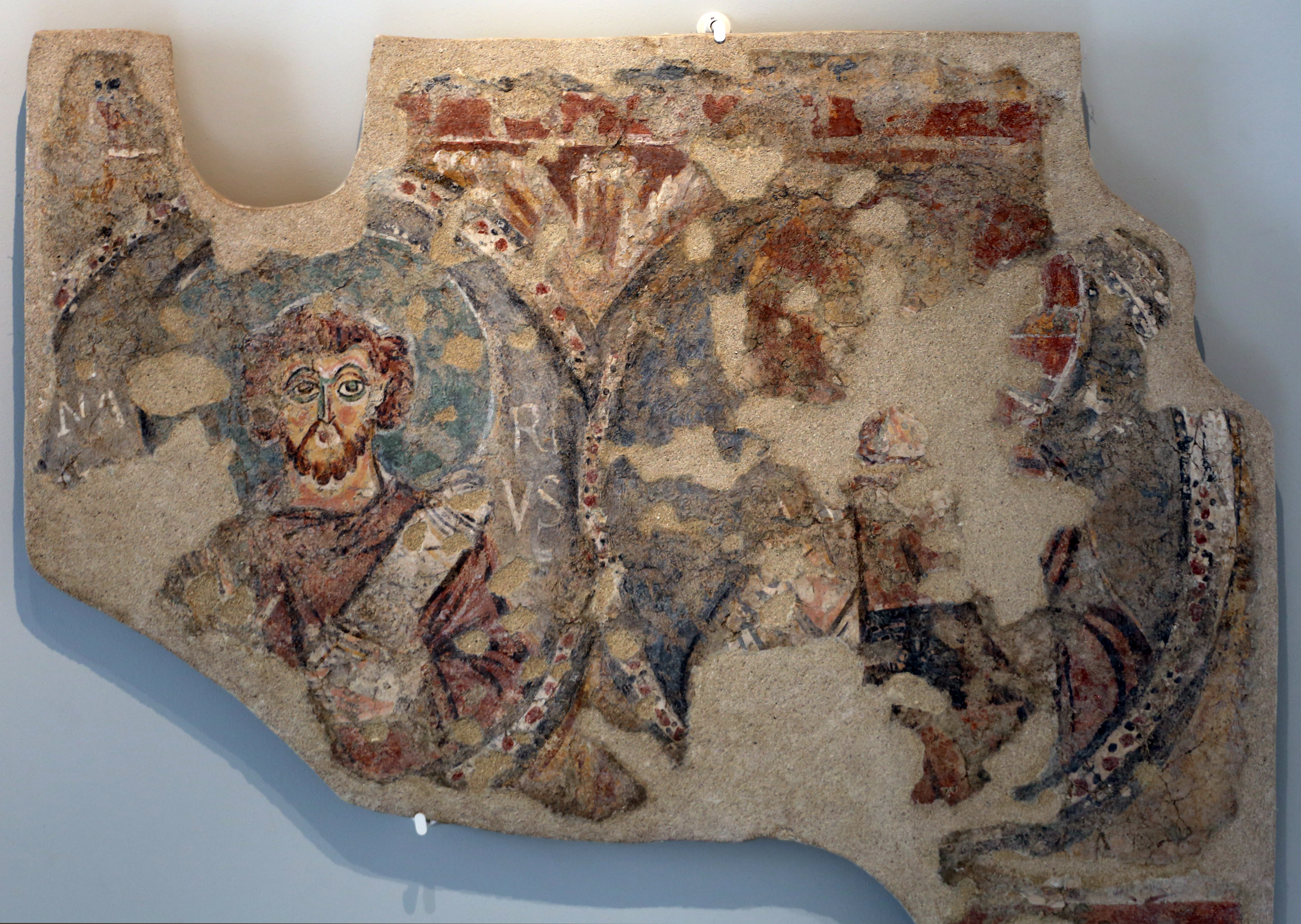
Primo strato degli affreschi del sacello dei Santi Nazaro e Celso, museo degli affreschi Giovanni Battista Cavalcaselle.

Un altro esempio significativo è il velo di classe, un tessuto liturgico ricamato con i busti dei primi tredici vescovi veronesi, associati ai loro nomi. Realizzato per volere del vescovo Annone di Verona nell'VIII secolo, era destinato a decorare la tomba dei santi Fermo e Rustico.
Nei decenni successivi, Verona subì le devastazioni delle incursioni ungare, che ne compromisero lo sviluppo artistico fino alla loro cessazione nel 955, dopo la battaglia di Lechfeld. Una ripresa artistica è evidente a Bardolino, dove la chiesa di San Zeno conserva affreschi sulle pareti interne. Della metà del X secolo risale la più antica rappresentazione grafica di Verona, l'iconografia rateriana, inclusa in un codice del vescovo Raterio di Verona. Questo esempio di tarda arte carolingia celebra la rinascita della città dopo le devastazioni ungare. L'originale è perduto, ma nel 1739 Scipione Maffei ne commissionò una copia fedele.
Nel 1889, durante lo stacco di affreschi del XII secolo nel sacello rupestre adiacente all'omonima chiesa, furono rinvenute pitture, di cui le più antiche sono state datate al 996 grazie a un'iscrizione oggi quasi illeggibile. Conservate oggi al museo degli affreschi Giovanni Battista Cavalcaselle, esse mostrano uno stile vicino alla miniatura ottoniana del X secolo, con influssi dell'Abbazia di Reichenau, come evidente negli occhi dei santi, simili a quelli dell'Evangeliario di Ottone III e del Codex Egberti.

## Il romanico dal XI a XII secolo
Agli inizi dell'XI secolo, l'arte veronese era ancora fortemente legata ai modelli d'oltralpe. Un esempio significativo è rappresentato dagli affreschi più antichi superstiti, seppur frammentari, nella Pieve di Sant'Andrea a Sommacampagna dove si riconoscono caratteri tipici dell'area nordica, tanto che lo storico dell'arte Wart Arslan ha riscontrato somiglianze con le miniature prodotte nella celebre Abbazia di San Gallo. Sono probabilmente di poco successivi gli affreschi dell'arco trionfale dell'abside occidentale della pieve di San Giorgio di Valpolicella, considerati un ponte tra l'arte germanica e l'emersione di una corrente pittorica veronese sempre più definita e autonoma. Degni di nota sono anche gli affreschi della chiesa di San Severo a Bardolino.

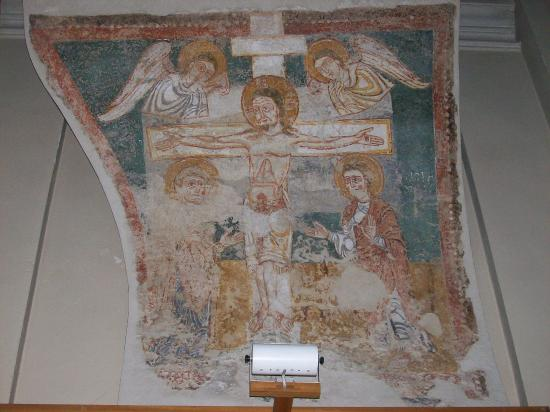
Crocifissione, chiesa di San Pietro Incarnario

In città, tra i pochi frammenti superstiti del più antico ciclo di affreschi della chiesa di San Fermo Maggiore, iniziata nel 1065 dalla comunità benedettina, spiccano quelli della calotta dell'absidiola settentrionale. Al centro, un Cristo giudice è affiancato dagli arcangeli Gabriele e Michele. La tipologia dei volti e l'eleganza delle forme rivelano una forte influenza dell'arte ottoniana, suggerendo una qualità pittorica raffinata e di alto livello.

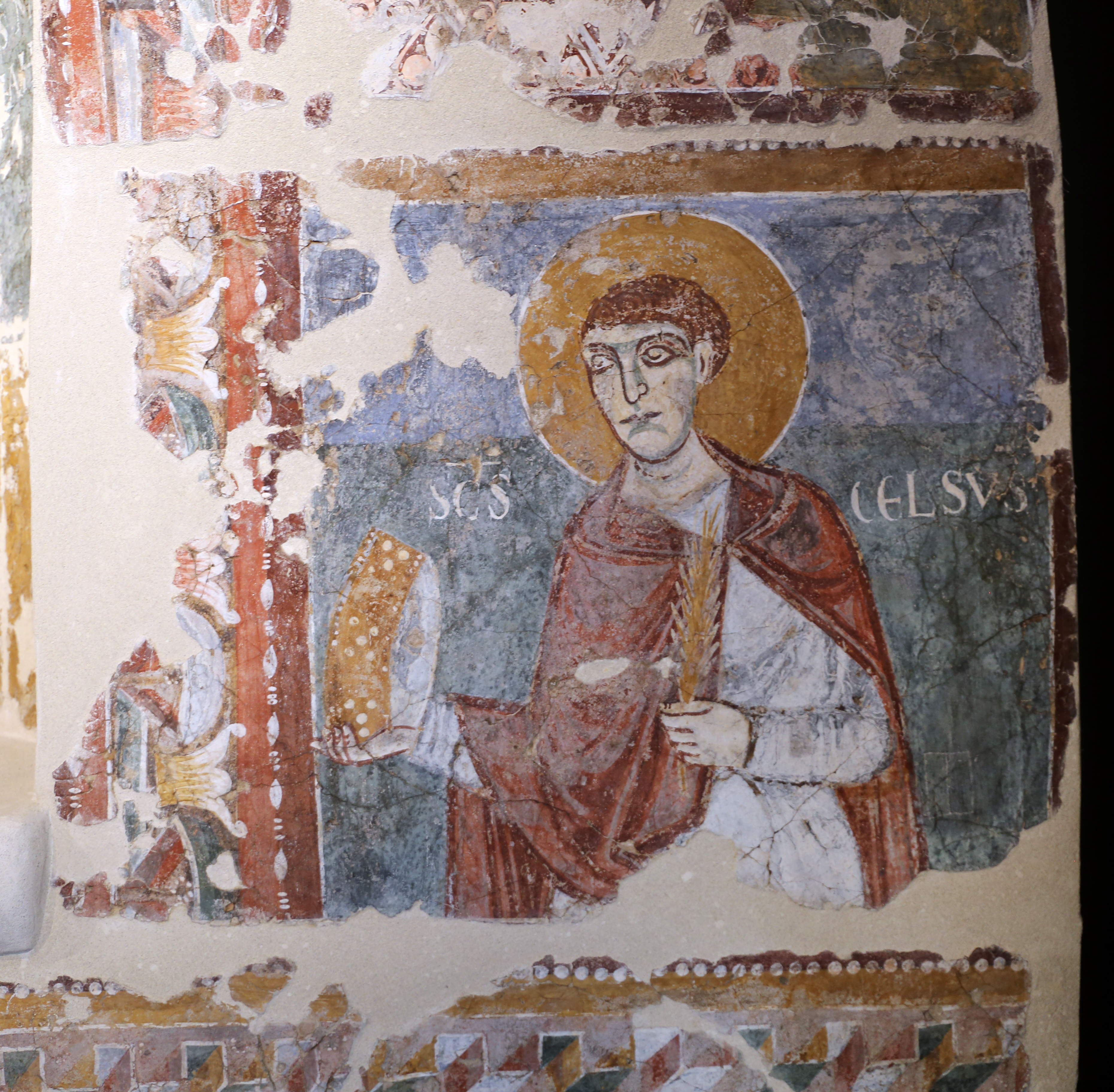
Particolare del secondo strato di affreschi del sacello dei santi Nazaro e Celso

Tuttavia, un po' alla volta, gli influssi nordici iniziarono ad arricchirsi di ulteriori e variegati stimoli che portarono la scena locale a evolversi verso il romanico. Ad esempio, nell'interessante Crocifissione della cripta della chiesa di San Pietro Incarnario gli studiosi hanno ravvisato la presenza di diversi stili che vanno da quello bizantino all'adesione a modelli più occidentali. Per queste sue originali caratteristiche è oggi considerata un esempio significativo di «arte romanica veronese» e testimonianza della formazione di una scuola locale. Secondo Arslan, l'opera rivela, tuttavia, una «tenace sopravvivenza dei mezzi figurativi e iconografici dell'epoca carolingia». La scena raffigura Cristo crocifisso, ancora vivo, con gli occhi sbarrati, i piedi separatamente inchiodati e la croce piantata sul calvario, dove è visibile il cranio di Adamo. Ai lati, la Vergine e san Giovanni, e in alto, i busti degli arcangeli Michele e Gabriele.
Della fine del XII secolo è il secondo strato di affreschi del sacello rupestre dei Santi Nazaro e Celso, un'opera di grande maturità artistica. I colori vivaci e le pennellate sicure conferiscono alle figure un rilievo e una definizione non banali, rendendolo un «testo cruciale e fondamentale della più tarda pittura romanica veronese». Altri esempi di pittura romanica nel territorio veronese includono il ciclo Apocalisse e Leggenda della croce nella chiesa di San Severo a Bardolino, e le Storie di sant'Andrea nella pieve di Sommacampagna, quest'ultima particolarmente raffinata. Una Santa Margherita nella Chiesa dei Santi Apostoli e le decorazioni poste tra le tre arcate del pontile della basilica di San Zeno rappresentano ulteriori testimonianze dell'arte romanica locale.

## Il Duecento: verso il gotico
Sebbene non sempre di grande qualità, Verona conserva numerose testimonianze pittoriche risalenti al Duecento. Queste testimonianze consistono quasi esclusivamente in lacerti di pitture murali, sia interne che esterne, che dimostrano una intensa volontà decorativa nei complessi chiesastici e negli edifici residenziali. Gli stili sono vari, frutto di diverse influenze pittoriche, il che rende difficile ricostruire personalità e correnti artistiche specifiche. Il legame di Verona con la Germania, dovuto alla presenza di Ezzelino III da Romano, signore della Marca Trevigiana e fedele dell'imperatore Federico II, è evidente anche nella pittura. Tipicamente le opere sono caratterizzate dalla vivacità narrativa, dall'attenzione ai dettagli delle vesti, da una certa plasticità e, al contempo, da una rigidezza nelle figure tendenzialmente allungate. A metà del secolo, il passaggio da libero comune alla signoria degli Scaligeri rappresentò un periodo di trasformazione politica e sociale, che coincise con il passaggio dal romanico al gotico.

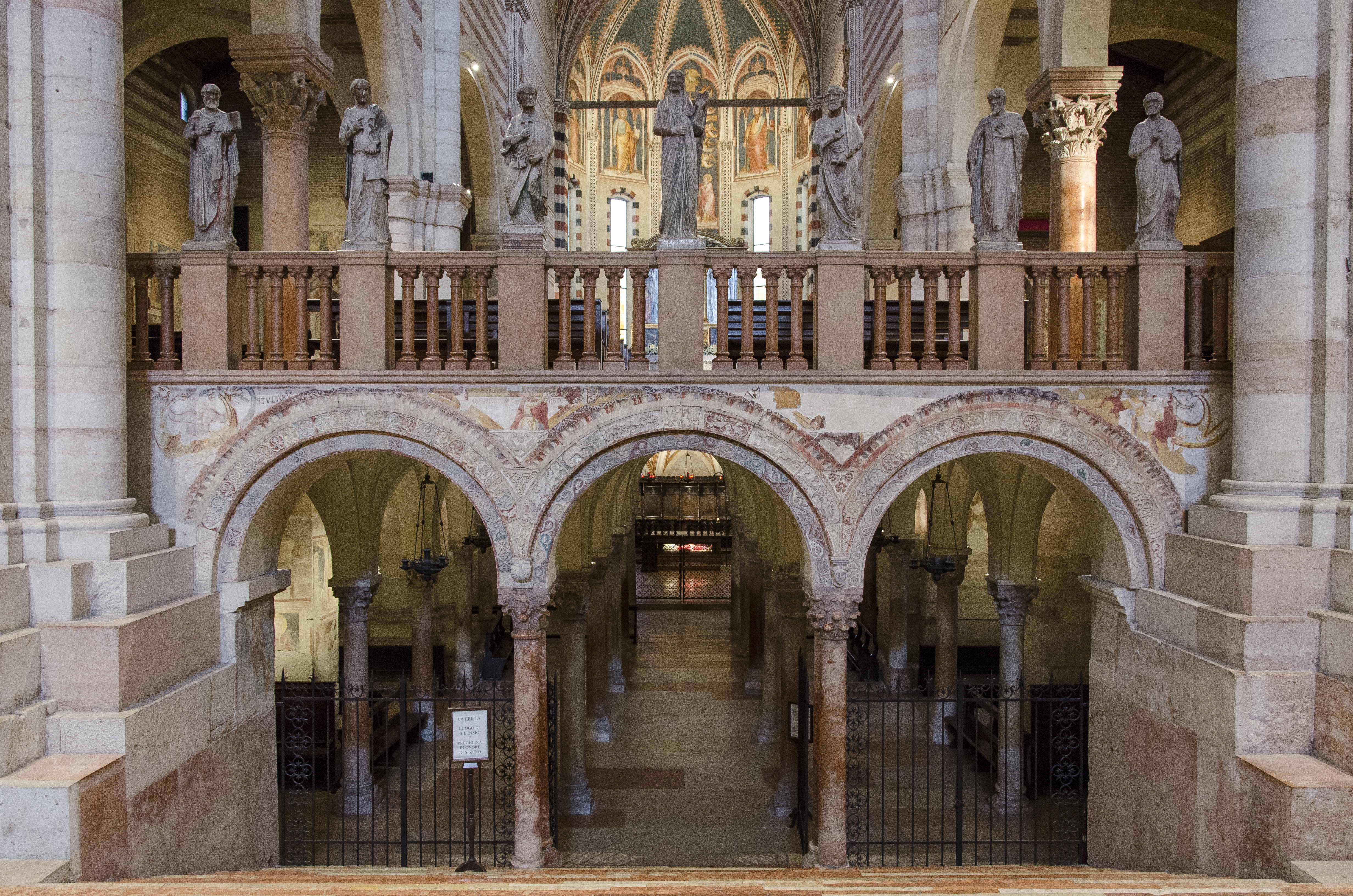
Pontile-tramezzo della basilica di San Zeno con lacerti dell'inizio del XIII secolo

Nel catino absidale della cappella del transetto destro della chiesa superiore di San Fermo Maggiore si trovavano affreschi staccati, databili agli inizi del XIII secolo, raffiguranti una Vergine con il Bambino tra due santi e accompagnati da un lungo cartiglio con la scritta «BEATI QUI AUDIUNT VERBUM DET ET CUSTODIUNT ILLUD», esempio di bizantinismo occidentalizzato. Nello stesso periodo, sulla facciata della Basilica di San Zeno, un graffito su otto lastre raffigurava un originale Giudizio universale, a metà tra scultura e pittura, attribuito al Brioloto per la sua iconografia occidentale. All'interno, lacerti pittorici del pontile-tramezzo e immagini votive nei pilastri della cripta mostrano influenze bizantine, tra cui una Madonna col Bambino e un soggetto simile dipinto in una nicchia esterna, oggi in cattive condizioni.
Alcuni esempi coevi sono presenti anche in edifici abitativi. Restauri effettuati nel 1997 hanno messo in luce alcune decorazioni presenti nelle antiche abitazioni dei canonici della cattedrale di Verona che fanno pensare che originariamente gli spazi affrescati fossero ben maggiori di quelli superstiti. Nel più interessante dei brani visibili è raffigurata l'allegoria di due vizi capitali, accidia e lussuria, in cui vengono trafitte e calpestate da due figure femminili prive di testa. Si può supporre che fosse parte di un ciclo ben più complesso in cui erano raffigurati Vizi e Virtù, un tema comune dell'epoca. Nella vicina biblioteca capitolare sono stati rinvenuti ulteriori affreschi, ma di mano diversa, originariamente parte di un ciclo episodi dell'antico Testamento. Sulle pareti delle scale di sinistra che scendono nella cripta della chiesa di Santo Stefano si trovano diversi affreschi ascrivibili alla metà del Duecento, oramai difficilmente leggibili.

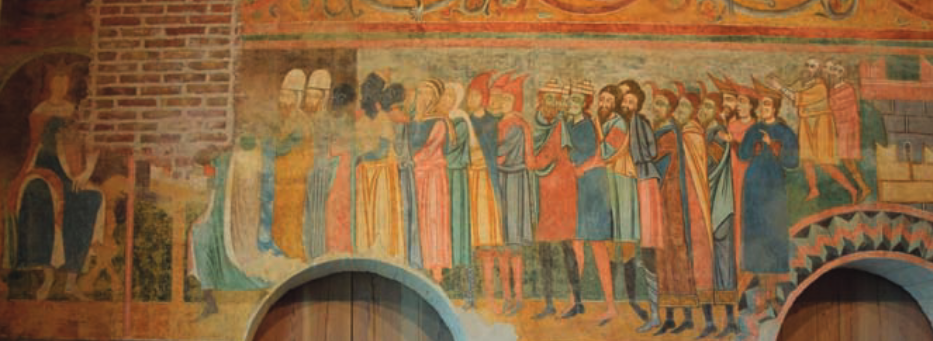
La scena del corteo dipinta all'interno della Torre abbaziale di San Zeno

Nella seconda metà del Duecento riprese l'attività decorativa delle pareti della Basilica di San Zeno. A questo periodo risale il grande San Cristoforo, raffigurato con una ricca veste e mantello sulla parete destra, insieme a diversi affreschi presenti nella sagrestia.
L'affresco più significativo del periodo si trova in una sala interna della Torre abbaziale di San Zeno, accanto ai resti di una Ruota della fortuna. La scena raffigura un corteo di popoli che rendono omaggio a un sovrano in trono, con una città turrita sullo sfondo. Il tutto è arricchito da un fregio superiore con motivi floreali, mascheroni mostruosi e figure fantastiche, mentre in basso vi sono scene di caccia. È attribuito a maestranze romaniche della Val Venosta, con affinità a un affresco della chiesa di San Giovanni a Müstair, e databile alla fine del XII secolo. Arslan ha, inoltre, individuato somiglianze con due codici miniati della Biblioteca apostolica vaticana: la Bibbia A. IV 74 e il Vaticano latino 39.

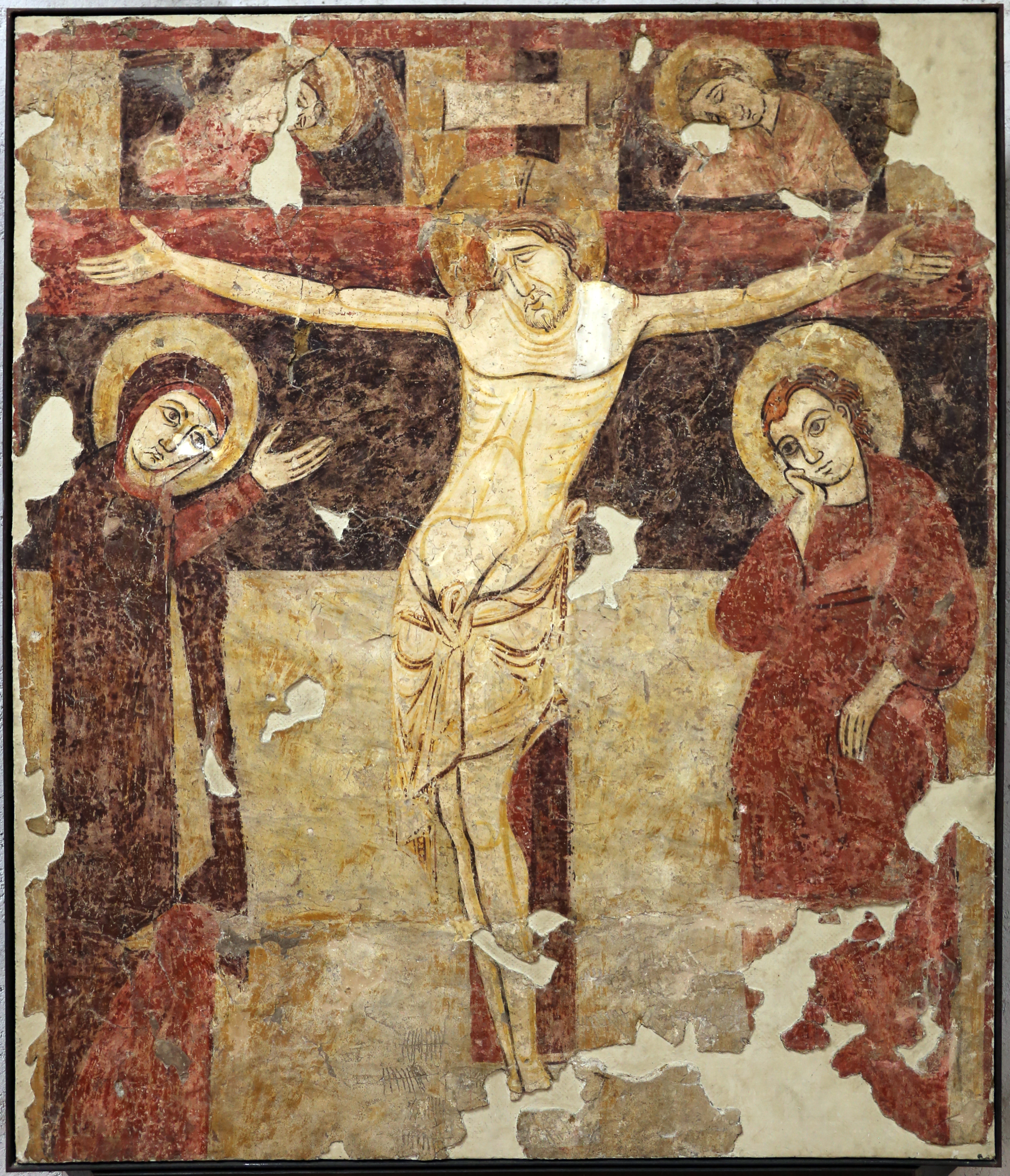
Crocifissione proveniente dall'ex Convento di San Giovanni Evangelista della Beverara, oggi al museo di Castelvecchio

Nel museo di Castelvecchio sono conservati alcuni affreschi dell'epoca, staccati nel 1892 dall'ex Convento di San Giovanni Evangelista della Beverara (oggi Istituto Don Bosco). Tra questi figurano una Madonna allattante, una Crocifissione e una Pietà. Per prossimità geografica e affinità stilistica, si ritiene che siano opera dello stesso artista che decorò una nuova fase della basilica di San Zeno, con affreschi come un Battesimo di Cristo e una Resurrezione di Lazzaro. Tali opere si caratterizzano per una composizione semplice e priva di profondità, incorniciati da un fregio a foglie nella parte superiore.

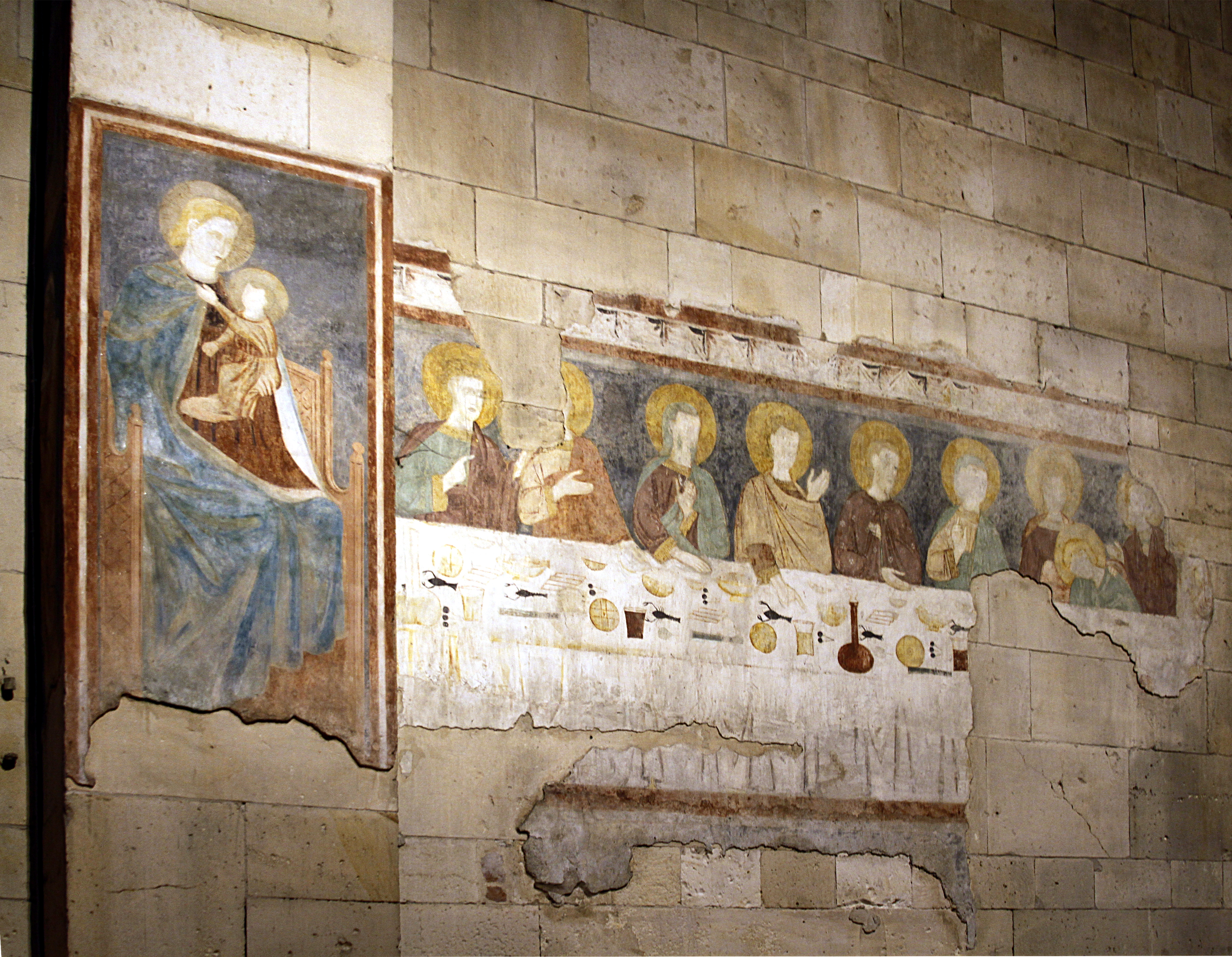
Ultima cena presso la basilica di San Zeno

Il secolo si chiude con numerose pitture votive, visibili ad esempio nella cripta della chiesa di San Procolo e sulla parete destra della chiesa di San Giovanni in Valle, dove predominano raffigurazioni di Madonne con Bambino spesso accompagnate dalla figura dell'offerente, un tema destinato a diventare ricorrente nella pittura veronese. Di particolare rilievo è un frescante che, a San Zeno, ha realizzato una Madonna col Bambino e un''Ultima cena, una delle più antiche rappresentazioni di questo soggetto, entrambe collocate sulla parete sinistra. Con queste opere, Verona si avvia verso una completa assimilazione del Gotico, sviluppando progressivamente uno stile autonomo influenzato dalle molteplici correnti artistiche che giungevano nella dinamica città scaligera.

## Il Trecento, l'arrivo del giottismo
Agli inizi del XIV secolo, Verona, sotto il governo illuminato di Alboino e Cangrande I della Scala, conobbe un periodo di grande ricchezza in grado di influenzare la scena artistica, rendendola tra le più attive dell’Italia settentrionale. Numerosi pittori decorarono chiese ed edifici civili e iniziarono ad emergere i nomi di alcuni di essi, come il maestro Cicogna, che nel 1300 firmò un dipinto nella chiesa di San Martino a Corrubbio in Valpolicella, e a cui sono attribuite altre opere nella zona. Un certo Giovanni firmò nel 1305 una Sant'Anna su un pilastro della chiesa di San Zeno a Cerea. Complessivamente, si stima che a Verona fossero attivi almeno trenta pittori in quel periodo che, pur legati alla tradizione duecentesca fatta di influenze nordiche e bizantine ormai superate, dimostravano spesso un'elevata abilità tecnica.

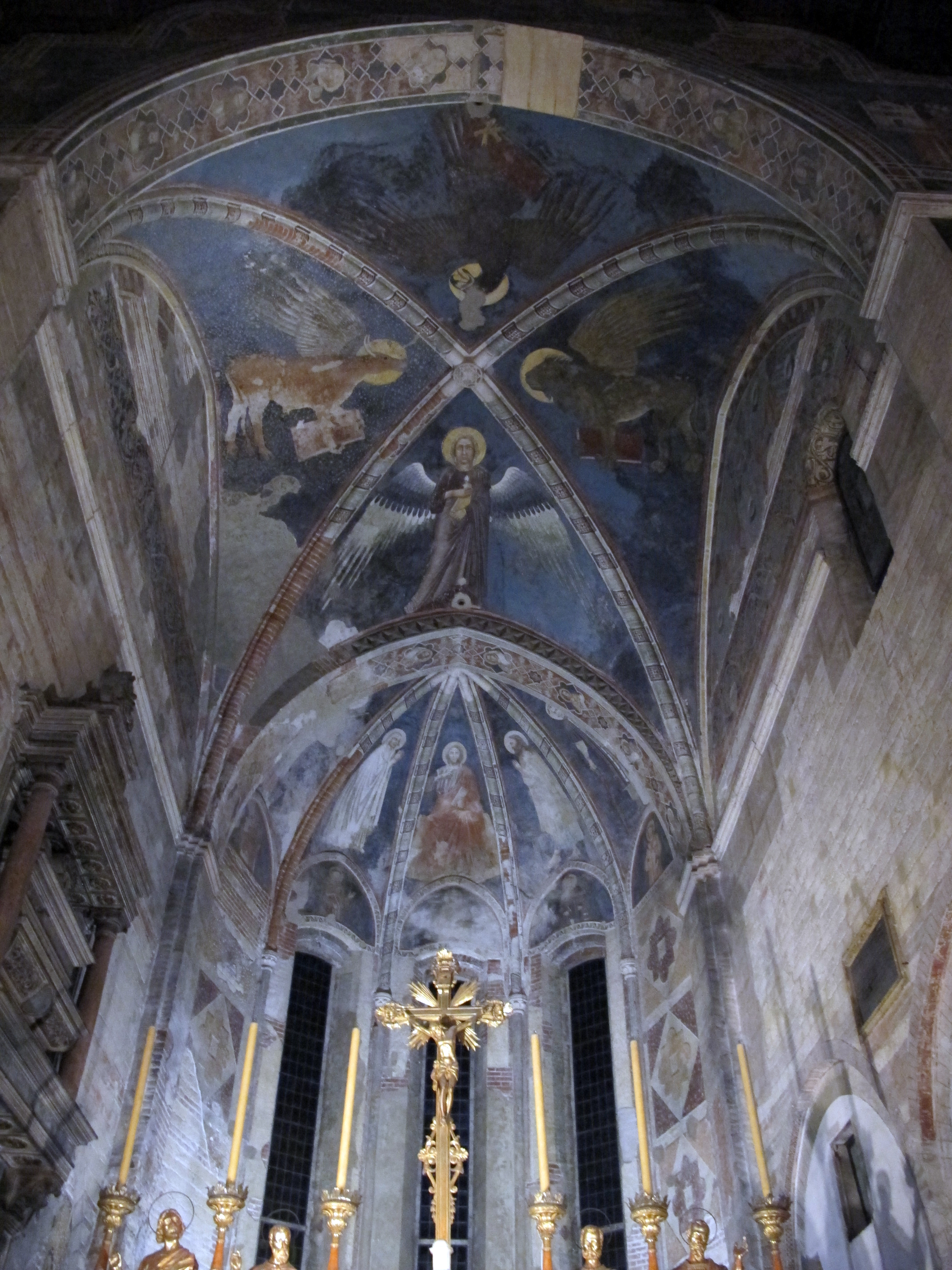
Affreschi del Maestro del Redentore, presbiterio della chiesa di San Fermo Maggiore

Lo stile "obsoleto" della pittura veronese subì un cambiamento radicale con l'arrivo della rivoluzione di Giotto. Nel Cinquecento, Giorgio Vasari raccontò che intorno al 1316 Giotto «andò a Verona, dove a messer Cane fece nel suo palazzo alcune pitture e particolarmente il ritratto di quel Signore; e ne’ frati di S. Francesco una tavola». Tuttavia, non sono giunte opere del celebre pittore toscano a Verona e non ci sono prove certe del suo soggiorno alla corte scaligera. Il primo pittore veronese il cui stile mostra un'influenza giottesca fu il "Maestro del Redentore", probabilmente un assistente dello stesso Giotto a Padova, che lavorò nella chiesa di San Fermo Maggiore. Nel 1907, Gerola individuò una data, il 1314, per il suo lavoro. Nella stessa chiesa, da poco affidata ai francescani — molto legati a Giotto attraverso numerose e celebri commissioni — si possono ammirare ulteriori esempi del giottismo veronese.
A partire da questo momento, la lezione di Giotto divenne predominante a Verona, anche se i pittori locali non riuscirono mai a eguagliare il maestro in termini di spazialità e organizzazione dei cicli narrativi. La loro produzione è stata, infatti, criticata per la monotonia, caratterizzata principalmente da riquadri votivi separati, con «sequenze stucchevoli di santi presenti frontalmente evadendo quasi sistematicamente l'irruzione di storie e di azione che Giotto aveva imposto. Nasce un linguaggio sterile, stereotipato che coinvolgerà il panorama veronese fino a metà del trecento».

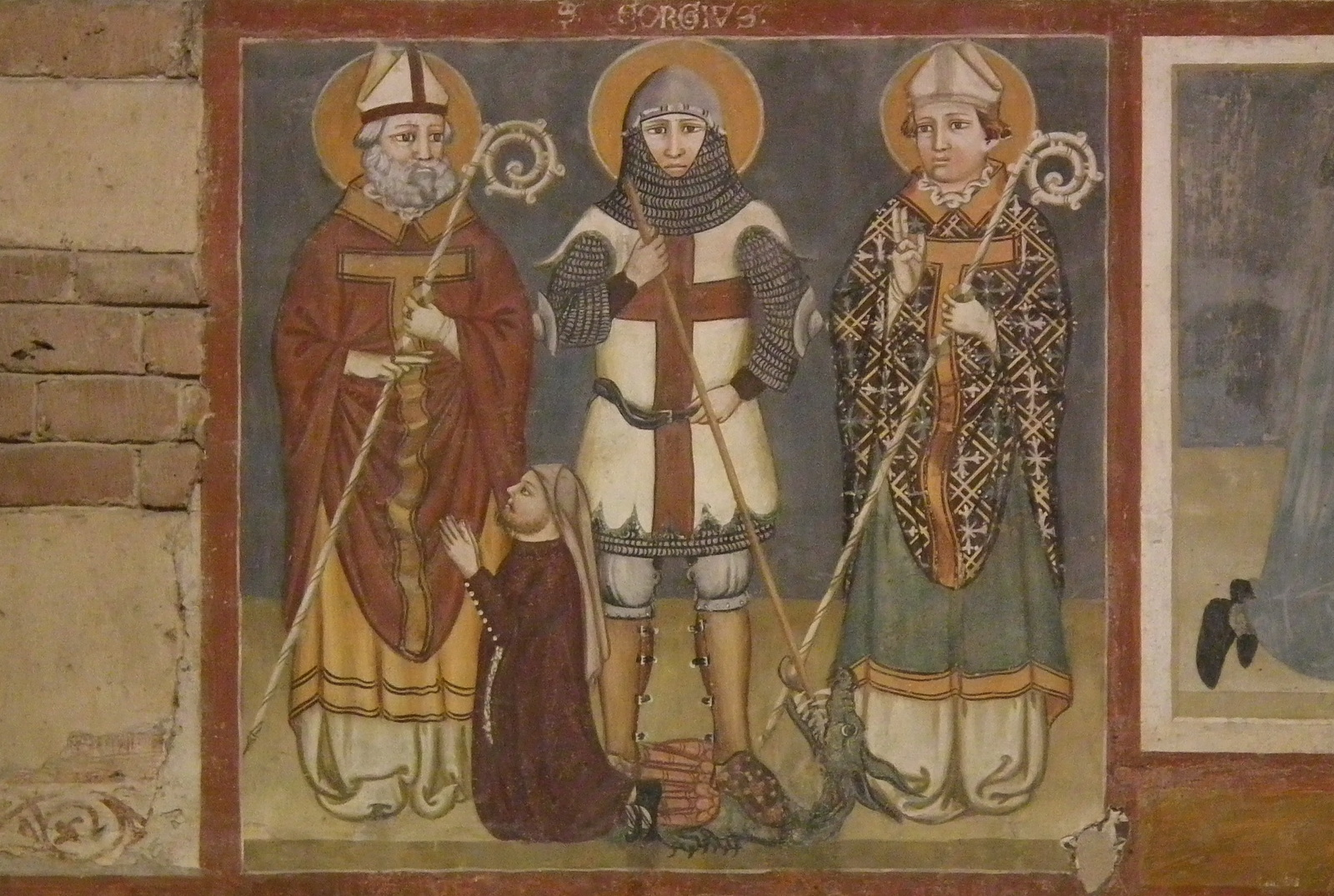
San Giorgio e il drago fra due santi vescovi e il committente, attribuito al cosiddetto secondo maestro di San Zeno.

Questi aspetti sono riscontrabili sulle pareti laterali della basilica di San Zeno affrescate nel Trecento dai cosiddetti "primo" e "secondo maestro di San Zeno", secondo la proposta della storica Evelyn Sandberg Vavalà. Gli storici concordano nel ritenere che non si tratti però di due singoli pittori, ma di gruppi di artisti con affinità stilistiche, epoche e tecniche simili che lavorarono qui e in altre chiese veronesi. Il "primo maestro" è associato agli affreschi del primo quarto del XIV secolo, che diffusero il giottismo a Verona segnando l'inizio della vera tradizione locale. Il "secondo maestro", probabilmente un allievo del primo, operò nella seconda metà del XIV secolo caratterizzandosi per uno stile più evoluto e con influenze lombarde.

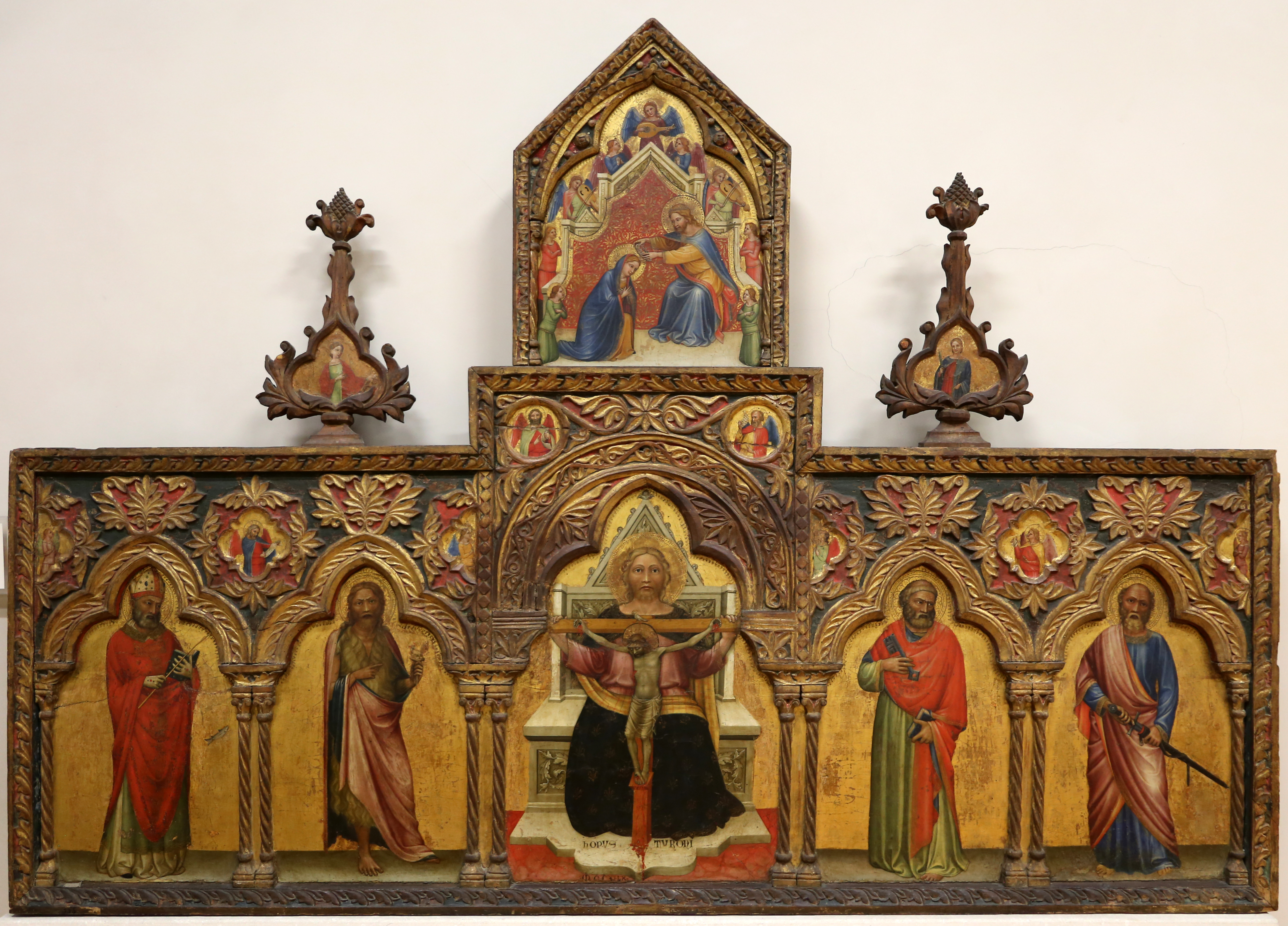
Polittico della Trinità, Turone di Maxio, museo di Castelvecchio

Nella seconda metà del Trecento lo scenario è dominato da due figure: Turone di Maxio e Altichiero da Zevio. La presenza del primo a Verona è documentata dal 1356, e la sua unica opera certa è il celebre Polittico della Trinità, realizzato nel 1360 per la Chiesa della Santissima Trinità in Monte Oliveto, oggi al museo di Castelvecchio. Questo è il primo caso a Verona di un'opera firmata e datata da un artista noto. A Turone sono anche attribuiti altri lavori, come una Vergine con Bambino e un San Giovanni Battista con due donatori nella Chiesa di Santa Maria della Scala, un Crocifisso (datato 1363) nella lunetta del portale laterale della chiesa di San Fermo, e un Giudizio Universale nella basilica di Santa Anastasia. Vavalà ha ipotizzato che Turone fosse anche autore di circa 300 miniature in corali conservati nella biblioteca capitolare di Verona, tre dei quali datati 1368.

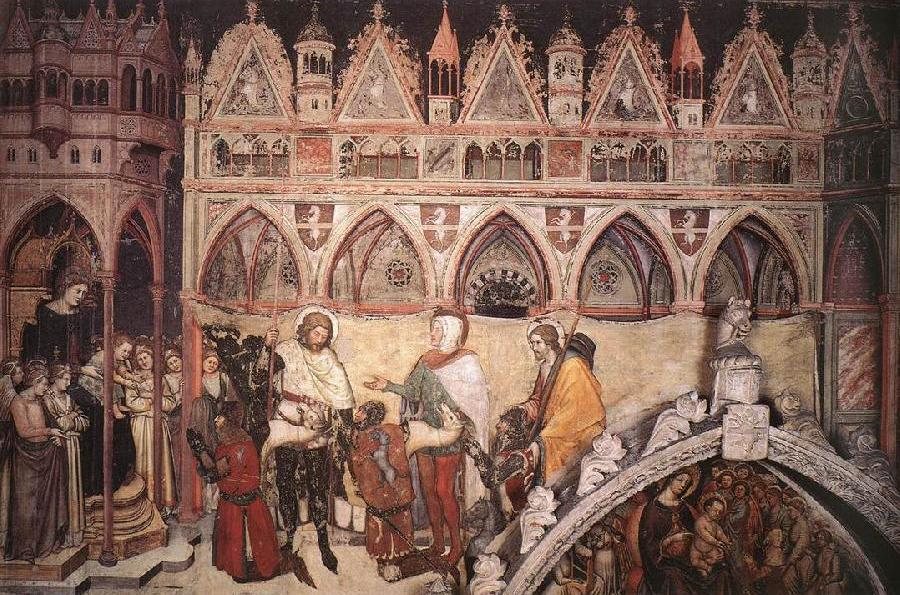
Parte di Adorazione per la cappella Cavalli della basilica di Santa Anastasia, altichiero da Zevio

Allievo di Turone, Altichiero da Zevio è considerato il massimo pittore veronese del Trecento. Le notizie biografiche su di lui sono scarse; Vasari lo descrisse come un artista già affermato, molto apprezzato dagli Scaligeri. Secondo lo stesso Vasari, Altichiero dipinse nel 1362 per il Palazzo del Podestà una serie di affreschi, tra cui una Guerra di Gerusalemme secondo Giuseppe Flavio, due Trionfi, e affreschi con effigi di imperatori romani. Questi ultimi sono i soli sopravvissuti del ciclo pittorico, strappati e restaurati, e oggi conservati al museo degli affreschi Cavalcaselle. L'unica opera certa di Altichiero a Verona è lAdorazione per la cappella Cavalli nella basilica di Santa Anastasia, che forse realizzò dopo il ritorno da Padova intorno al 1390, sebbene alcuni la datino al 1369. L'opera mostra una scena di omaggio feudale, con nobili cavalieri inginocchiati davanti alla Vergine, con lo stemma dei Cavalli sulla chiave di volta.

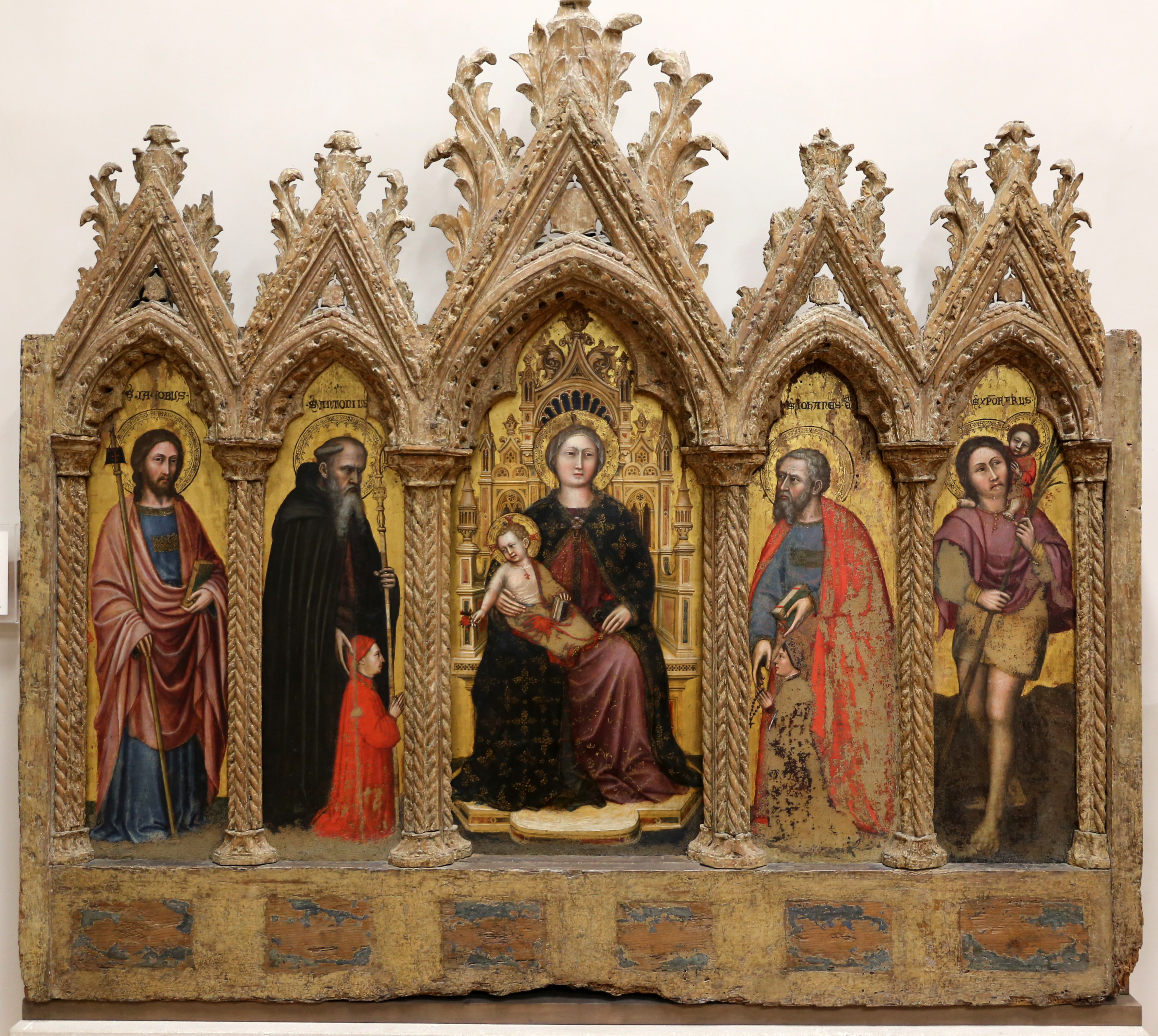
Polittico di Boi, Altichiero o allievo della sua scuola, museo di Castelvecchio

Numerosi altri dipinti, databili agli anni 1380, sono stati attribuiti ad Altichiero, anche se la certezza manca, e potrebbero appartenere a suoi allievi. Ad esempio, una Crocifissione nella basilica di San Zeno non può essere attribuita con certezza per via del cattivo stato di conservazione, ma lo stile è riconducibile a lui. Il Polittico di Boi, proveniente da Caprino Veronese e ora al museo di Castelvecchio, è a lui attribuito o alla sua bottega. Un suo allievo, Giacomo da Riva, fu autore di una Madonna in trono con Bambino allattante datata 1388, per la Chiesa di Santo Stefano.

## Il Quattrocento: dal gotico al Rinascimento

### L'età di Martino

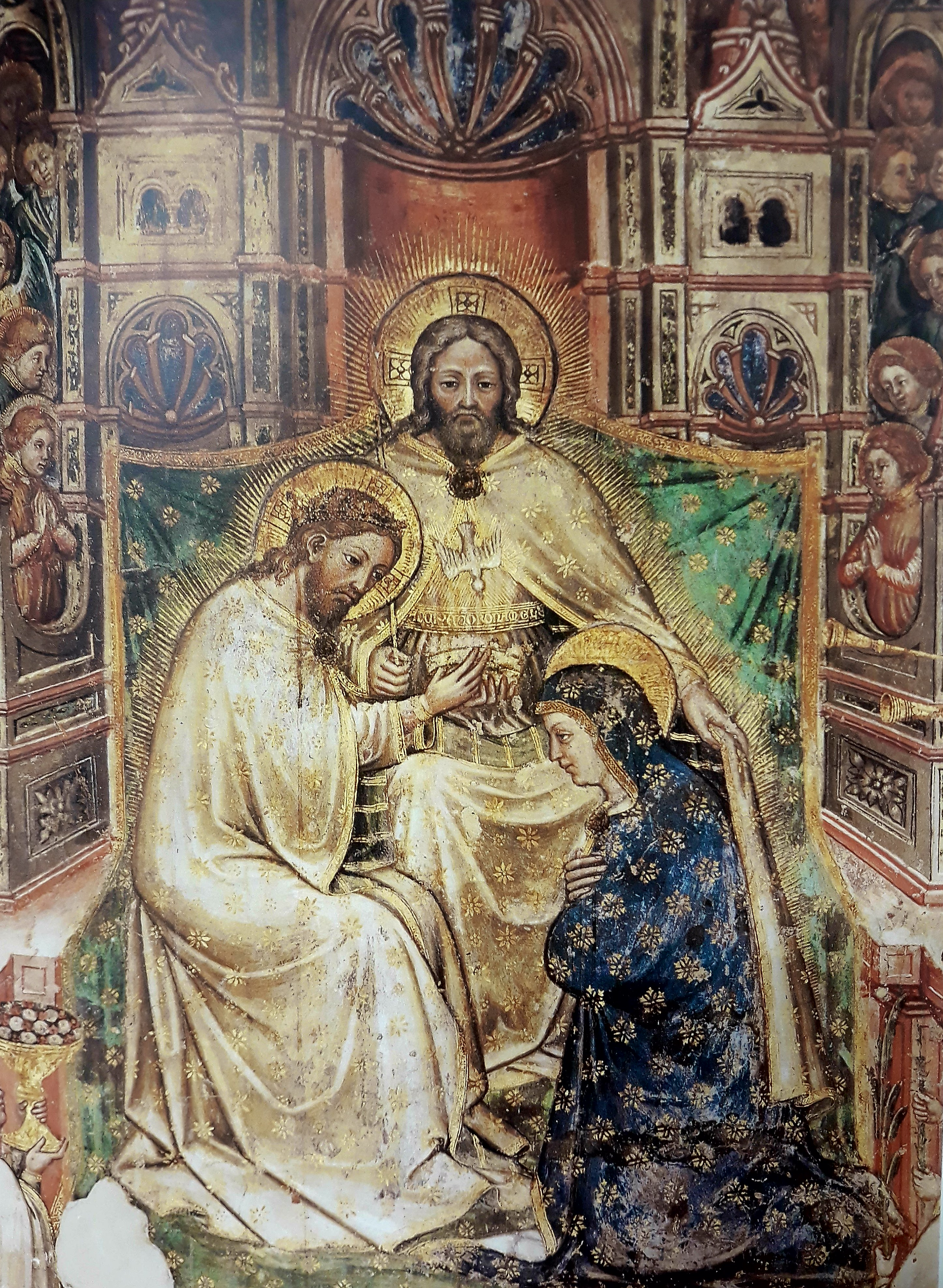
Martino da Verona, Incoronazione della Vergine, chiesa di sant'Eufemia

Il passaggio tra XIV e XV secolo coincise per Verona con periodo di instabilità politica. La sconfitta nella battaglia di Castagnaro del 1378 segnò la fine della lunga egemonia degli Scaligeri, che dopo qualche mese sarebbero stati cacciati da Verona dalle truppe viscontee, e la fine dell'indipendenza della città. I successivi brevi domini di Gian Galeazzo Visconti prima e Francesco II da Carrara poi, furono contraddistinti da disordini. Approfittando del malcontento dei veronesi, la Repubblica di Venezia inviò il suo esercito che, aiutato in parte dal popolo, riuscì a prendere la città. Con la dedizione a Venezia del 24 giugno 1405 Verona entrò a far parte dei domini della Serenissima. La pittura risentì di questo periodo difficile offrendo opere dagli schemi irrigiditi, privi di originalità e quasi esclusivamente a tema devozionale.
Protagonista dei primo decennio del XV secolo fu Martino da Verona, molto probabilmente allievo di Altichiero. Martino riscontrò un notevole successo tra i contemporanei nonostante non fosse riuscito né ad arrivare al livello del maestro né ad innovare la sua maniera. A lui sono attribuite con certezza soltanto due opere, entrambe presso la chiesa di san Fermo: la decorazione attorno al pulpito che firmò e datò al 1396, e l'esecuzione di un Giudizio Universale per la tomba di Barnaba da Morano probabilmente eseguita tra il 1410 e il 1411. Oltre a queste, gli sono state associati altri affreschi come un'Incoronazione della Vergine e un Giudizio universale per la chiesa di sant'Eufemia, alcuni presso la cappella Cavalli di Santa Anastasia, e una Annunciazione e incoronazione della Vergine a Santo Stefano. Ulteriori dipinti attribuiti a Martino potrebbero invece appartenere alla mano di Jacopo da Verona, anch'egli allievo di Altichiero. Martino muore nel 1412 ma per almeno il decennio successivo i pittori veronesi continueranno a dipingere alla stessa maniera rendendo difficile capire se si tratta di allievi o di Martino stesso.

### Correnti tardo gotiche lombarde e veneziane

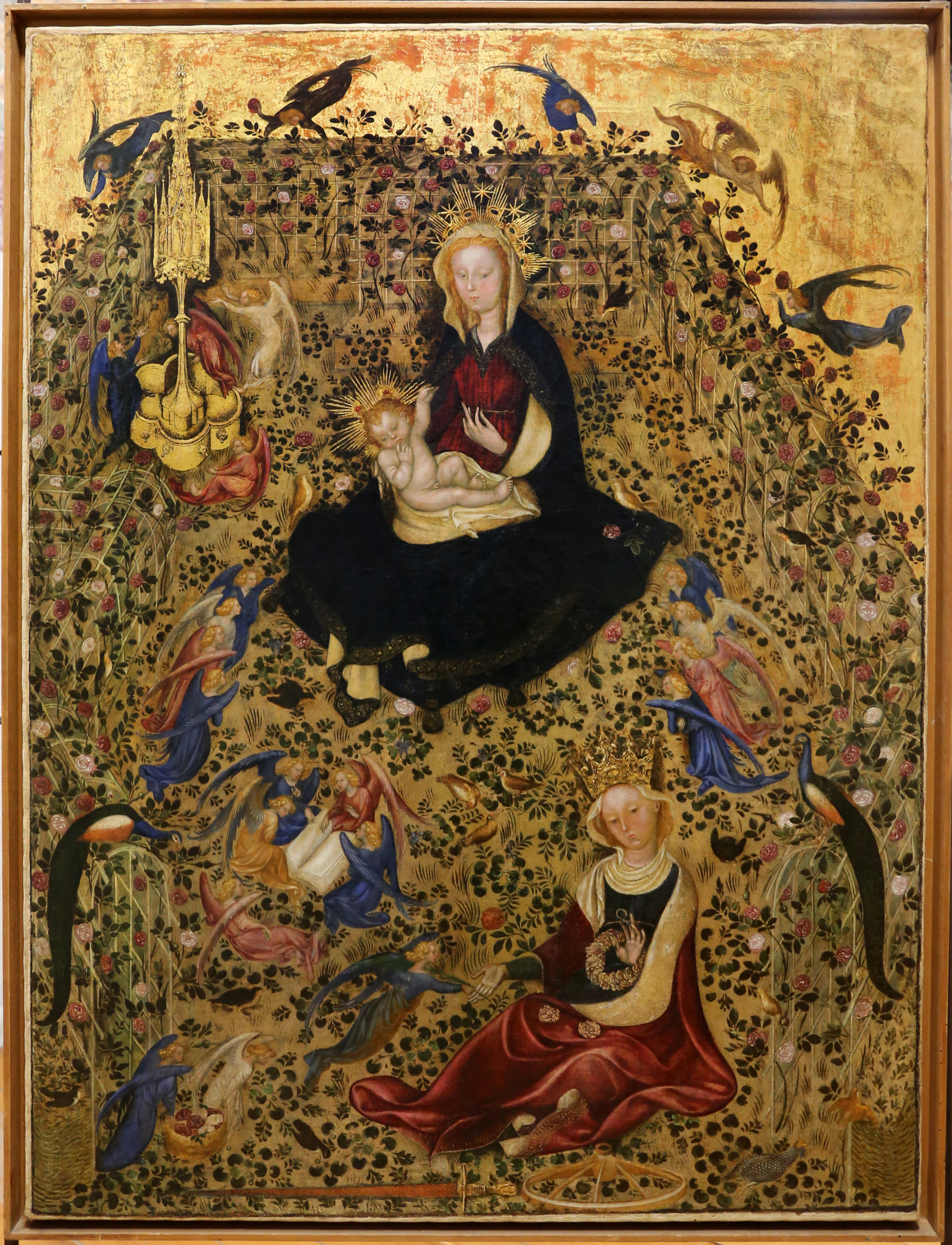
Stefano da Verona (attribuzione), Madonna del Roseto, museo di Castelvecchio

La monotonia venne interrotta dall'arrivo di Stefano da Verona la cui presenza in città è però documentata soltanto nel 1425 quando era già cinquantenne. Vasari racconta che già alla sua epoca molte delle numerose opere di Stefano prodotte a Verona erano andate perse. Sopravvive ancora oggi una Gloria di Sant'Agostino originariamente posta esternamente opera il portale laterale della chiesa di santa Eufemia e oggi spostata all'esterno. Citato con ammirazione da Vasari, l'affresco, che reca la firma dell'autore «STEFANUS / PINXIT», versa oggi in cattive condizioni che lasciano solo immaginare la ricchezza cromatica che poteva vantare. Stefano fu autore anche di un grande affresco per la chiesa di san Fermo di cui oggi sopravvivono solo lacerti, scoperti durante un restauro del 1909, raffiguranti Angeli osannanti di gusto squisitamente originale nel contesto veronese e molto lontani dallo stile del Sant'Agostino. A Stefano viene attribuita anche una grande e originalissima tempera su tavola raffigurante Madonna del Roseto e oggi al museo di Castelvecchio sebbene in molti abbiano fatto anche il nome di Michelino da Besozzo come possibile autore.
È probabile che i due, entrambi di provenienza lombarda, si siano formati insieme probabilmente nella bottega del padre di Stefano, Jean d'Arbois, al servizio di Filippo II di Borgogna dove avrebbe appreso alcuni modi della pittura fiamminga. Non vi sono prove documentali di un soggiorno di Michelino a Verona, che comunque lavorò certamente a Vicenza e a Venezia. Gli influssi suoi e di Stefano contribuirono a plasmare il panorama pittorico veronese del secondo e terzo decennio del quattrocento. Oltre alla attribuzione condivisa con Stefano, a Michelino è attribuito il ciclo di affreschi della Chiesa di San Valentino a Bussolengo.

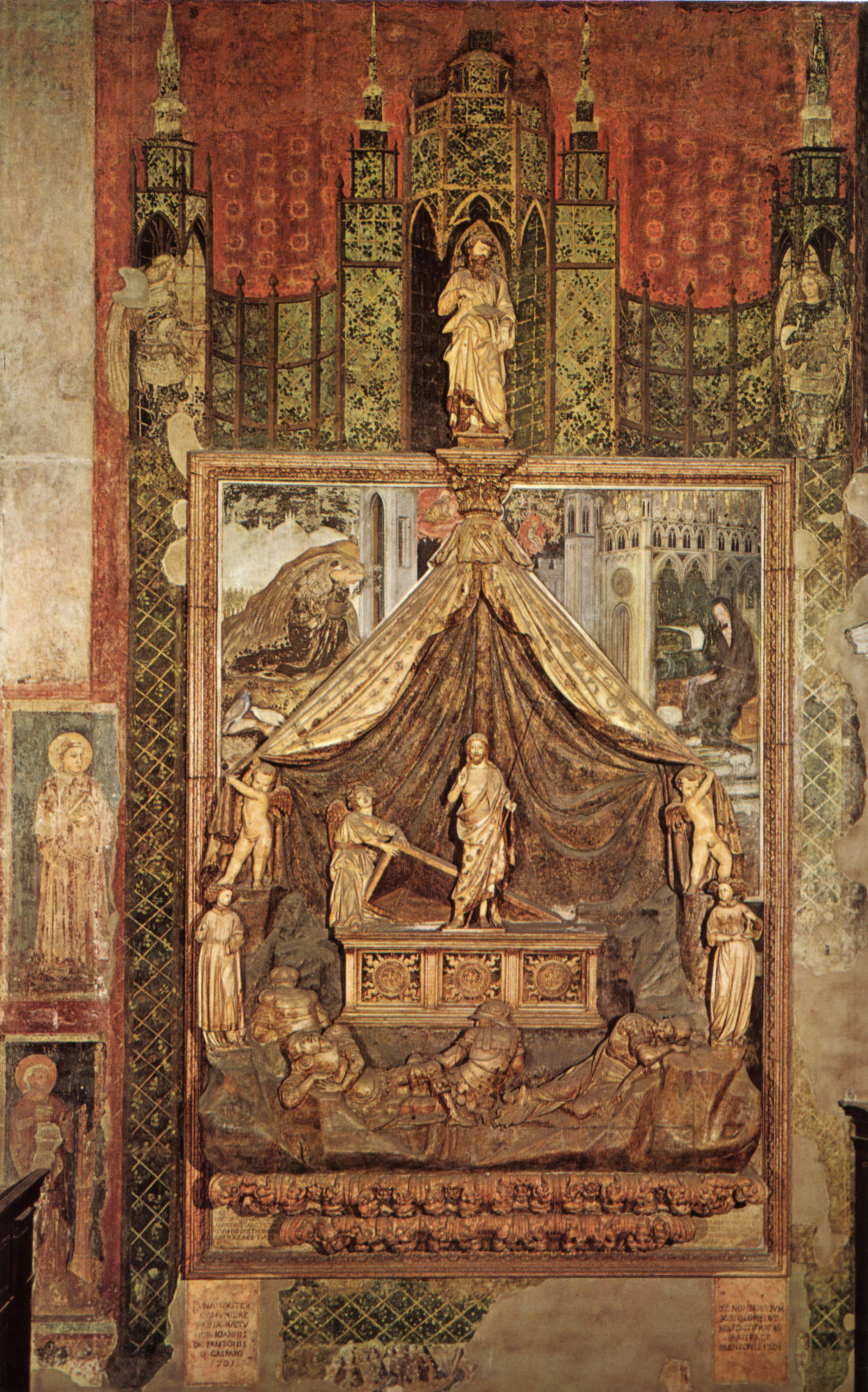
Pisanello, Monumento a Niccolò Brenzoni, Chiesa di San Fermo Maggiore

Stefano e, probabilmente Michelino, non furono gli unici pittori "itineranti" che in questi decenni che chiudono la prima metà del quattrocento soggiornarono a Verona per tempi più o meno lunghi. Fondamentale la presenza in città di Pisanello, tra i maggiori esponenti del Gotico internazionale in Italia e forse nato e formatosi proprio a Verona prima di spostarsi attraverso l'Italia conteso tra le corti più importanti. Nel 1426 decorò il Monumento a Niccolò Brenzoni presso la chiesa di san Fermo e, sempre a Verona, dipinse la tardo gotica Madonna della Quaglia, oggi a Castelvecchio. A Venezia fu collaboratore di Gentile da Fabriano che ne seguì i modi trasferendoli a Verona mediati dalla cultura pittorica veneziana; è stato osservato di come «la pittura veronese avesse da tempo dimenticato la monumentalità, e che Pisanello gliela renderà nuovamente ma in uno sforzo che rimarrà isolato». L'esperienza veronese di Pisanello si concluse, probabilmente, con quello che è unanimemente considerato uno dei suoi capolavori: il San Giorgio e la principessa, affrescato tra il 1433 e il 1438 sulla parete esterna sopra l'arco di accesso della cappella Pellegrini nella basilica di Santa Anastasia. Celebrato anche dal Vasari, l'affresco è importante sia per la qualità del tratto e la composizione non banale, sia perché rappresenta l'unica opera sostanzialmente integra della maturità di Pisanello, nonostante i danni del tempo.

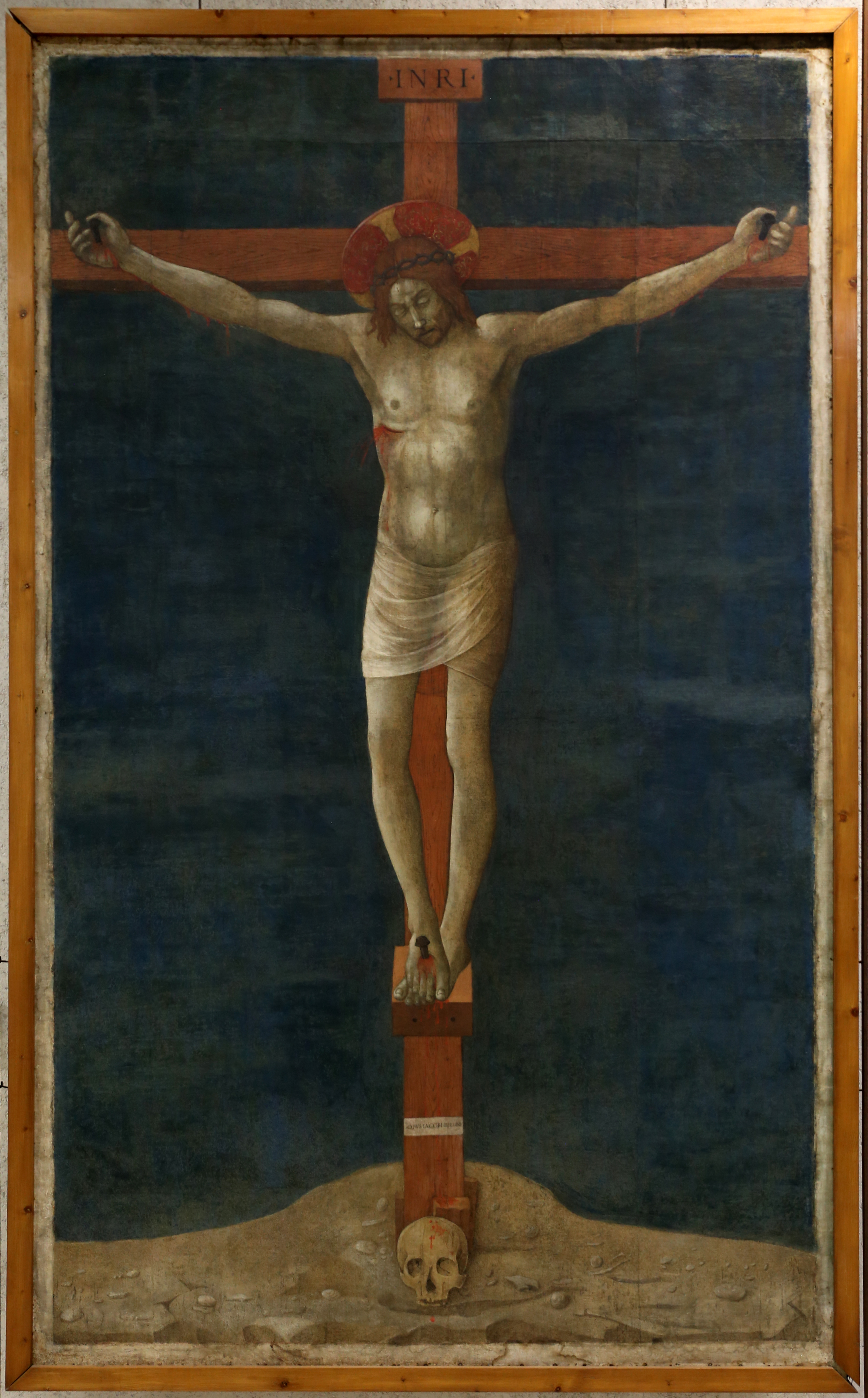
Jacopo Bellini, Crocifissione, museo di Castelvecchio

Come Pisanello, anche Michele Giambono contribuì a portare a Verona lo stile veneziano e la lezione di Gentile da Fabriano. A lui è attribuito l'affresco di sfondo del monumento di Cortesia Serego sul presbiterio di Santa Anastasia. Altre due sue opere autografe, una Dormitio Virginis e una Madonna che allatta il Bambino, oggi a Castelvecchio vennero probabilmente dipinte a Verona a dimostrazione di un suo lungo soggiorno in città. Circa negli stessi anni di Giambono, in riva all'Adige dovette lavorare anche Jacopo Bellini, anch'egli veneziano. Nel 1436 dipinse una Crocifissione per il duomo andata distrutta nel 1759 mentre un'altra Crocifissione firmata e datata 1436 è oggi esposta a Castelvecchio. Sempre a Castelvecchio è collocato un suo San Girolamo nel deserto collocabile nel terzo quarto del XV secolo.

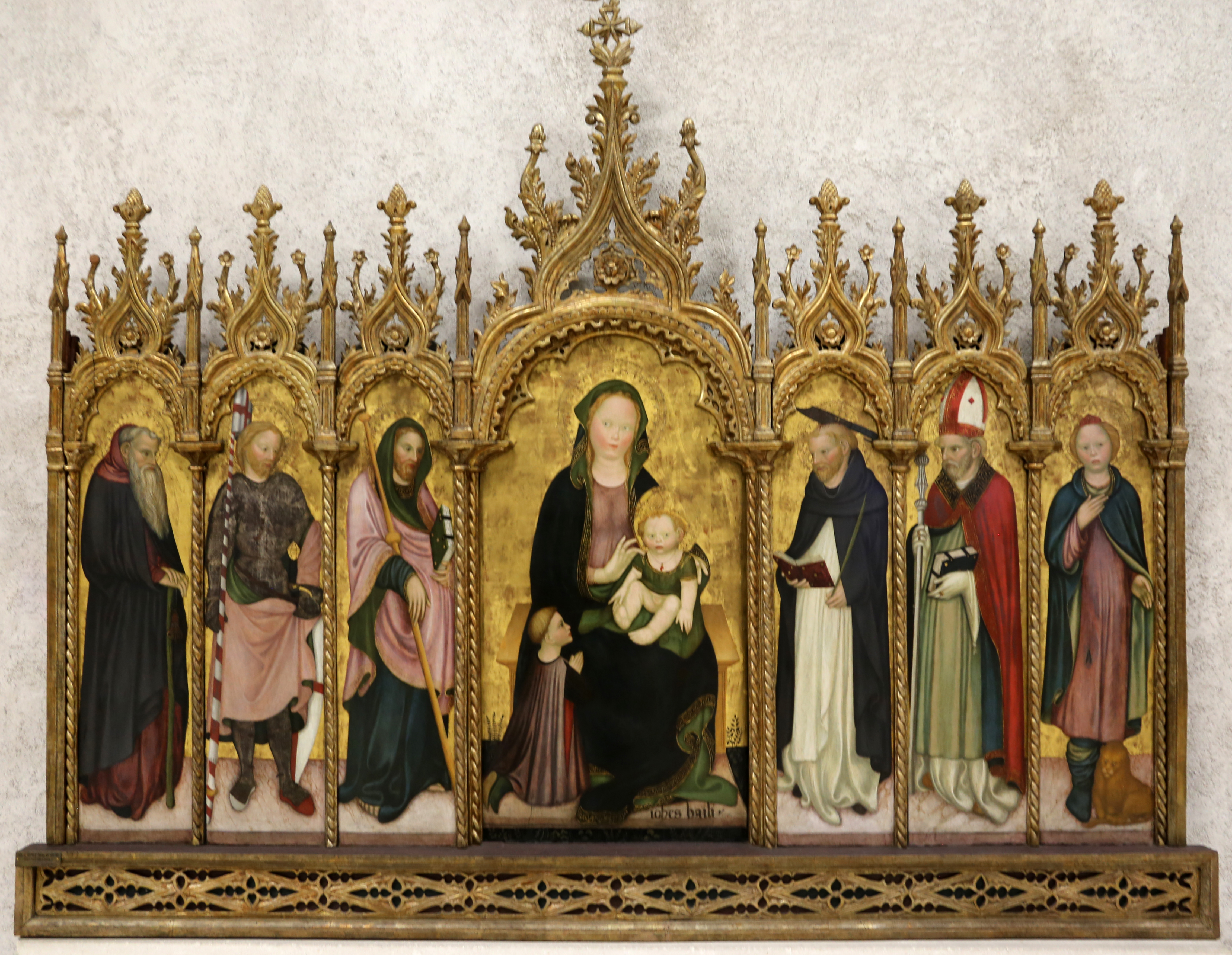
Giovanni Badile, Polittico dell'Aquila, museo di Castelvecchio

Tra tutti questi pittori di formazione lombarda o veneziana che lavorarono saltuariamente a Verona, si distingue Giovanni Badile che qui nacque e, a quanto risulta, mai lasciò la città natale. Cresciuto in una agiata famiglia di pittori, tra le altre opere più significative si ricordano il Polittico dell'Aquila e la Madonna della Levata entrambe a Castelvecchio. A lui, o più probabilmente a qualcuno della sua cerchia, è attribuita anche la cosiddetta Ancona Fracanzani anch'essa custodita nella pinacoteca cittadina. In queste opere è ben visibile l'influsso dell'arte tardo gotica lombarda portata a Verona da Stefano e Michelino. Di diverse altre opere è stata proposta una possibile attribuzione a Giovanni, tuttavia senza poter giungere a conclusioni soddisfacenti; certamente è invece sua la decorazione della Cappella Guantieri, in Santa Maria della Scala di Verona, dove eseguì gli importanti affreschi Storie di San Girolamo e di San Filippo, in stile trecentesco influenzato da Altichiero sia per l'organizzazione degli scenari architettonici sia per l'utilizzo del colore.

### Seconda metà del quattrocento: la svolta di Mantegna

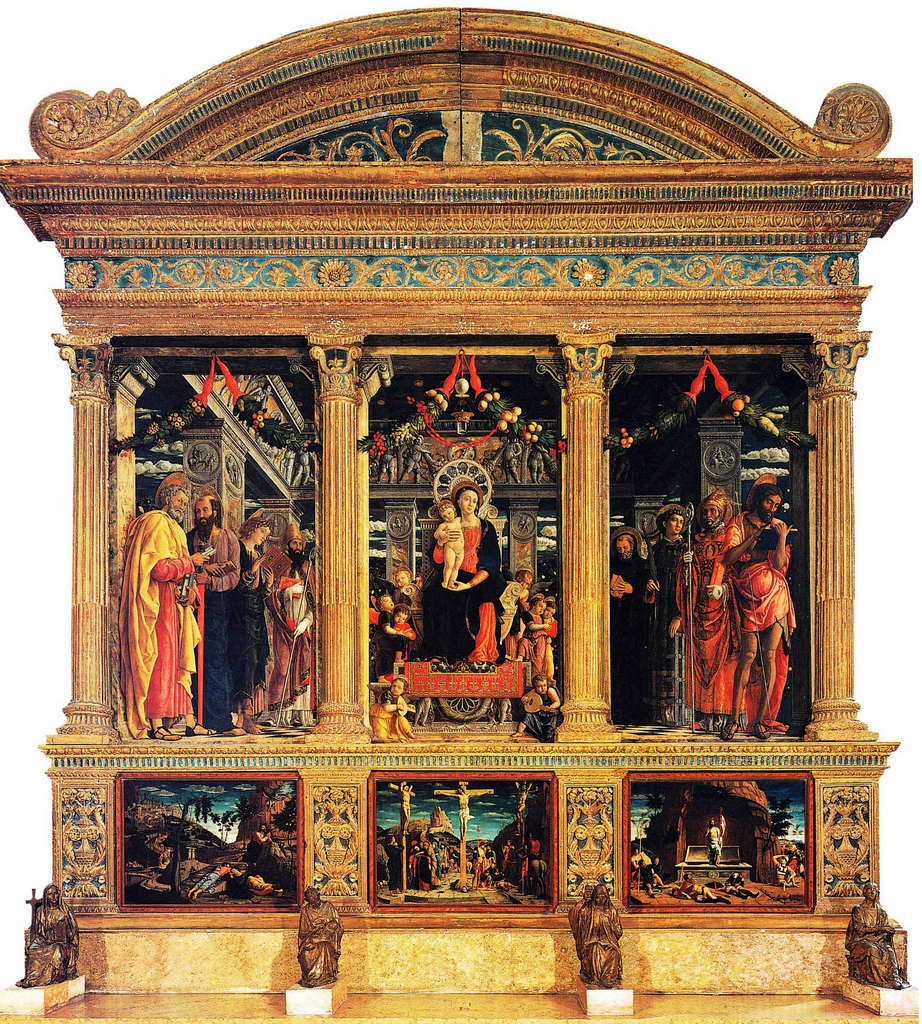
Pala di San Zeno, Andrea Mantegna, basilica di San Zeno

Il contesto pittorico veronese nel periodo compreso tra il 1450 e il 1480 fu caratterizzato da una certa desolazione che rese la città poco attraente per gli artisti spingendo anche i migliori locali a recarsi altrove. Le poche committenze furono quasi esclusivamente religiose e i pittori che vi lavorarono non riuscirono ad esprimere idee e correnti nuove che invece si diffondevano nelle altre città venete. Le difficoltà economiche e l'emergere di una nuova classe borghese poco attenta alla cultura umanista, sono le cause più comunemente riconosciute di tale arretratezza. Sembra che il ruolo di protagonista appartenesse alla scultura dipinta, con Jacopo Moranzone uno dei maggiori esponenti, ma anche la miniatura ebbe un ruolo significativo, con molti pittori che iniziarono la loro carriera cimentandosi in questa pratica. Liberale da Verona e Francesco dai Libri sono probabilmente gli esempi più illustri dell'intensa attività di decorazione che si praticava negli scriptorium veronesi.
La svolta fu segnata dall'arrivo nel 1459 della Pala di San Zeno di Andrea Mantegna, commissionato dall'abate commendatario Gregorio Correr. Con quest'opera, il pittore padovano, portò un nuovo linguaggio pittorico in città traghettando l'arte di Verona dal tardo gotico al Rinascimento. Mantegna tornò a Verona nel 1497 quando dipinse la Pala Trivulzio per San Maria in Organo, ma la sua presenza in città fu probabilmente più continuativa di quanto si pensi, poiché alcune sue opere sono andate perse. Inoltri, molti artisti veronesi si recarono a Mantova per osservare le sue opere, pertanto è certo che la sua influenza a Verona non dovette limitarsi solo all'opera in san Zeno.

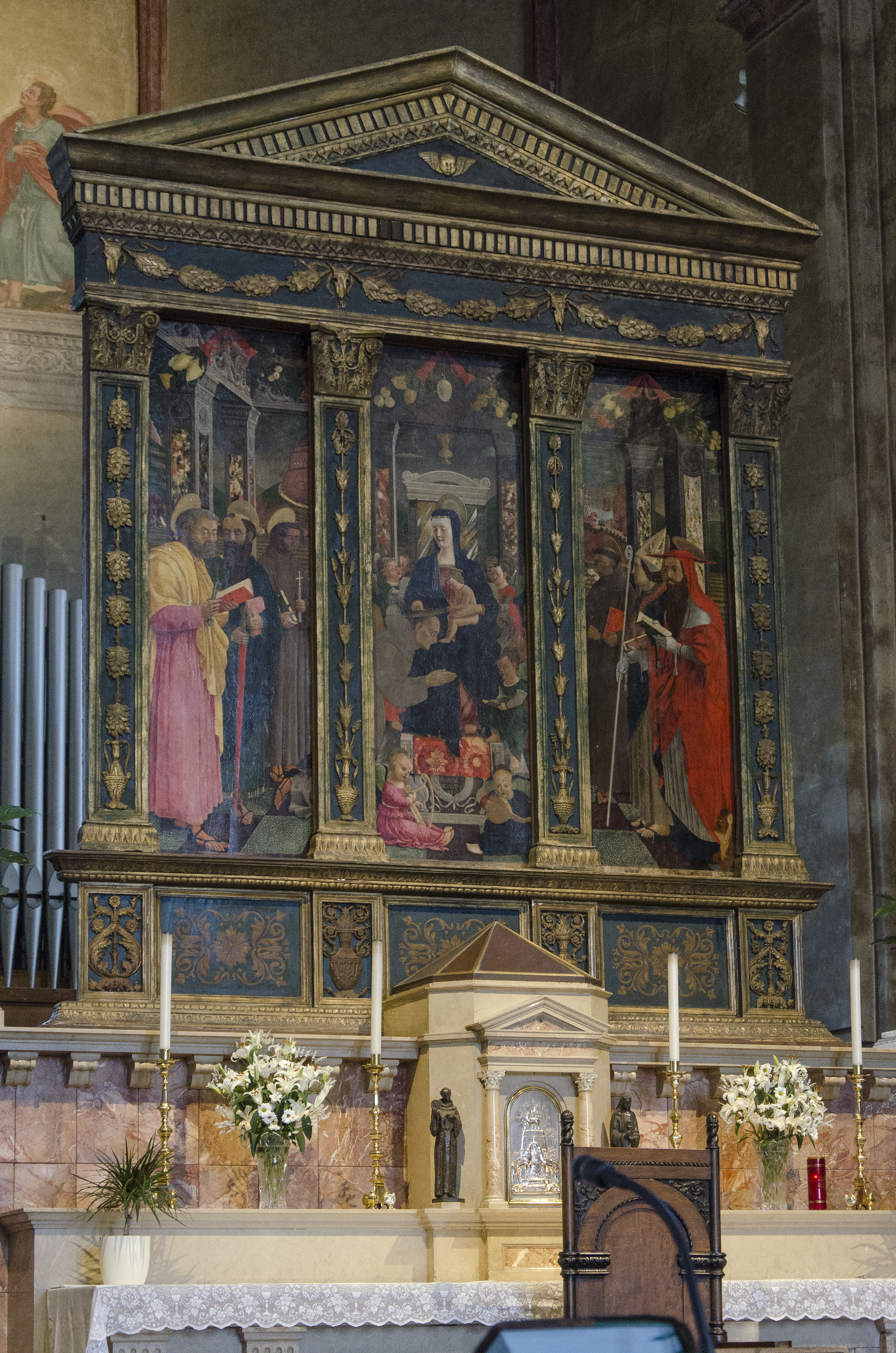
Sacra Conversazione, Francesco Benaglio, chiesa di San Bernardino

In ogni caso, affinché dalla lezione di Mantegna potesse scaturire una corrente originale veronese definibile come "rinascimentale" dovettero passare diversi anni. In questo periodo di transizione, emerse però l'opera di Francesco Benaglio. Probabilmente doveva essere già un pittore affermato in città quando nel 1462 ricevette la commissione per una Sacra Conversazione per la chiesa di San Bernardino. Accusata di essere soltanto poco più che una copia del trittico mategnesco di san Zeno, l'opera è stata vista «come prova della forzata adattabilità della cultura locale, che continuava a mantenere uno stile tardo-gotico». Altri hanno ancora rigettato l'idea che possa essere considerata soltanto come «una brutta copia» sottolineando che Benaglio non si limitò a imitare Mantegna ma dimostrò anche la capacità di fondere in essa le più recenti correnti artistiche veneziane introdotte dai fratelli Gentile e Giovanni Bellini. Indipendentemente dal giudizio qualitativo sull'opera, è innegabile il contributo che essa portò in città nel tentativo di superare, seppur magari forzatamente, quella stantia cultura tardogotica che da anni sclerotizzava la scuola veronese di pittura per adeguarsi alla «svolta mantegnesca».

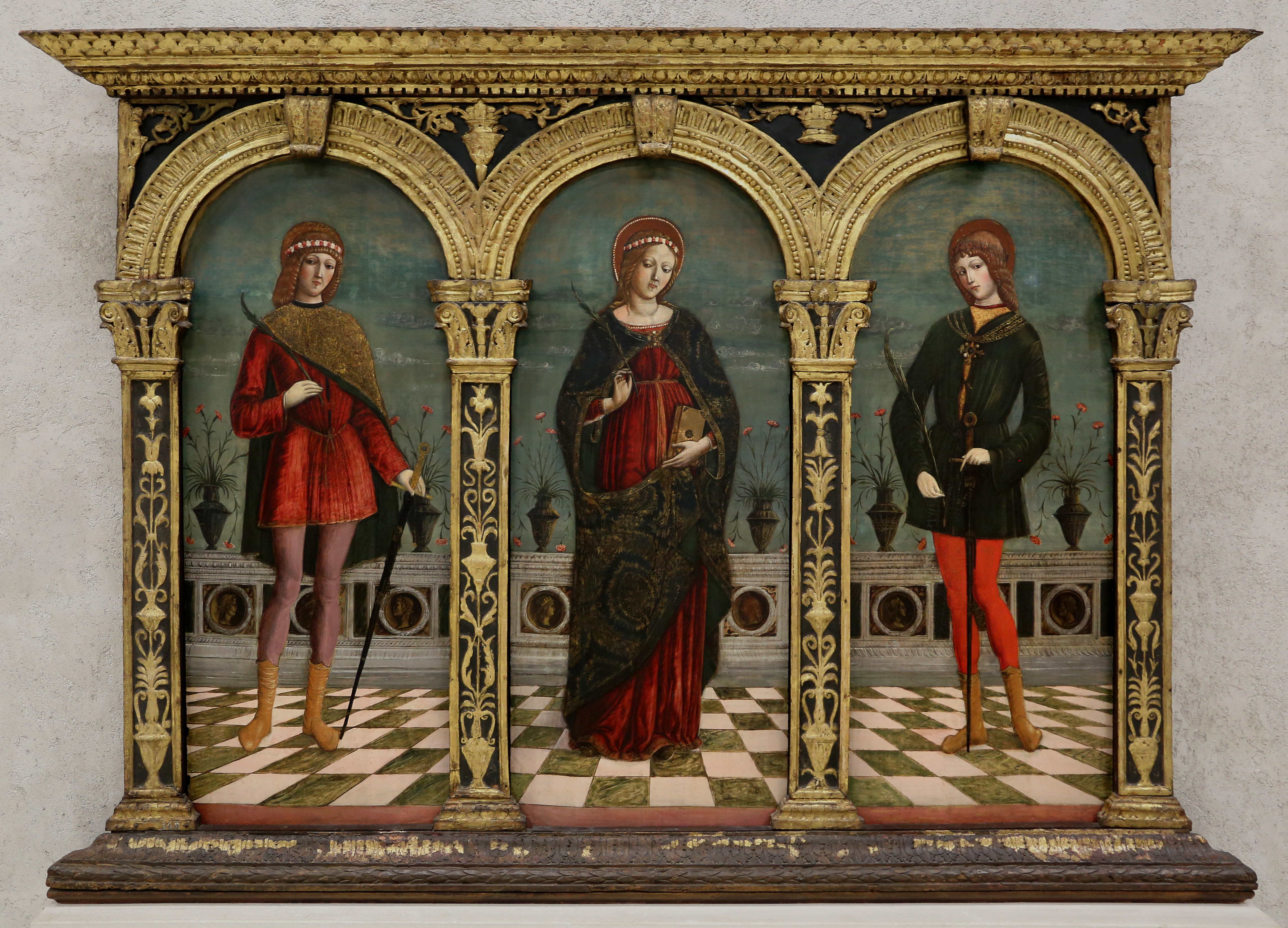
Madonna col Bambino in trono e le sante Maria Consolatrice e Caterina, Antonio Badile II, museo di Castelvecchio

Oltre a Benaglio, nei primi decenni della seconda metà del XV secolo, a Verona fu attiva una bottega di pittura nota con la denominazione convenzionale di "Maestro del Cespo di Garofano". Le opere di questo gruppo riflettono uno stile che, pur essendo visivamente allineato con il nuovo linguaggio umanistico, mantiene ancora elementi di linearismo e grazia tipica del gotico, arricchiti da un sentore popolare. Dietro questo nome è stata recentemente riconosciuta la mano di Antonio Badile II, figlio di Giovanni, tuttavia non esistono documenti che confermino con certezza la sua paternità. Tra le opere principali di questa bottega: Madonna dei cherubini, I santi Cecilia, Tiburzio e Valeriano, Madonna Mazzanti, Madonna col Bambino in trono e le sante Maria Consolatrice e Caterina, Madonna col Bambino e i santi Biagio e Sebastiano tutte al museo di Castelvecchio e il trittico santi Rocco, Alessandro e Sebastiano per la chiesa di Quinzano.

### Il primo Rinascimento a Verona

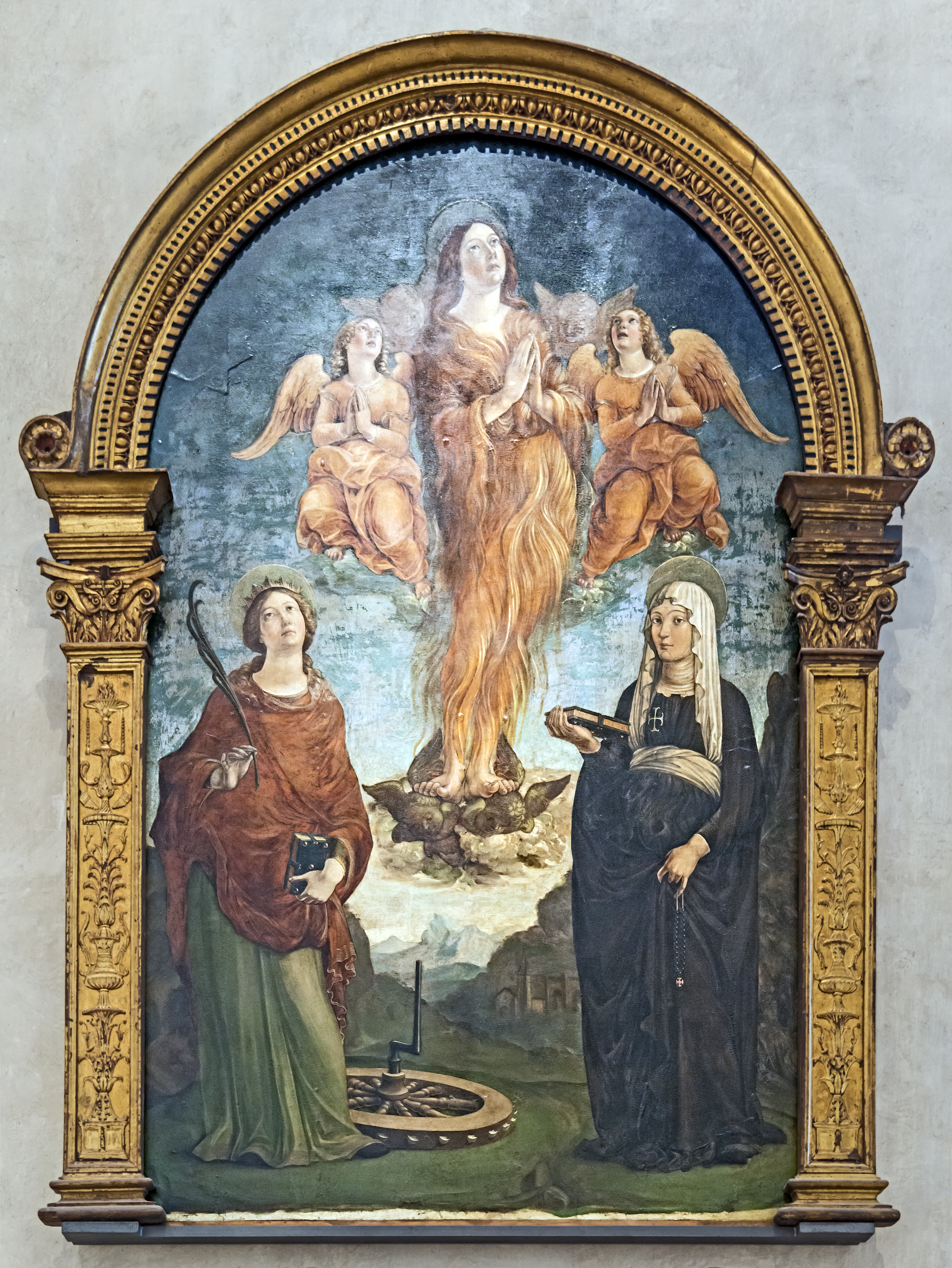
Santissime Maddalena, Caterina e Toscana, Liberale da Verona, Cappella Cavalli, basilica di santa Anastasia

Il Rinascimento a Verona è generalmente considerato iniziato intorno agli anni 1480, con il ritorno di Liberale in città e il raggiungimento dell'apice della produzione artistica di Domenico Morone. I colori accesi, la grande forza espressiva, la creatività originale, furono i tratti peculiari dello stile che Liberale portò nella città natale dopo un lungo soggiorno a Siena. Sua la decorazione, realizzata con tecnica grisaille, della cappella Bonaveri in santa Anastasia. Per la medesima chiesa dipinse Santissime Maddalena, Caterina e Toscana mentre per il duomo di Verona realizzò una Adorazione dei magi. Continuò a dipingere fino alla tarda età non raggiungendo però la qualità dei primi lavori, considerati i più originali del Quattrocento veronese. Domenico Morone iniziò come miniaturista per poi dedicarsi anche alla realizzazione di opere di più grandi dimensioni, di cui il polittico San Francesco, san Bernardino, san Bartolomeo e san Rocco è considerato uno dei primi. Le fisionomie delle figure ricordano quelle proposte da Benaglio, ma con una maggior raffinatezza. A differenza del Liberale che non riuscì a evolvere i canoni stilistici di Mantegna, secondo lo storico Giuseppe Fiocco Domenico Morone fu capace di assimilare correnti veneziane, pur preservando reminiscenze del gotico. Nel corso dell'ultimo decennio del XV secolo, la bottega di Morone fu in continua ascesa ricevendo commissioni per una serie di cicli complessi chiesastici come San Bernardino, Santa Maria in Organo e i santi Nazaro e Celso.

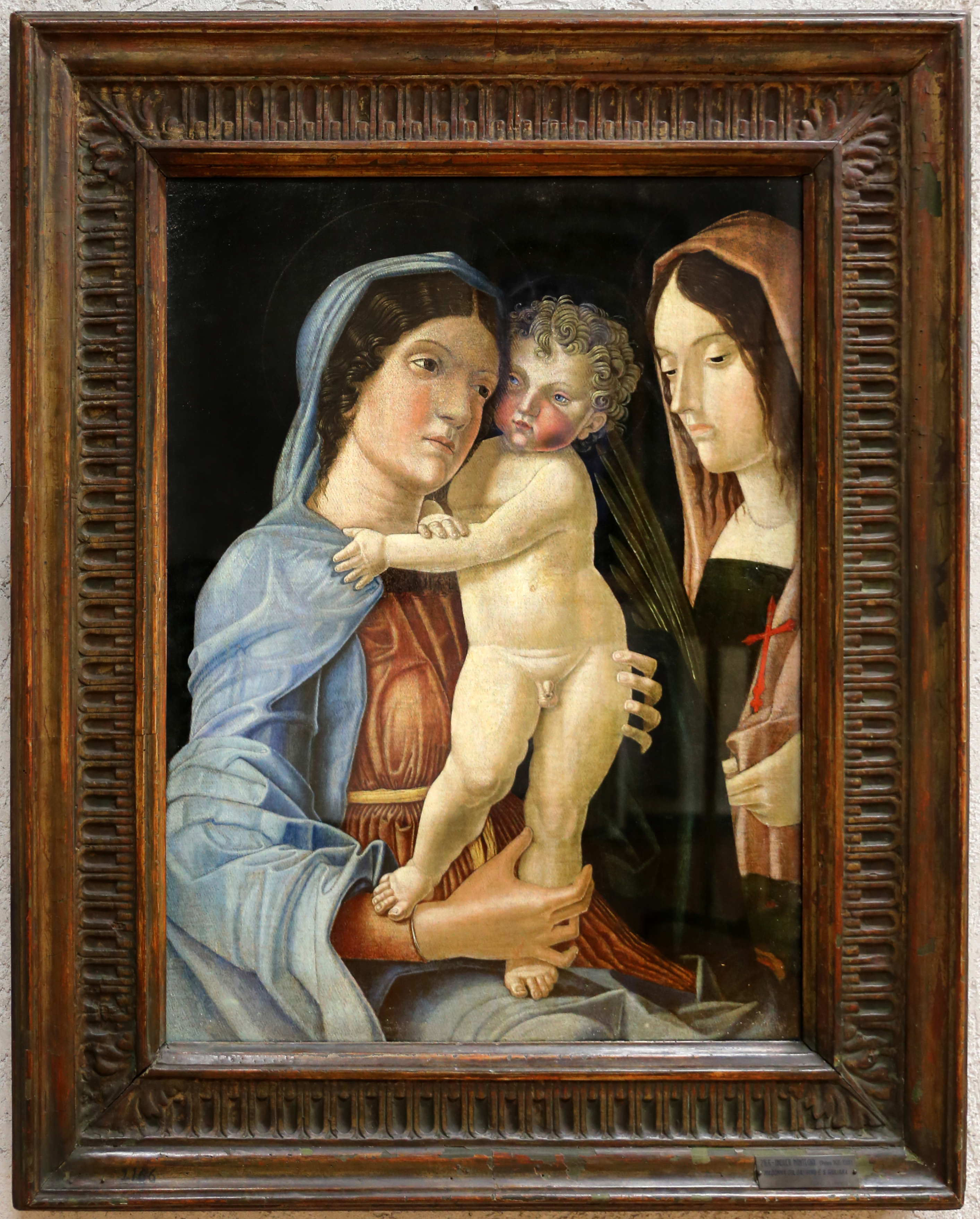
Madonna col Bambino e santa Margherita, Francesco Bonsignori

Francesco Bonsignori è un'altra importante figura attiva alla fine del quattrocento che si può annoverare tra la prima generazione di pittori rinascimentali veronesi. Nato a Verona intorno al 1460, si formò probabilmente sotto Francesco Benaglio per poi proseguire l'apprendistato a Venezia; le sue prime opere veronesi note appartengono all'ottavo decennio del quattrocento: Madonna col Bambino, Pala Dal Bovo, Madonna col Bambino e santa Margherita, Allegoria della musica tutti al museo di Castelvecchio e una pala d'altare con la Madonna col bambino in trono con i Santi Giorgio e Girolamo, risalente al 1488, per la cappella dei Banda presso la chiesa di San Bernardino. Seppure ancora debitore dei modi dei pittori già affermati, Bonsignori riuscì a mettersi in luce per un proprio personalissimo stile fatto di «corpi massicci e tarchiati, da una formazione dura quasi legnosa delle pieghe e da un acuto contrasto fra luce ed ombra che modella in maniera molto plastica le forme».

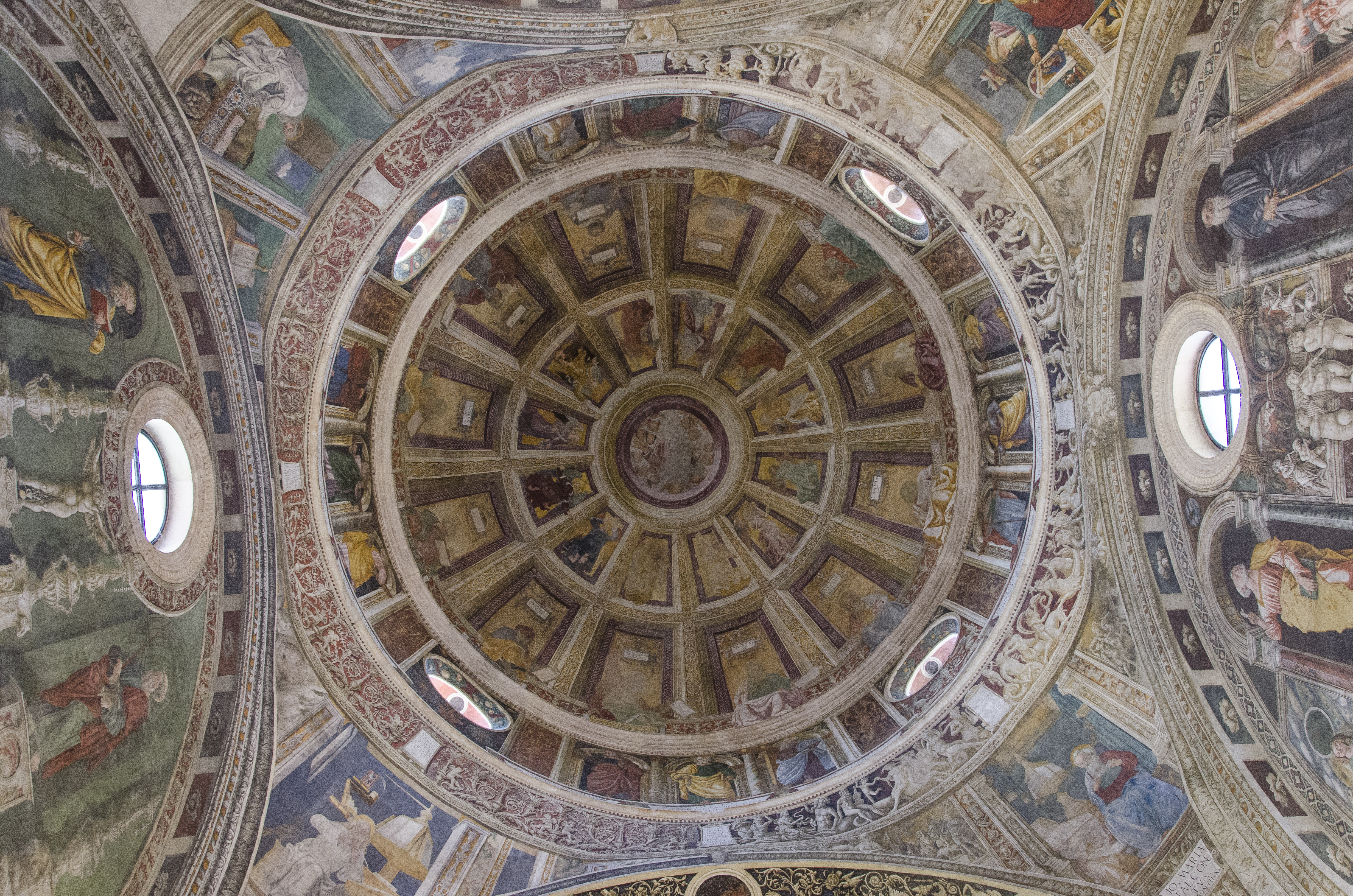
Cupola della cappella di San Biagio

Il XV secolo si chiuse con l'affrescatura della Cappella di San Biagio (all'interno della chiesa dei Santi Nazaro e Celso), che impegnò il giovane Giovanni Maria Falconetto tra il 1497 e il 1499. Seppur «non essendo mai stato in grado di raggiungere una qualità pittorica davvero soddisfacente», Falconetto contribuì anch'egli alla corrente veronese rinascimentale apportando ciò che apprese durante un soggiorno a Roma. La critica ha evidenziato di come la maniera con cui affrescò le pareti della cappella abbia risentito dell'influenza del Pinturicchio, che probabilmente Falconetto ebbe modo di frequentare. Anche la decorazione della cupola «richiama con maggiore evidenza alle cupole romane a cassettoni e costoloni». Dalle sue esperienze romane, importò a Verona anche l'uso delle grottesche fino a quel momento sconosciute. Al museo di Castelvecchio è conservata una sua tavola raffigurante Augusto e la Sibilla.

## Rinascimento, la scuola veronese di pittura

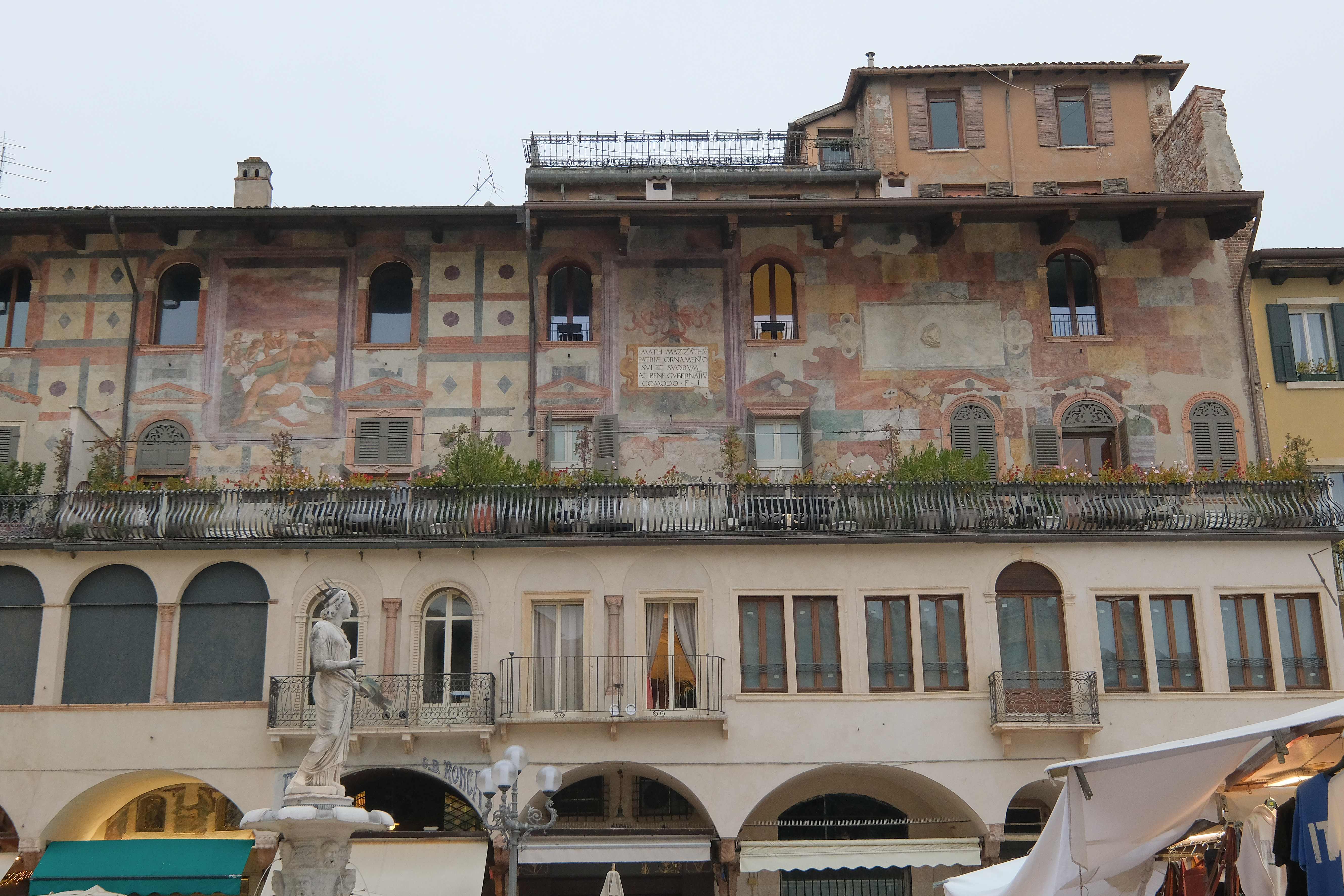
Decorazione di Case Mazzanti realizzata da Alberto Cavalli

All'inizio del XVI secolo, Verona si trovava da un secolo sotto il dominio della Repubblica di Venezia, che manteneva un controllo amministrativo e militare, garantendo una relativa stabilità. Tuttavia, la città fu coinvolta nelle guerre italiane del XVI secolo, e nel 1509 fu brevemente occupata durante la guerra della Lega di Cambrai prima di tornare a Venezia. Strategicamente situata lungo le rotte commerciali, Verona era un importante centro economico e culturale. Gli artisti che animavano la scena dell'epoca erano perlopiù nati in famiglie provenienti dalla Lombardia giunte in riva all'Adige come muratori e scalpellini e qui fusero le loro reminiscenze originali con l'arte locale. Convertitisi alla pittura, fondarono botteghe che monopolizzarono le commissioni rendendo praticamente impossibile l'inserimento di pittori forestieri, con rari eccezioni come la presenza di Bartolomeo Montagna all'inizio del secolo. La committenza era quasi esclusivamente sacra, con l’eccezione della frequente decorazione delle facciate delle case con dipinti a tema mitologico, sacro o allegorico, motivo per cui Verona veniva chiamata urbs picta. La decorazione delle Case Mazzanti da parte di Alberto Cavalli è un esempio sopravvissuto. Rilevante anche la committenza delle famiglie nobili per le cappelle private all'interno delle più importanti chiese cittadine.

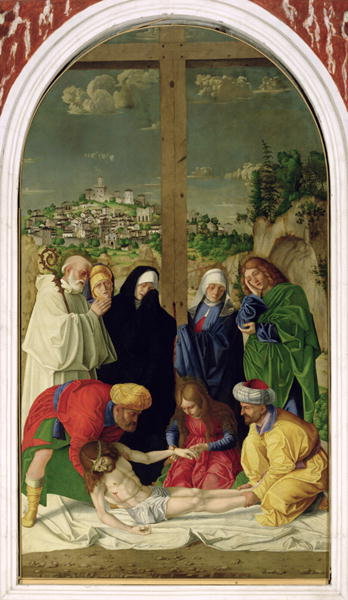
Girolamo dai Libri, Deposizione dalla croce, già a Santa Maria in Organo e oggi nella chiesa di Santo Stefano Protomartire a Malcesine

Gli inizi del XVI secolo coincisero anche con l'affermazione di una seconda generazione di pittori rinascimentali ispirati dalla Pala Trivulzio che Mantegna realizzò per nel 1497 per la chiesa di Santa Maria in Organo e oggi alla Pinacoteca del Castello Sforzesco. Girolamo dai Libri, formatosi come miniaturista alla scuola del padre, esordì con grande successo proprio a Santa Maria in Organo con una Deposizione dalla croce, lodata anche dal Vasari. Girolamo collaborò spesso anche con l'amico Francesco Morone, figlio di Domenico, come nelle celebri portelle dell'organo della chiesa di Santa Maria in Organo, dipinte tra il 1515 e il 1516 e oggi alla chiesa di Marcellise. Sempre a Santa Maria in Organo, Francesco, decorò la sagrestia realizzando quello che è unanimemente considerato il suo capolavoro.

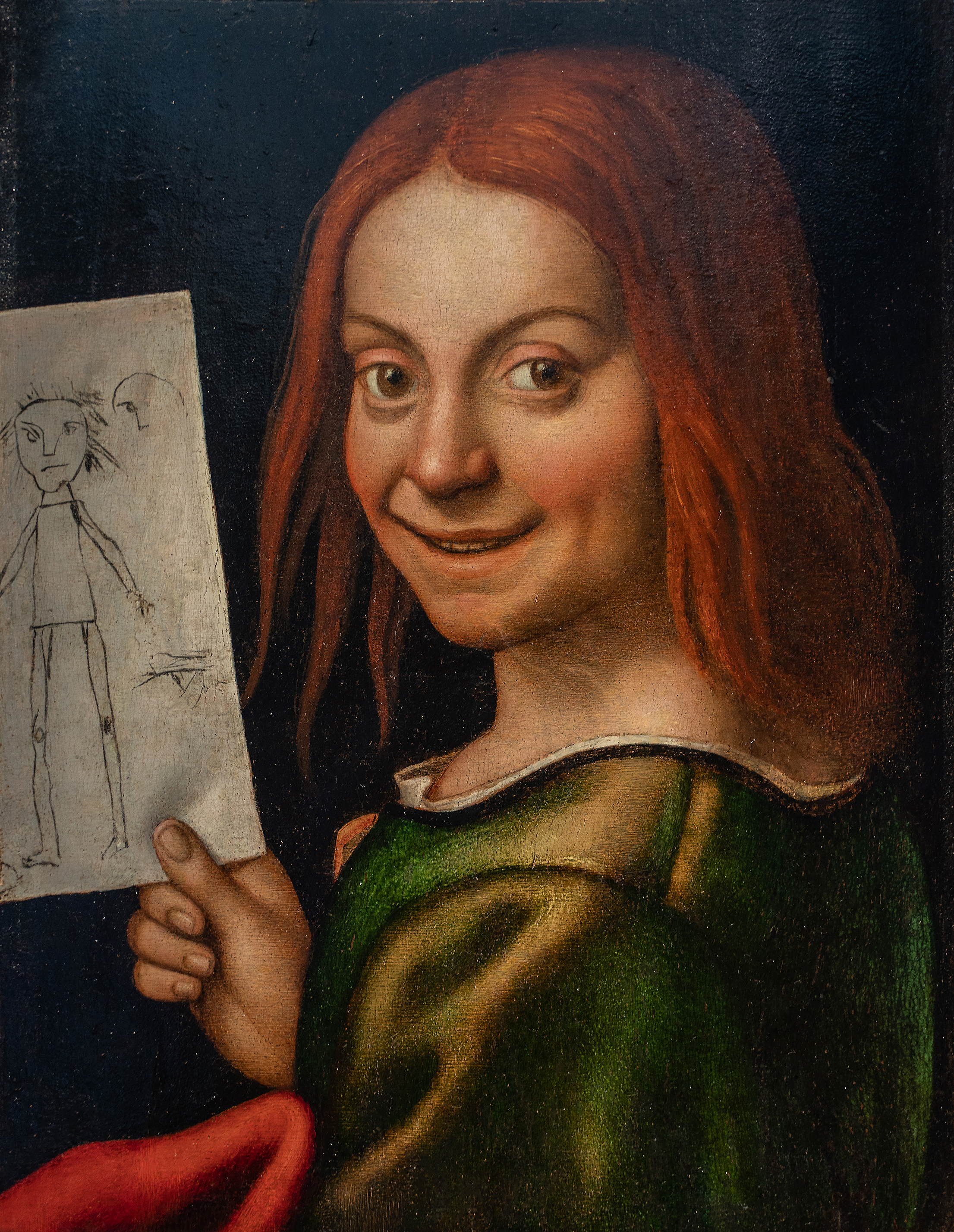
Giovan Francesco Caroto, Fanciullo con disegno, museo di Castelvecchio

Altri giovani artisti si formarono presso la bottega del vecchio Liberale. Da lui ereditarono la capacità di esprimere il pathos specializzandosi nella rappresentazione di personaggi piangenti, una tecnica che poi comune per molti artisti veronesi futuri. Ma, se il maestro negli ultimi anni di vita aveva dimostrato una sostanziale incapacità ad adattarsi ai nuovi modelli, i suoi allievi seppero cogliere le varie correnti pittoriche che scorrevano per tutta la penisola. Un suo discepolo, Giovan Francesco Caroto viaggiò a lungo nell'Italia settentrionale venendo in contatto con l'arte di Mantegna, Raffaello, Bernardino Luini e Bramantino che importò a Verona influenzando profondamente la stantia scena locale. La sua opera più celebre, Fanciullo con disegno, per l'originalità del soggetto rappresenta quasi un unicum nel panorama artistico del suo secolo. La sua Pietà della lacrima è un fulgido esempio della specializzazione della scuola veronese nel ritrarre figure piangenti.
Nicola Giolfino, anch'egli allievo di Liberale, fu una personalità tormentata e a tratti eccentrica. Sensibile alle lezione di Lorenzo Lotto e agli influssi tedeschi, fu autore di molte opere in grado di «creare un linguaggio originalissimo, senza riscontro nella coeva pittura veronese». Tra i suoi lavori più importanti, Madonna dei Gelsomini e la serie delle Allegorie, ambedue custoditi al museo di Castelvecchio.

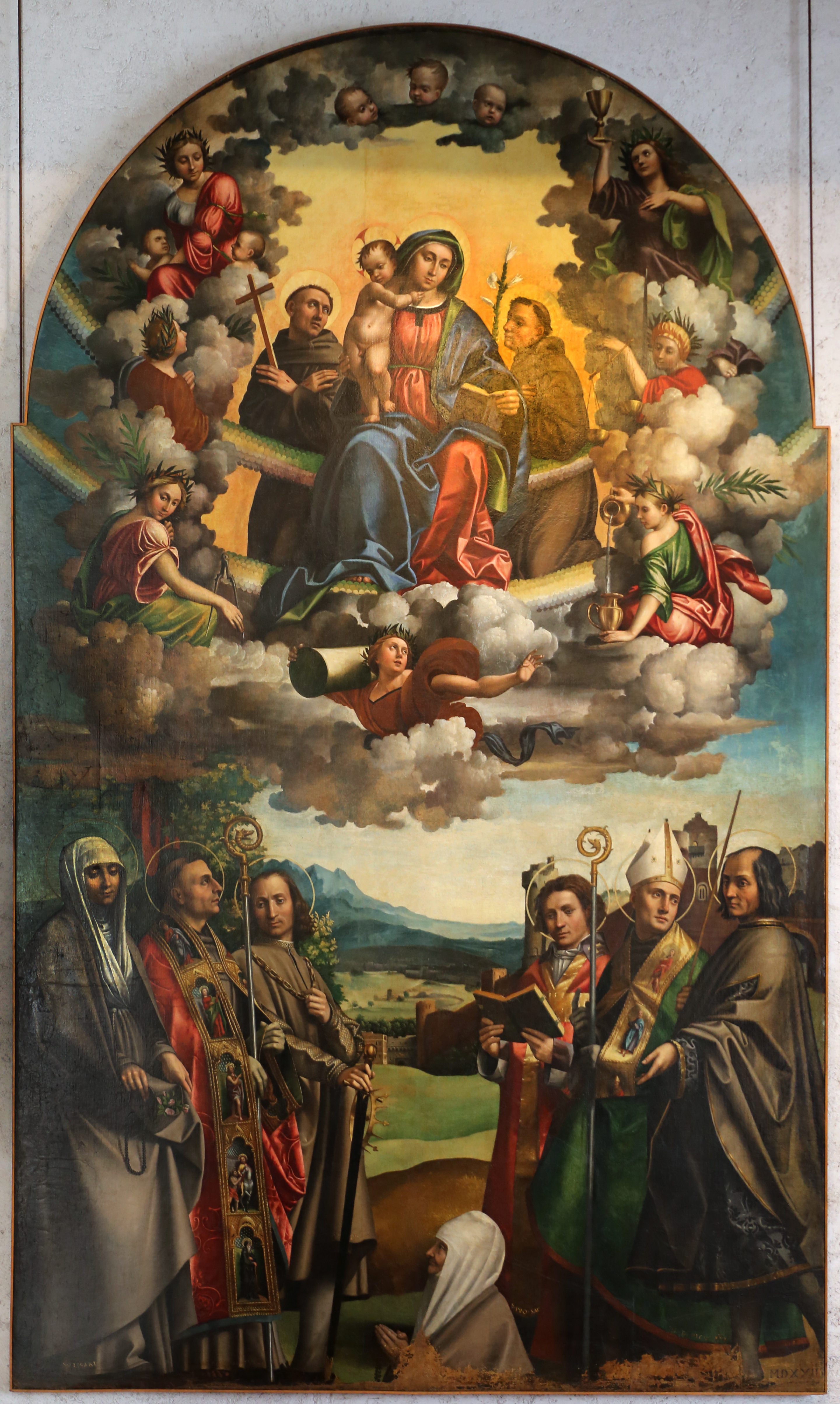
Paolo Morando, Pala delle Virtù, museo di Castelvecchio

La vita di Paolo Morando fu tanto breve, morì a soli 36 anni nel 1522, quanto feconda. Allievo di Francesco Morone, presto lo superò dimostrandosi capace di recepire le diverse correnti artistiche che lo portarono ad evolversi dal tono ieratico e solenne del maestro rivelando un approccio monumentale inedito nel panorama veronese. Le sue opere più importanti - Polittico della Passione (1517) e Pala delle Virtù (1522) - sono oggi a Castelvecchio.

## Il manierismo a Verona

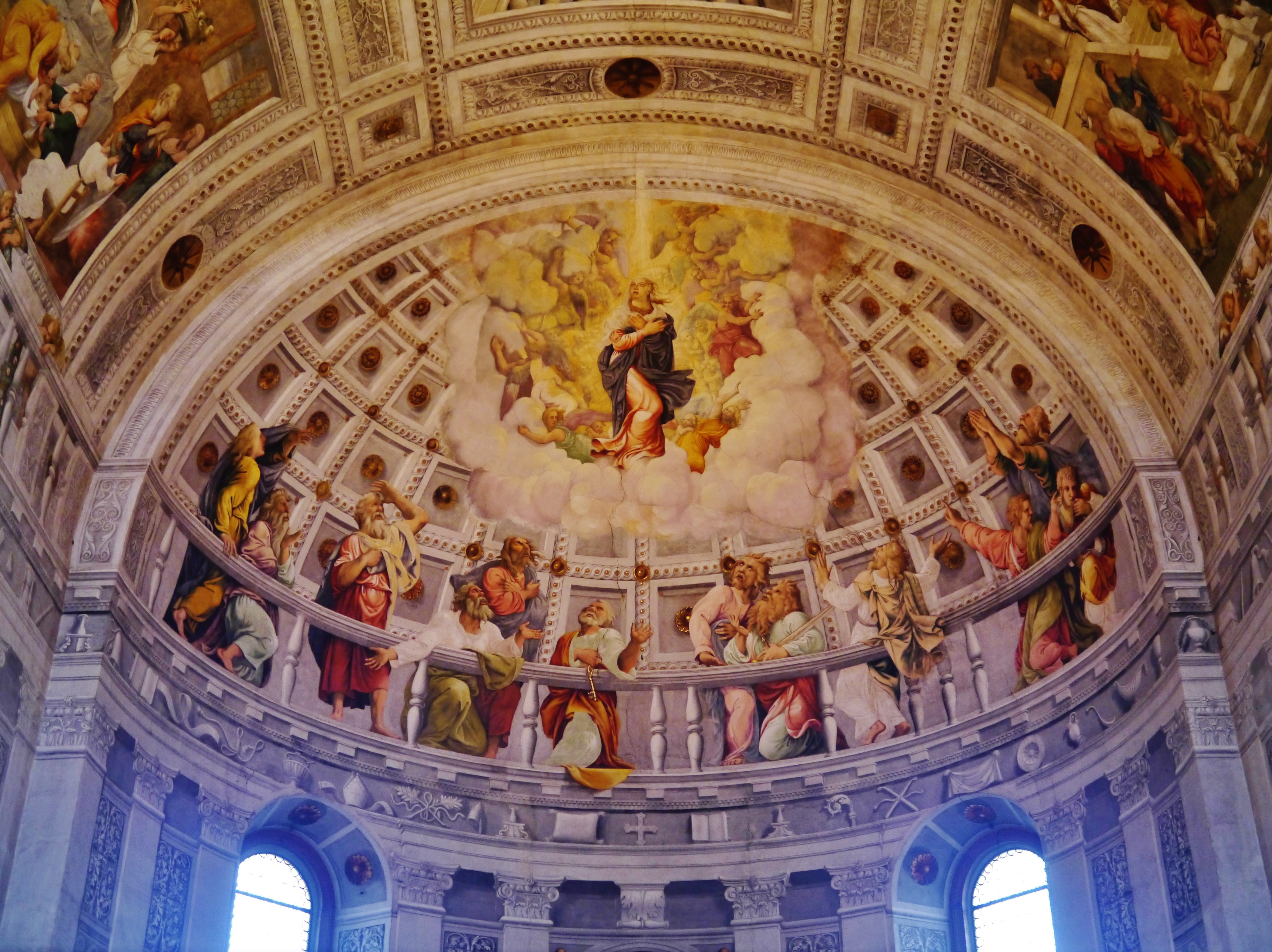
Francesco Torbido, coro della cattedrale di Verona

Ta la fine degli anni 1520 e gli inizi del decennio successivo, anche Verona venne investita dall'onda manierista che, da Roma] stava propagandosi in tutta Italia. Il primo sentore fu l'arrivo in città dell'arte di Raffaello Sanzio attraverso le stampe di Marcantonio Raimondi e al suo dipinto La Perla, di chiaro stampo manierista, giunto a Verona insieme a Ludovico di Canossa. Nel 1534, Francesco Torbido, artista nato a Venezia ma poi formatosi presso Liberale, frescò il coro della cattedrale veronese su disegno di Giulio Romano, una delle più importanti e versatili personalità della maniera.
L'introduzione del manierismo attraverso opere di artisti forestieri sconvolse l'ambiente delle botteghe veronesi che da decenni cautamente impedivano l'arrivo di lavori esterni. Molti tra i vecchi pittori che allora dominavano la scena tentarono di recepire i nuovi modi, ma spesso senza grande convinzione: se Girolamo dai Libri mosse timidamente in questa direzione (la sua Madonna della Quercia ne è un esempio), Giovani Francesco Caroto rimase tenacemente ancorato ai vecchi stilemi sebbene in tarda età avesse provato con il suo Lucifero scacciato ad adeguarsi. Giolfino fu il più reattivo alla nuova cultura, non riuscendo tuttavia a coglierla completamente, come nelle non troppo felici Storie della Passione, dipinte per la chiesa di San Bernardino (ora a Castelvecchio).
Perché si possa parlare di un manierismo locale bisogna aspettare Domenico Brusasorzi e di Battista del Moro che la critica indica come «traghettatori» verso questo movimento che modificò profondamente il contesto veronese. Nel 1522 i due vennero chiamati dal cardinale Ercole Gonzaga, insieme ad altri due giovani pittori veronesi - Paolo Caliari e Paolo Farinati - per dipingere quattro pale d'altare per il duomo di Mantova.

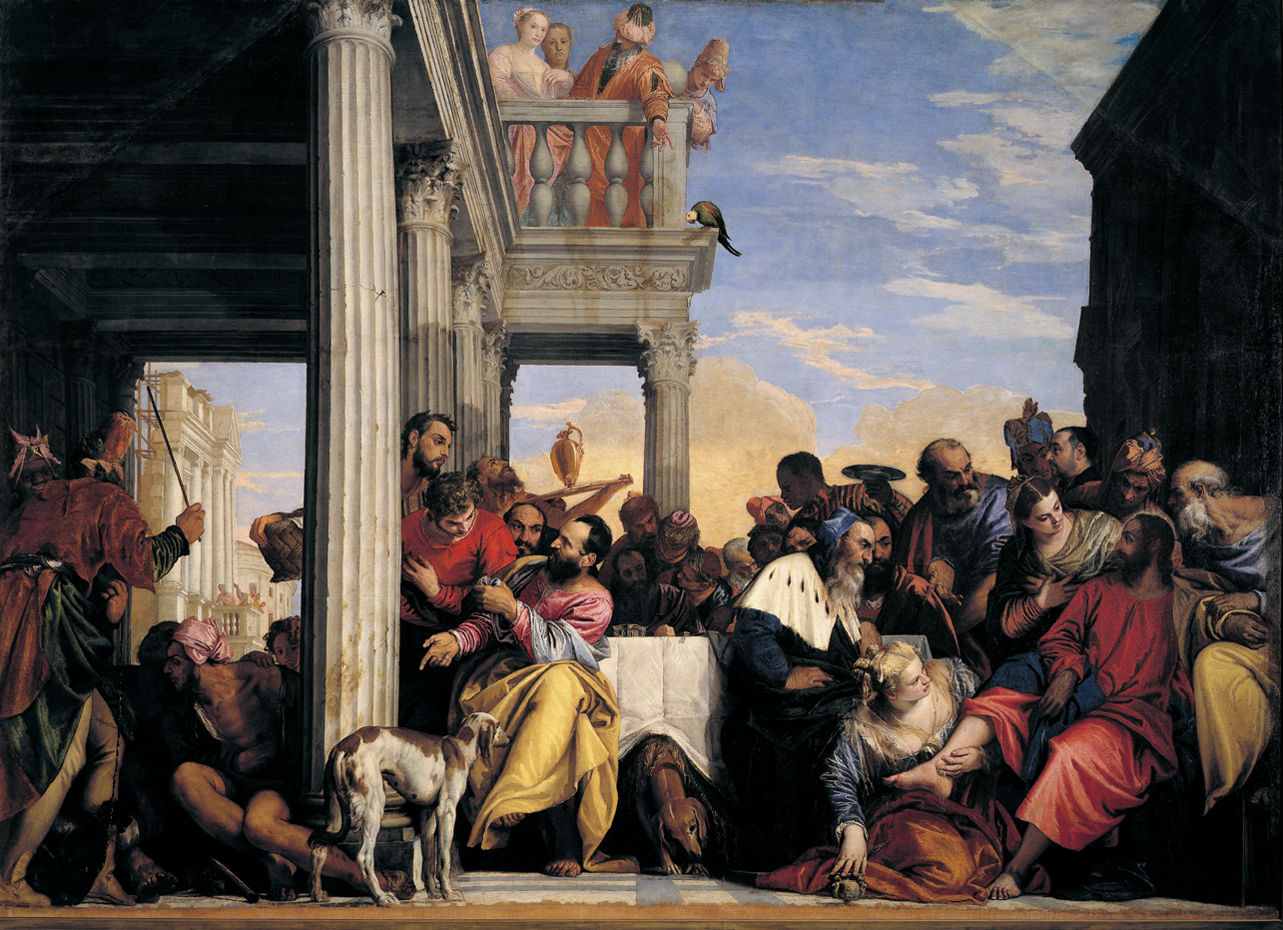
Paolo Caliari (il Veronese), Cena in casa di Simone il fariseo, Galleria Sabauda

Paolo Caliari, detto "il Veronese", è probabilmente il pittore più celebre nato in riva all'Adige. Formatosi presso la bottega di Antonio Badile, la sua carriera si svolgerà in gran parte lontano dalla sua città natale dove lascia due opere giovanili: Compianto sul Cristo morto e la Pala Bevilacqua-Lazise, entrambe di chiaro stile manierista. Rientrerà successivamente a Verona solo sporadicamente come tra il 1555 e il 1556 quando dipinse Cena in casa di Simone il fariseo (oggi conservata nella Galleria Sabauda di Torino) che eseguì su incarico dei monaci benedettini di San Nazaro e Celso per il refettorio del loro convento. Oltre a essere considerata la più importate opera del Caliari in terra natia, essa aprì la serie delle sue celebri "Cene". Nel 1566 tornò nuovamente per sposare la figlia del maestro Antonio Badile e nell'occasione dipinse un Martirio di San Giorgio per l'altare maggiore della chiesa di San Giorgio in Braida. Nonostante il poco tempo trascorso a Verona, il suo stile sarà di grande esempio per gli altri artisti locali meno famosi.

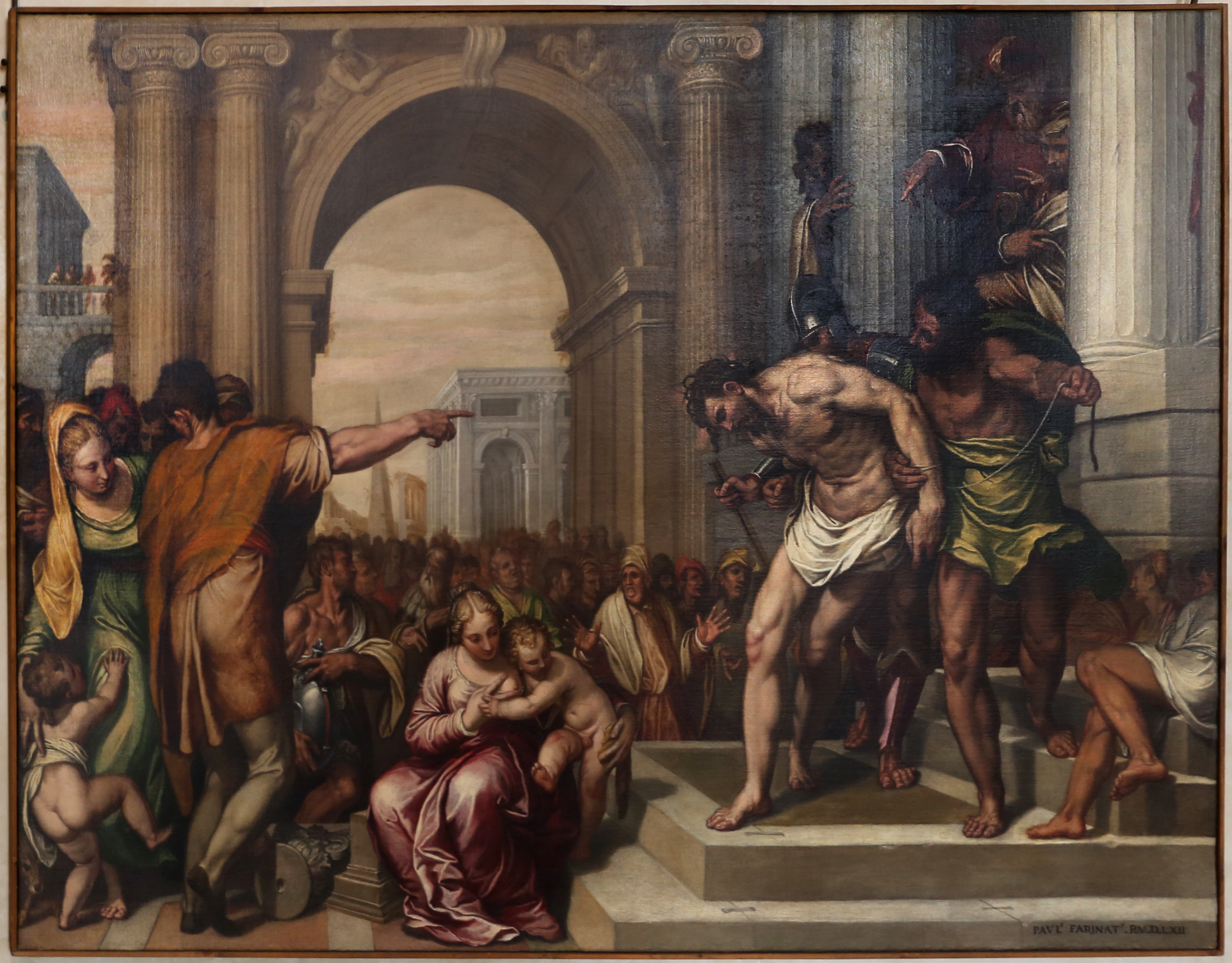
Paolo Farinati, Cristo mostrato al popolo, museo di Castelvecchio

A differenza del Caliari, Paolo Farinati dette vita a Verona ad una solida bottega la cui ampia attività è ben documentata grazie al suo Giornale in cui annotò con precisione tutte le commissioni fornendo agli storici un valido strumento per ricostruire la vita di un pittore della seconda metà del XVI secolo. Restio a rincorrere le innovazioni, nei suoi soggetti spesso ricorse a una «pittura movimentata nel groviglio delle membra, ma anche negli effetti compositivi». In tarda età lavorò intensamente per la chiesa dei Santi Nazaro e Celso dove fu autore degli affreschi del catino absidale e di grandi tele per il presbiterio.

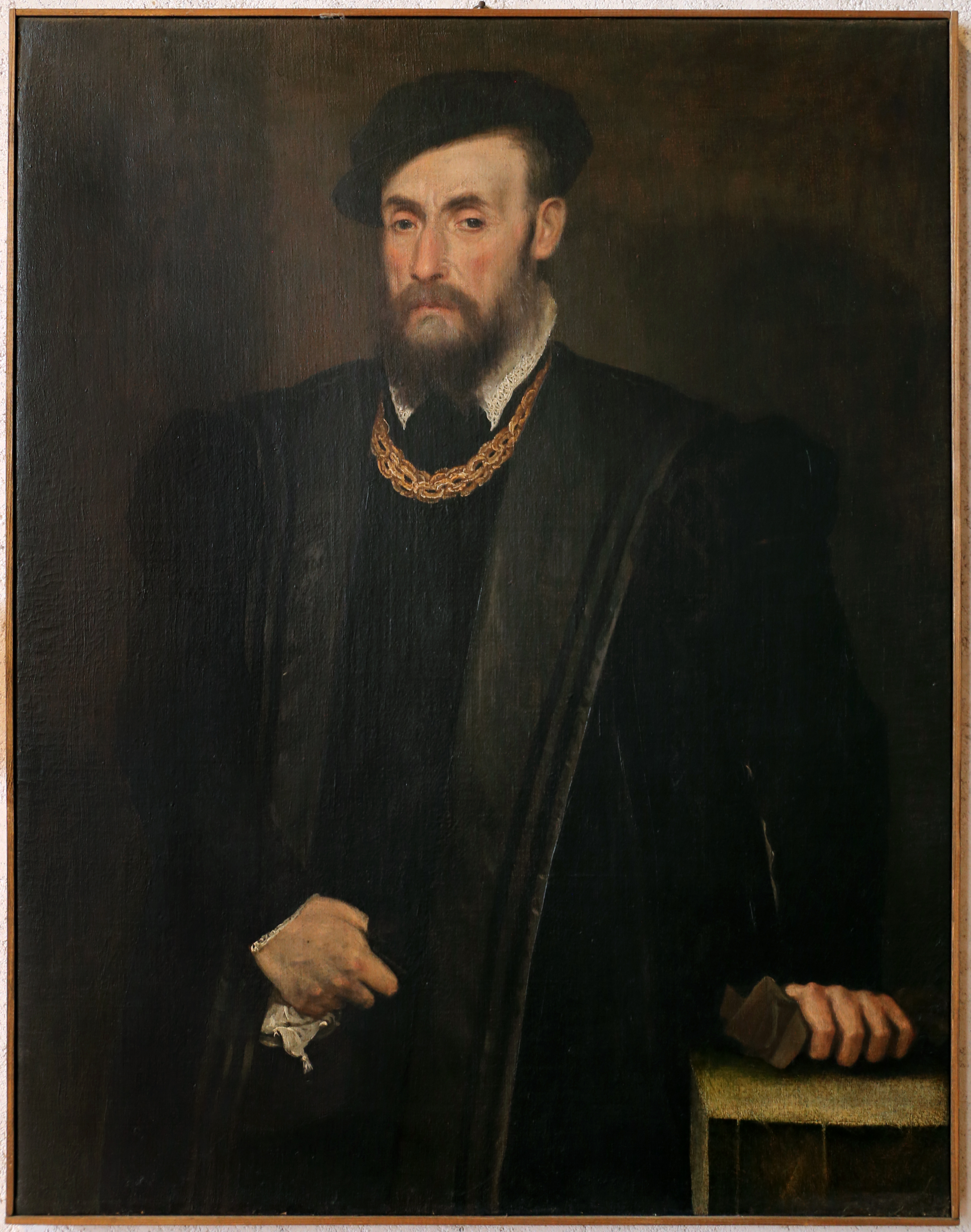
Orlando Flacco, Ritratto virile, museo di Castelvecchio

Molti altri furono i pittori veronesi che lavorarono alle decorazioni delle grandi chiese locali che si arricchivano di pale o affreschi parietali, come Orlando Flacco, Bernardino India, Michelangelo Aliprandi, Sigismondo de Stefani. Di Flacco, allievo anche lui del Badile, si ricorda una Resurrezione di Lazzaro (oggi a Castelvecchio), mentre Stefano fu autore di un Martirio di san Lorenzo per la San Giorgio in Braida vicina alla maniera del Veronese. Bernardino India è considerato il «più manierista» tra i veronesi e tra il suo catalogo si può annoverare una Santa Giustina, oggi a Castelvecchio, oltre a numerose altre tele. Ma non mancarono anche le commissioni private per soggetti profani, spesso legate ai cantieri del celebre architetto veronese Michele Sanmicheli o di Andrea Palladio che impegnarono molti degli artisti citati e altri come Giovanni Battista Zelotti questo operante insieme al Veronese in molte ville venete. Jacopo Ligozzi nacque in una famiglia veronese da tempo dedita all'arte e, dopo un periodo in Trentino, fece ritorno a Verona intorno al 1572 prima di essere chiamato a Firenze.
Alla fine '500 si può dire che Verona era uscita da quella situazione stantia e chiusa che aveva contraddistinto gli anni precedenti, tuttavia anche la generazione manierista andava a scomparire. Le committenze erano prevalentemente assorbite dalle due più importanti botteghe attive in città, quella di Paolo Farinati continuata dai figli Orazio e Giambattista, e quella di Felice Brusasorzi, figlio di Domenico. Fu quest'ultima ad avere più successo e a raccogliere a sé tanti giovani e valenti pittori che saranno i protagonisti del secolo successivo e anticipano il modo di fare bottega e istruire gli allievi che sarà poi tipico dell'Accademia del XVIII secolo.

## Il barocco del XVII secolo

### Il primo trentennio del XVII secolo

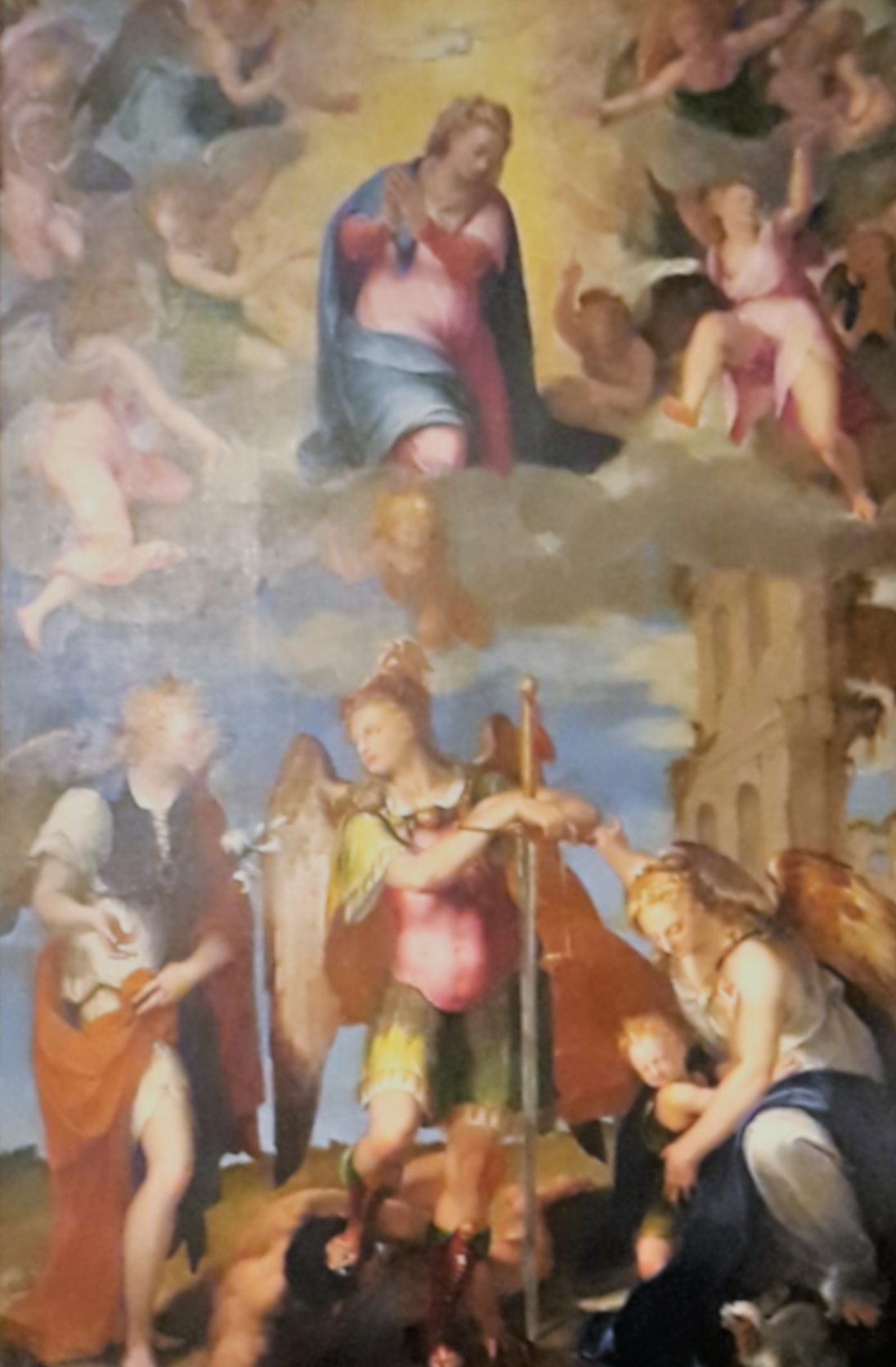
Felice Brusasorzi, I Tre Arcangeli, chiesa di San Giorgio in Braida

Felice Brusasorzi è stata la figura chiave della pittura veronese a cavallo tra cinquecento e seicento. Egli soggiornò a Firenze dove venne in contatto con i modelli tardo manieristici dell'Italia centrale che poi portò a Verona fondendoli con la tradizione locale diventando l'anticipatore del barocco che contraddistinguerà il secolo successivo. Tra le tele più importanti ricordiamo I Tre Arcangeli per la chiesa di San Giorgio in Braida, Flagellazione e Deposizione per la sanmicheliana chiesa della Madonna di Campagna, Madonna e santi per i Santi Nazaro e Celso (citata anche dal Vasari), San Raimondo e San Vincenzo nella basilica di Sant'Anastasia, Mosè salvato dalle acque oggi a Castelvecchio.
Il contatto, avvenuto nel 1602, tra il pittore fiammingo Peter Paul Rubens, secondo Giuliano Briganti «l'archetipo del "barocco"», con Felice fu determinante per lo sviluppo dell'arte veronese verso il nuovo stile che stava propagandandosi in tutta Europa sugli echi della Riforma protestante e della Controriforma. Ma se Rubens fu certamente il primo a far conoscere il barocco compiuto di provenienza nordica a Verona, anche i ritorni in città di Jacopo Ligozzi e Claudio Ridolfi saranno fondamentali per far conoscere in riva all'Adige le declinazioni centro-italiche.
Quando Felice morì all'improvviso nel 1605, la sua bottega viveva un periodo di grande attività, forte di una concorrenza quasi inesistente, con molte commissioni ancora in corso che vennero continuate dai suoi numerosi discepoli tra cui Sante Creara, Pasquale Ottino, Marcantonio Bassetti e Alessandro Turchi. Questo gruppo di giovani pittori, dallo stile aderente all'arte della Controriforma, sarà, nonostante le trasferte (soprattutto a Roma) di molti di loro, il protagonista della scena veronese fino alla peste del 1630.

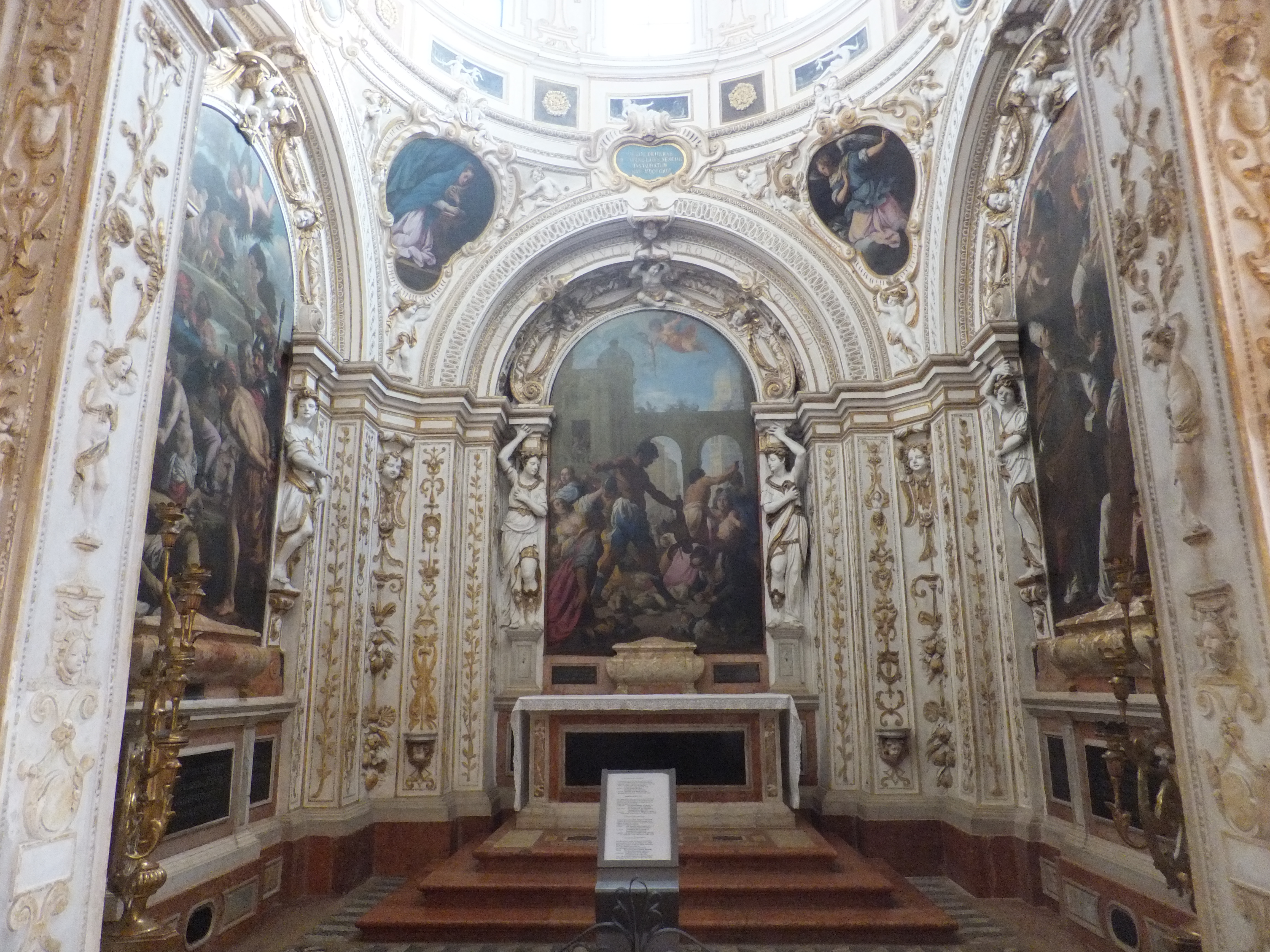
Cappella Varalli presso la chiesa di Santo Stefano, alle tele lavorarono gli ex allievi di Felice Brusasorzi: Ottino, Bassetti e Turchi

Sante Creara, il più anziano, ebbe l'opportunità di recarsi a Firenze, dove si avvicinò al manierismo locale, successivamente preferì restare a Verona, limitando così l'evoluzione della sua arte. Nel 1607 completò la Santissima Trinità per la chiesa dei Santi Apostoli, lasciata incompiuta dal maestro. Pasquale Ottino, tra i più affermati pittori del primo Seicento, si specializzò nella ritrattistica, come dimostra il Ritratto di monaco del museo di Castelvecchio. Dopo la morte del maestro, completò importanti opere come La manna nel deserto per la Chiesa di San Giorgio in Braida e soggiornò a Roma, acquisendo influenze caravaggesche e di Guido Reni. Nel 1619, con Alessandro Turchi e Marcantonio Bassetti, realizzò le tele per la cappella Varalli della chiesa di Santo Stefano, mostrando il legame artistico tra i tre.

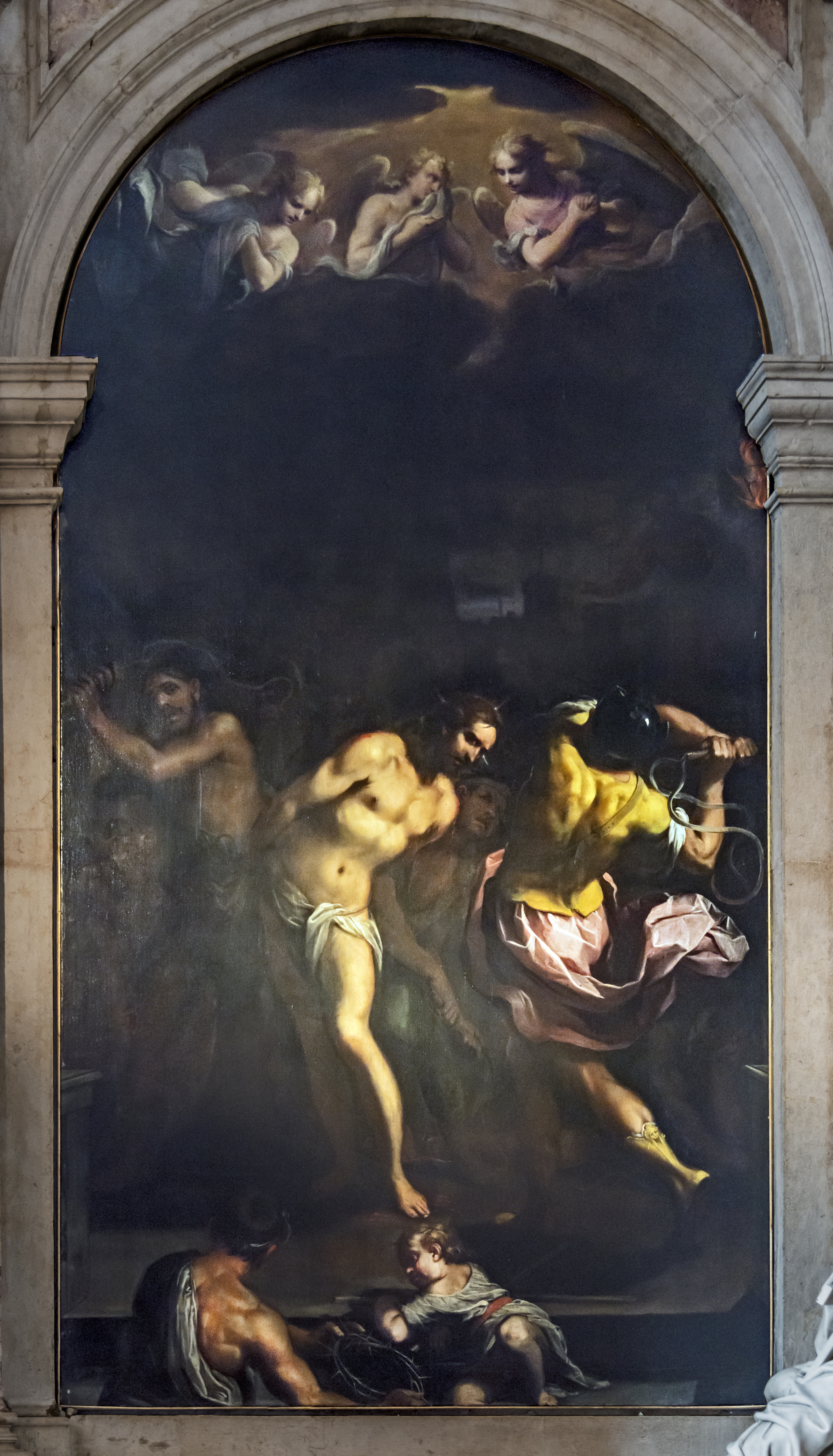
Claudio Ridolfi, Flagellazione Chiesa di Sant'Anastasia

Al di fuori della cerchia degli ex allievi di Brusasorzi, pochi altri artisti riuscirono a distinguersi. Claudio Ridolfi, di nobile stirpe, formatosi a Venezia con Paolo Caliari, mantenne legami con Verona, inviando opere significative come l'Assunzione (1596) per la chiesa di Madonna di Campagna, la Flagellazione di Gesù per Sant'Anastasia, l'Annunciazione per la Sant'Eufemia e altre tele oggi conservate in città. Anche Antonio Giarola, dopo una formazione iniziale a Verona e forse a Venezia, si perfezionò nelle botteghe romane. Tra le sue opere veronesi spiccano la Crocifissione tra i santi Francesco e Carlo Borromeo per la parrocchiale di Mezzane di Sotto e la Madonna e i santi Zeno e Caterina conservata al museo di Castelvecchio.

### Dopo la peste del 1630

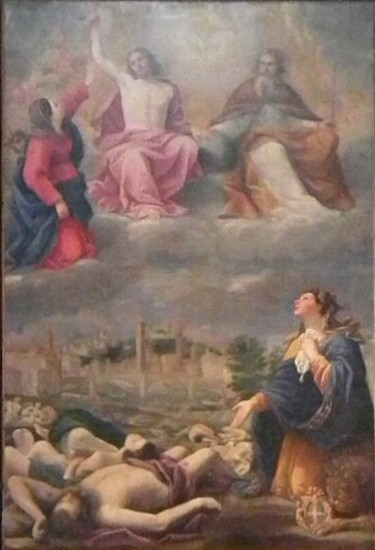
Antonio Giarola, Verona implora la Trinità per la cessazione della peste, chiesa di San Fermo Maggiore

L'epidemia di peste del 1630, che devastò l'Italia settentrionale, colpì duramente Verona, causando la morte di oltre metà della popolazione. Tra le vittime vi furono molti ex allievi di Felice Brusasorzi, si salvò Turchi, che si trovava fuori città. La ripresa successiva fu lenta: Verona era spopolata, l’economia stagnante e la scena culturale attraversò una fase di  «lunga notte». Nonostante ciò, l'attività pittorica riprese,  sebbene con opere di qualità modesta, spesso affidate a mestieranti. Tra i sopravvissuti spicca il nome di Giovanni Battista Barca, autore di una Deposizione dalla croce per la chiesa di San Fermo Maggiore, una Madonna per Chiesa di San Nicolò all'Arena e il Martirio dei Santi Crispino e Crispiniano per la chiesa di Santa Maria della Scala.
La carenza di artisti locali favorì l'arrivo di pittori da altre città. Antonio Giarola tornò da Venezia intorno al 1636 per dipingere la pala votiva Verona implora la Trinità per la cessazione della peste per San Fermo Maggiore. In età avanzata, realizzò anche il Ritratto del canonico Giambattista Cassani, oggi al museo di Castelvecchio. Frà Semplice da Verona rientrò nel 1640 per lavorare per i frati cappuccini in provincia.  Alcuni artisti, come Mattia Preti, inviarono opere a Verona, tra cui i dipinti Santi Gaetano da Thiene e Sant'Andrea Avellino per la San Nicolò all'Arena e San Paolo eremita per San Fermo.
Nel 1672 Giacinto Brandi inviò un'Assunta per la Santa Maria in Organo, mentre nel 1673 Luca Giordano dipinse il Beato Bernardo Tolomei battuto dai demoni per la stessa chiesa. Negli anni 1670, il veneziano Giulio Carpioni aprì una bottega a Verona, realizzando opere come San Mauro che risana gli ammalati per la chiesa dei Santi Nazaro e Celso, la Maddalena per Sant'Eufemia e la Crocifissione, oggi a Castelvecchio. Infine, da Trento arrivò Biagio Falcieri, che decorò il soffitto della chiesa di San Bernardino (poi distrutto durante la seconda guerra mondiale) e realizzò alcuni ritratti di funzionari veneti.

### Rinnovamento alla fine del XVII secolo

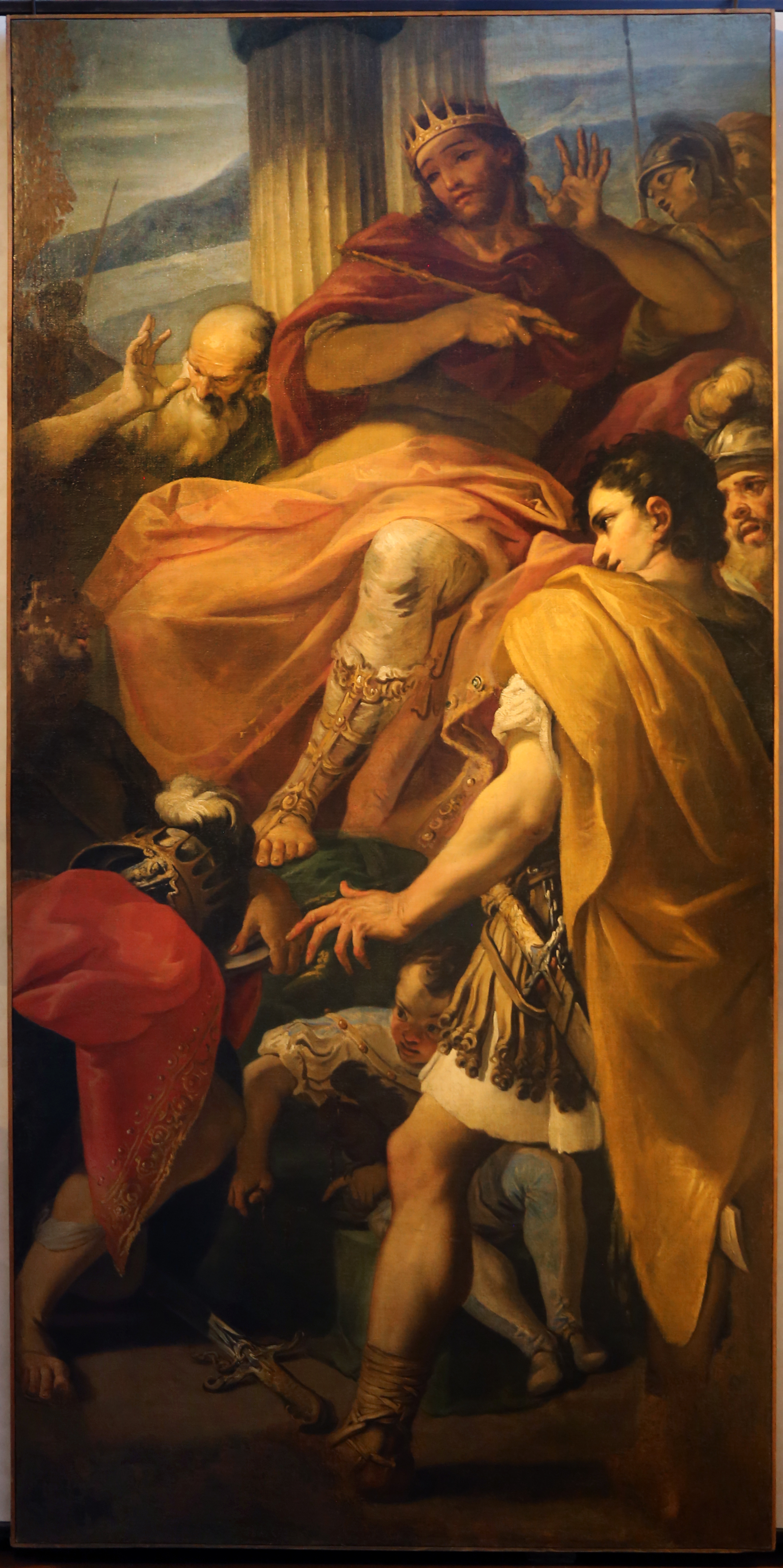
Sebastiano Ricci, David inorridito davanti alle armi di Saul, museo di Castelvecchio

Dopo il 1680, Verona visse una lenta ripresa economica, favorita dai buoni rapporti instaurati con l'Impero alla fine della guerra dei trent'anni che gli consentirono una riapertura dei commerci con il Nord Europa. Le mutate condizioni influirono sulla scena artistica locale, che, pur dimostrando una sostanziale incapacità di rinnovamento, riuscì a conquistarsi un ruolo nel mercato dell'arte.  L'arrivo delle tele di Gregorio Lazzarini San Leonardo libera i prigionieri (di cui si è persa traccia dopo un furto) e di David inorridito davanti alle armi di Saul di Sebastiano Ricci (oggi conservata a museo di Castelvecchio) influenzarono la nuova generazione di pittori, traghettando la scena locale verso stili più moderni.  «L'ultimo quarto del XVII secolo è forse da considerarsi come l'ultima stagione aurea della pittura veronese, che si prolunga nel secolo successivo senza soluzione di continuità».

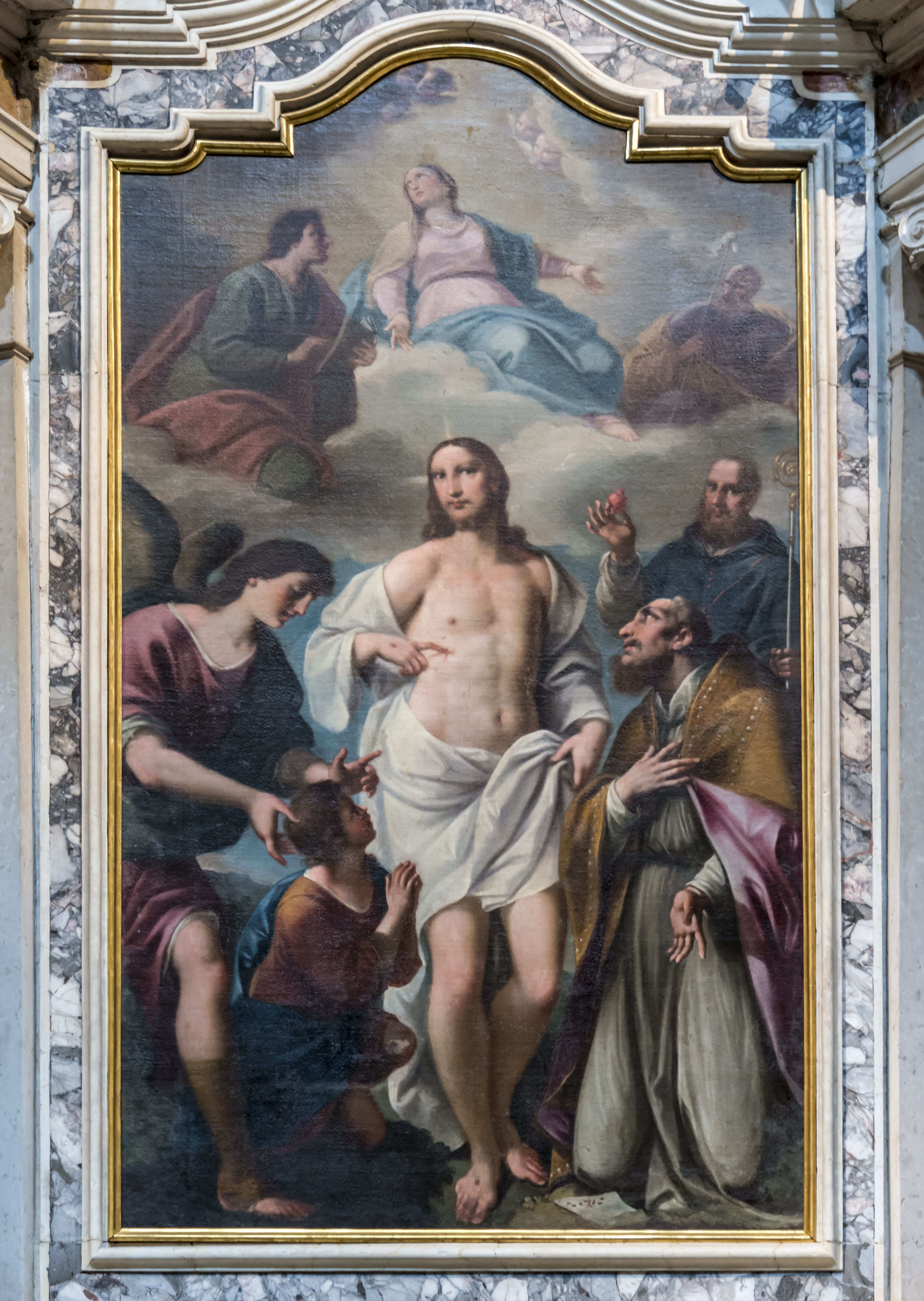
Sante Prunati, Duomo di Verona

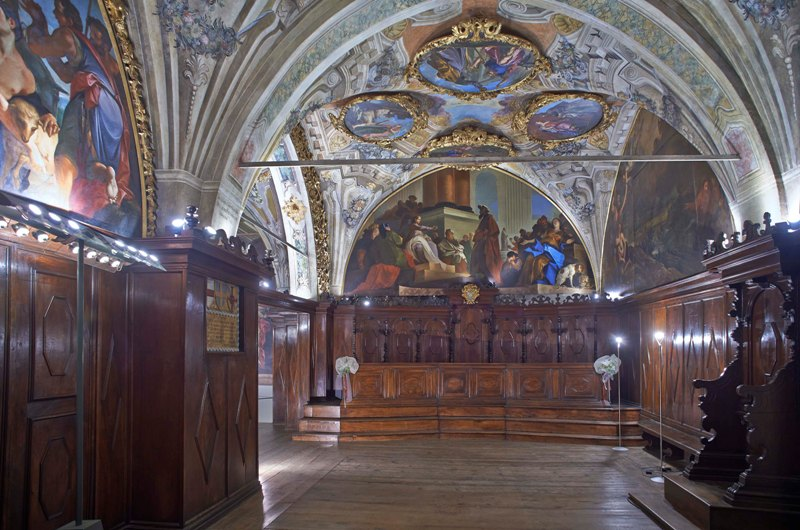
Cappella dei Notai, decorata a cavallo tra Seicento e Settecento

Sante Prunati apprese i rudimenti della pittura presso Biagio Falcieri. Tuttavia, volendo emanciparsi dall'ancora stantio ambiente veronese, si trasferì a Venezia presso Johann Carl Loth e successivamente a Bologna da Carlo Cignani. Tornato a Verona intorno al 1680, introdusse un nuovo classicismo che influenzò molti pittori della sua generazione. Esordì con una Ultima Cena per la Chiesa di San Tomio, oggi conservata a Castelvecchio, opera in cui «compendia, nel relativo tenebrismo, tutto il percorso di formazione che va dai ricordi di Domenico Brusasorzi a quelli del Ricci, equilibrati, tuttavia, in un composto pietismo». Tra le sue opere si ricordano Agar e l’angelo (inizio anni 1690) per la chiesa di San Nicolò e la Presentazione al Tempio (1699) per la Cappella dei Notai, oggi a Castelvecchio.
Anche Alessandro Marchesini si formò inizialmente presso la bottega del Falcieri e, ancora diciassettenne, proseguì la sua formazione a Bologna con Cignani. La sua prima commissione risale al 1687, quando affrescò il soffitto della Chiesa di San Domenico a Verona con scene di San Domenico di Guzmán e Santa Caterina da Siena, mettendosi in luce per uno stile veneto-emiliano. Tra le sue opere principali figurano anche una Natività per la Cappella dei Notai (1699) e un'Annunciazione oggi a Castelvecchio, oltre a numerose pale d'altare per chiese della provincia veronese.
Nell'ultimo decennio del XVII secolo, il pittore Louis Dorigny si trasferì a Verona, ottenendo numerose commissioni, tra cui Giuseppe interpreta i sogni del Faraone per San Nicolò, un'Annunciazione per la Cappella dei Notai e un San Cristoforo per l’altare degli Osti nella Chiesa di Sant’Eufemia. Tra le sue opere si annoverano anche un ovale con Ercole (1699) per un palazzo cittadino e la Caduta della manna (1703) per la chiesa di San Luca.. Lo stile raffinato e teatrale di Dorigny influenzò in particolare il veneziano Simone Brentana, giunto a Verona nel 1694.
Antonio Balestra, dopo una prima formazione in una Verona priva di maestri all'altezza delle sue ambizioni, si trasferì nel 1687 a Venezia e poi a Roma. Fece ritorno temporaneo nel 1697, anno in cui dipinse un'Annunciazione per la chiesa degli Scalzi. «La piena attività di Prunati, Dorigny, Brentana, Calza, Marchesini e Balestra a fine Seicento a Verona rappresenta l'apice di un movimento che si sarebbe protratto per tutto il secolo successivo, fino ai rivolgimenti dell'età napoleonica e al definitivo esaurimento nella glaciale Accademia della Restaurazione.»

## Il Settecento fino all'arrivo di Napoleone

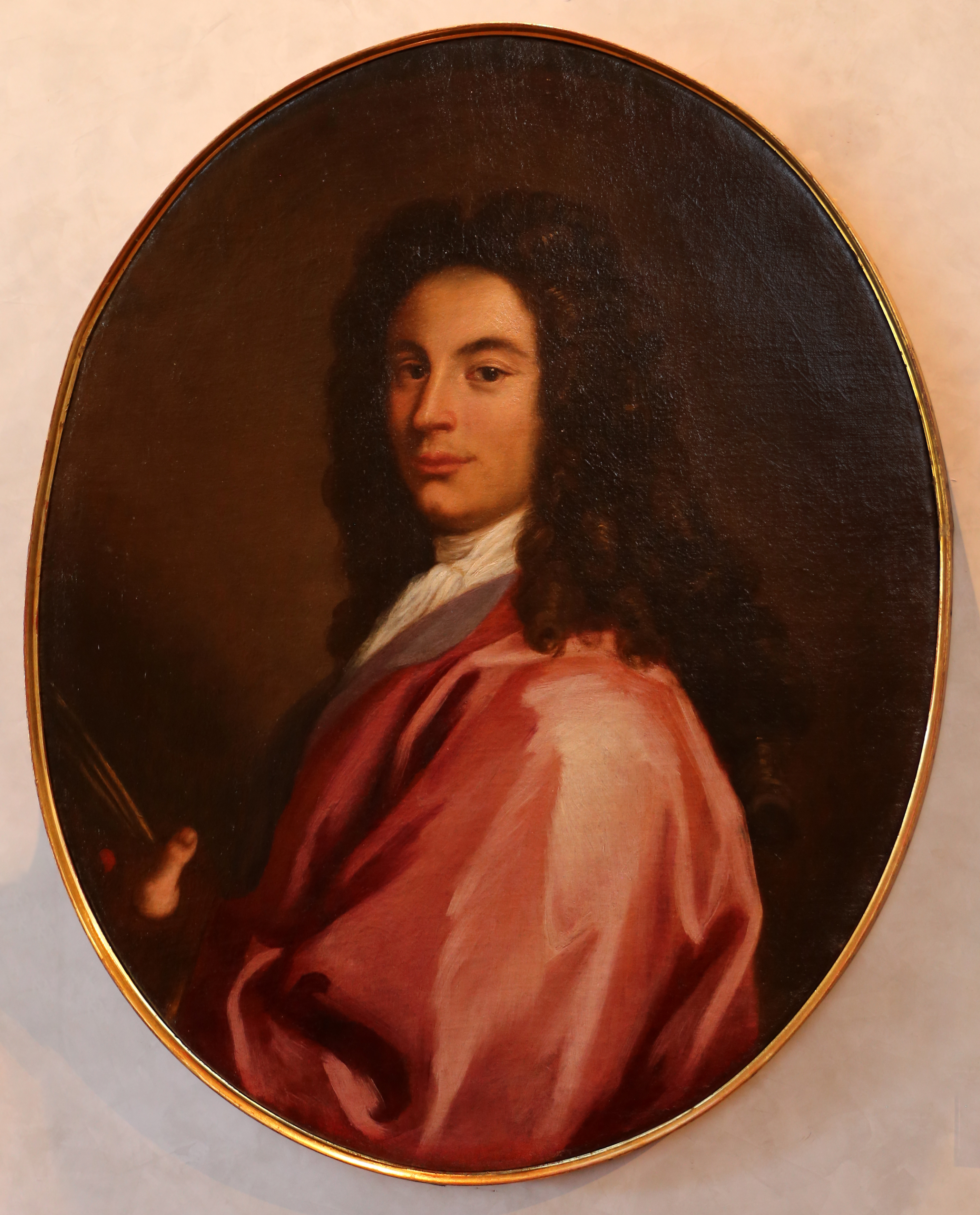
Antonio Balestra, Autoritratto, museo di Castelvecchio

All'alba del Settecento, la pittura veronese attraversava una fase di lento declino. Le innovazioni più significative, introdotte da artisti come Calza, Prunati, Dorigny e Brentana, si erano manifestate nell'ultimo quarto del secolo precedente. Sebbene questi pittori continuassero a essere riconosciuti come maestri, non riuscirono a rinnovare il proprio linguaggio artistico. Antonio Balestra fu probabilmente l'unico protagonista di rilievo del primo Settecento veronese, descritto come «un punto di riferimento per tutta la cultura figurativa della città in questo secolo». La sua posizione artistica oscillava tra un classicismo accademico e l’accettazione del linguaggio rococò, che si sviluppava a Venezia già dai primi anni del secolo. Egli lavorò per famiglie nobili venete e per importanti commissioni religiose, realizzando opere come un'Annunciazione per la chiesa degli Scalzi, un San Giovanni Battista per la chiesa di San Nicolò all'Arena, un'Annunciata per la Chiesa di San Tomaso Cantuariense, una Beata Vergine per la cattedrale di Verona, una Madonna del Rosario e uno Sposalizio di Santa Caterina per la Chiesa di Santa Maria in Organo.
Una svolta al tradizionalismo si ebbe con una nuova generazione di pittori formati presso l'Accademia di Sante Prunati che aspirava di essere l'erede della scuola di Felice Brusasorci, dispersa nel secolo precedente a seguito della peste. Gli allievi di Prunati riuscirono a preservare e consolidare questo patrimonio artistico.

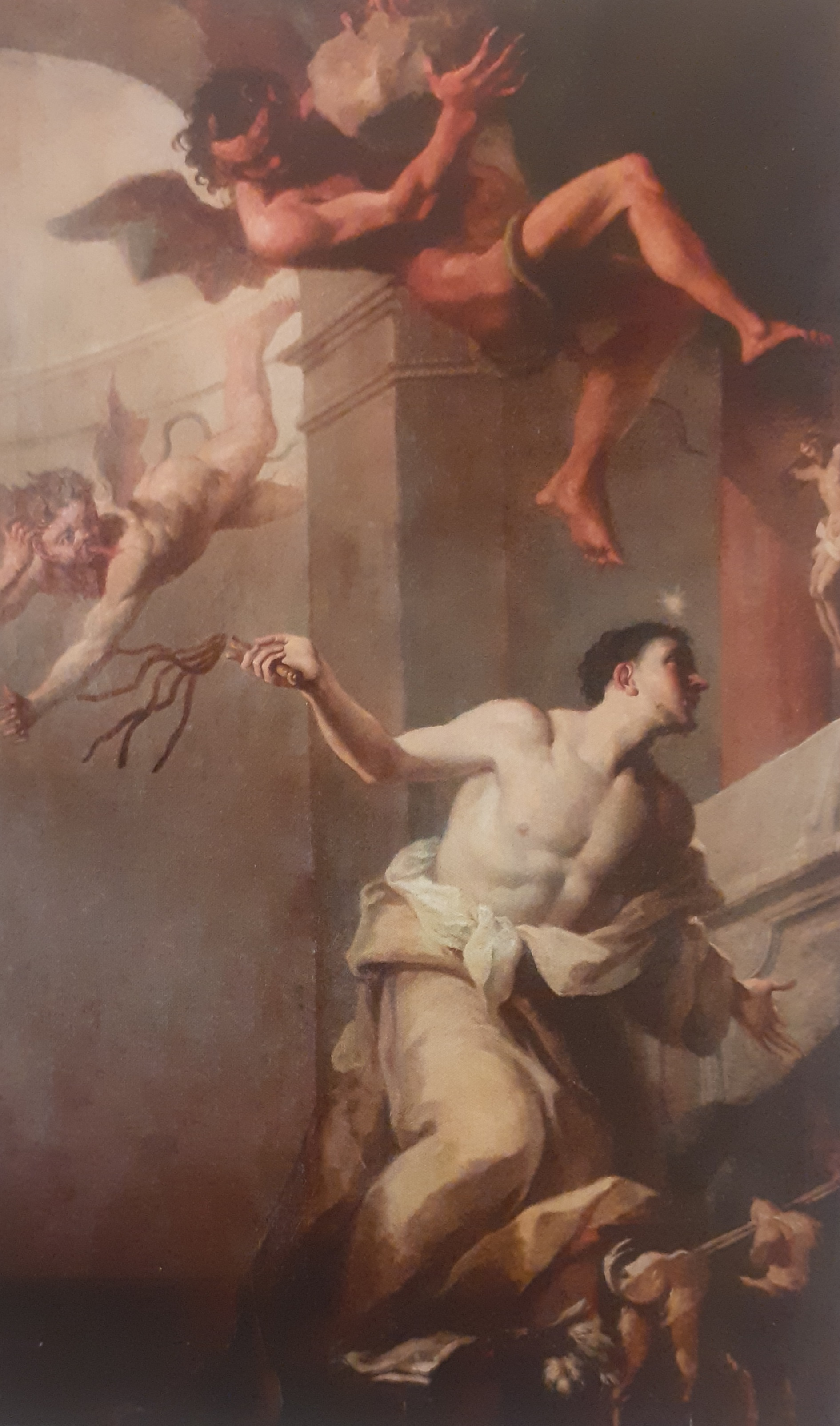
Paolo Pannelli, Le tentazioni di san Domenico, Chiesa di San Domenico

Tra i principali artisti della nuova generazione si distinse Felice Torelli, che iniziò il suo percorso con Prunati prima di trasferirsi a Bologna per completare la propria formazione. Scipione Maffei, erudito del suo tempo, lo descrisse come uno dei maggiori artisti veronesi e, nel 1732, lo elogiò per aver «composto un misto di modi bolognesi e veronesi che riesce graditissimo». Tra le sue opere realizzate per Verona si ricordano un'Immacolata (circa 1710), una Madonna col Bambino e San Nicolò per Santa Maria in Organo e un San Pietro Martire per la Basilica di Sant'Anastasia (1727).
Felice Cappelletti lavorò presso la parrocchiale di Torri del Benaco, dove realizzò il Salvataggio di San Pietro e l'Angelo che abbatte gli idoli. Per la Chiesa dei Santi Filippo e Giacomo a Parona dipinse una Vergine col Bambino e due Santi, opera che si distingue per la composizione verticale e che dimostra le sue capacità monumentali e retoriche.
Bartolomeo Signorini, uno dei primi allievi di Prunati, è ricordato per le sue numerose pale d'altare, tra cui quella nella parrocchiale di Erbezzo. La maniera di Paolo Pannelli, anch'egli discepolo di Prunati, richiama molto quella del suo maestro, soprattutto per l'uso dei chiaroscuri e dei colori. Tra le sue opere più celebri si trova Le Tentazioni di San Domenico (1720), in cui si evidenza un cromatismo vivace e raffinato. Odoardo Perini, pittore di notevole originalità, iniziò la sua formazione sotto Prunati per poi proseguire gli studi a Bologna, dove affinò il suo stile. Successivamente riportò le conoscenze acquisite a Verona arricchendo il contesto locale.

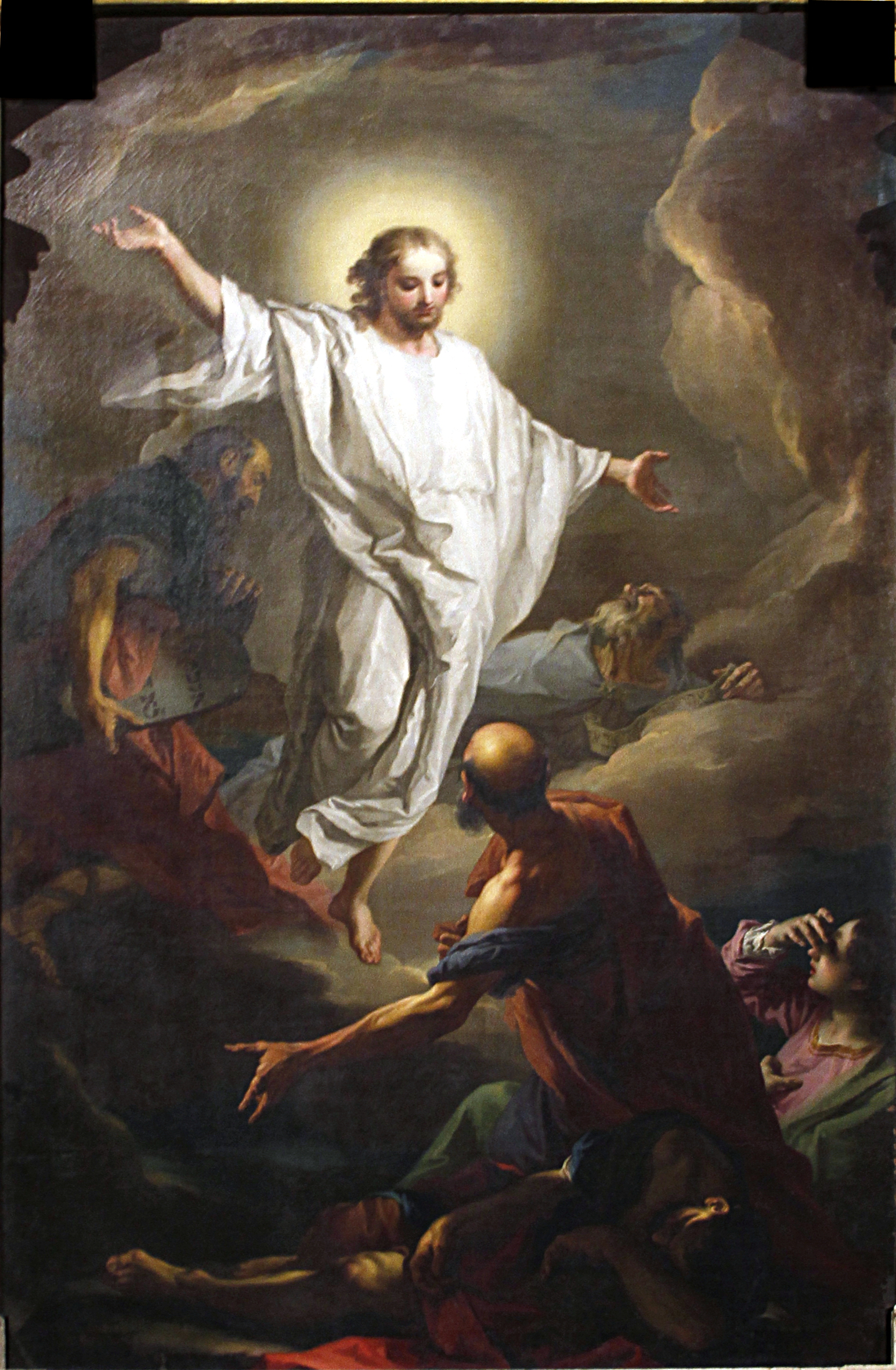
Trasfigurazione, Giambettino Cignaroli, Duomo di Verona

Tra gli allievi di Prunati si distinse Giambettino Cignaroli, la cui fama superò i confini cittadini, imponendosi sia tra i contemporanei che tra le generazioni successive. Alla morte di Prunati, Cignaroli si avvicinò alla scuola di Dorigny e Antonio Balestra, sviluppando uno stile raffinato ispirato al classicismo. Nonostante occasionali lavori nelle città vicine, a partire dagli anni 1750 concentrò la sua attività nel veronese, diventando il principale protagonista. Tra le sue opere più note vi sono Betsabea al bagno, conservata nella Galleria d'arte moderna Achille Forti, e la Vergine e San Tommaso da Villanova nella Chiesa di Sant'Eufemia. Nel 1764 Cignaroli fu tra i fondatori dell'Accademia di belle arti di Verona, tuttora attiva, con l'obiettivo di formare giovani artisti, promuovere l'arte classica e rafforzare la scena artistica locale, raccogliendo e rinnovando l'eredità della scuola seicentesca di Brusasorzi.

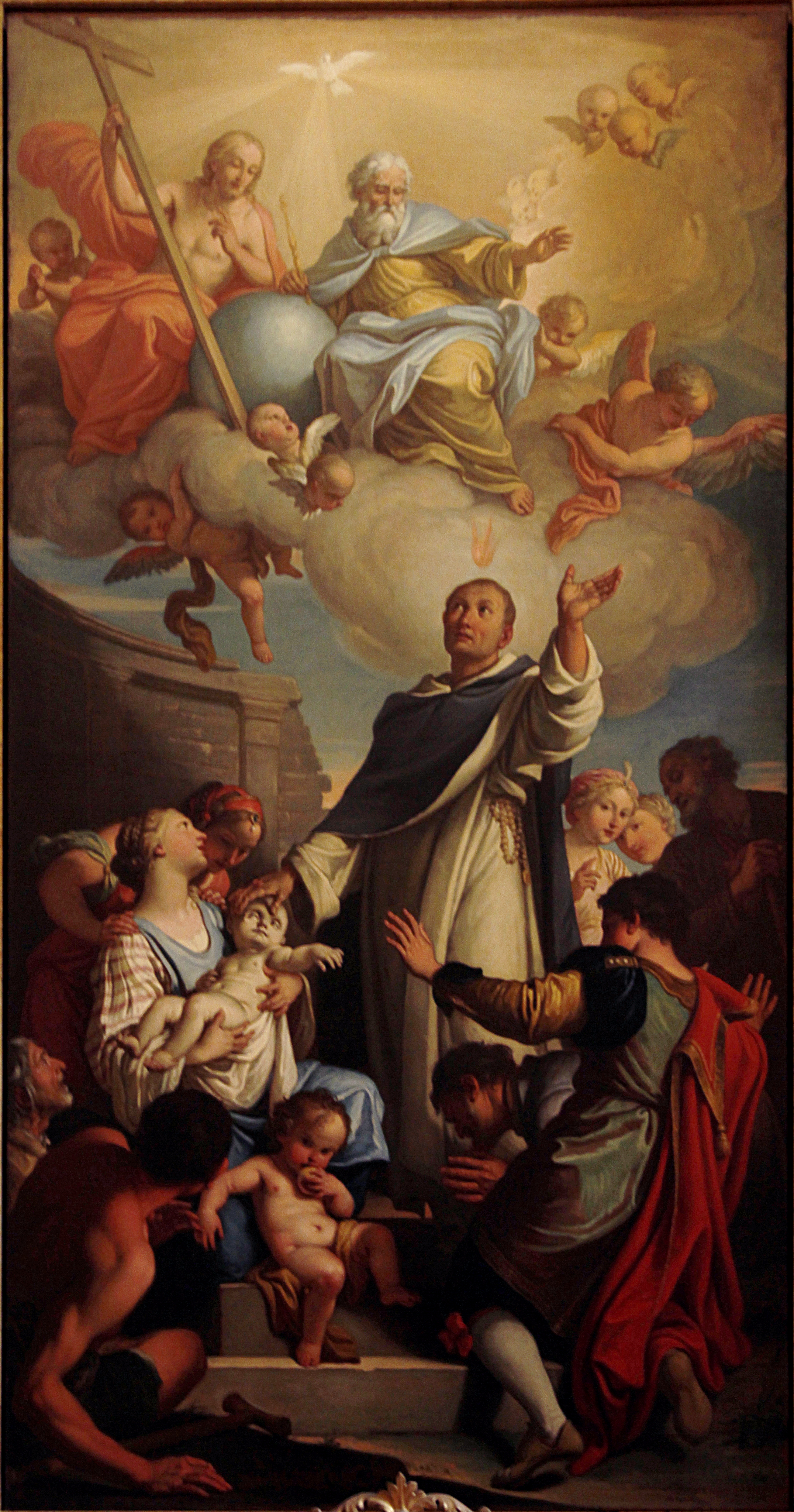
San Vincenzo Ferrer, Pietro Rotari, basilica di Santa Anastasia

Contemporaneo di Cignaroli e anch'egli allievo del Balestra, Pietro Rotari. Egli aprì nel 1734 una scuola a Verona dove insegnò gratuitamente ottenendo fama e successo. È noto per le sue opere religiose come La Vergine con i 7 fondatori dei Servi di Maria a Santa Maria della Scala, caratterizzate da uno stile più freddo rispetto al luminismo all'epoca molto diffuso. Eccelse anche nei ritratti, apprezzati per il realismo e la freschezza dei colori. Tra i suoi allievi, Felice Boscaratti si distinse per il suo spirito inquieto e satirico, ma anche per la sua capacità di assimilare diversi stili. Tra le sue opere, i santi Ignazio e Bonaventura nella cappella Canossa nella chiesa di San Bernardino a Verona e le tele il sogno di Elia e il sacrificio di Melchisedech collocate nel transetto della chiesa dei Santi Nazaro e Celso.
Matteo Brida fu anch'egli un allievo di Balestra, ispirandosi in particolare a Raffaello e Domenichino. Tra le sue opere più rilevanti si annovera la pala d'altare di Sant'Alò libera un indemoniato a Castelvecchio. Anche Giambattista Mariotti e Pietro Longhi, discepoli del Balestra, lasciarono numerose opere in città. Domenico Pecchio aderì alla scuola del Balestra, seppure in gran parte autodidatta; sua è una piccola tela con Pastore e contadinelle con rustici in secondo piano esposta la museo di Castelvecchio.
La prima metà del Settecento a Verona si distinse anche per lo sviluppo di una ricca letteratura critica artistica. Nel 1718, Bartolomeo Dal Pozzo pubblicò Le vite de' pittori, degli scultori et architetti veronesi, seguito nel 1732 da Scipione Maffei con Verona illustrata, un'opera di sintesi critica. Tra il 1749 e il 1756, Giambattista Biancolini completò il quadro con Notizie storiche delle chiese di Verona. In questo periodo, mentre la pittura locale viveva una fase di grande vitalità, artisti di passaggio come Giambattista Tiepolo e Giovanni Battista Pittoni arricchirono il panorama portando nuove idee. Il Tiepolo, in particolare, fu chiamato a decorare Palazzo Canossa in occasione delle nozze della figlia della famiglia Canossa, celebrate nel 1762. Il lavoro, un grande soffitto decorato con un ovale centrale, fu gravemente danneggiato durante la seconda guerra mondiale.

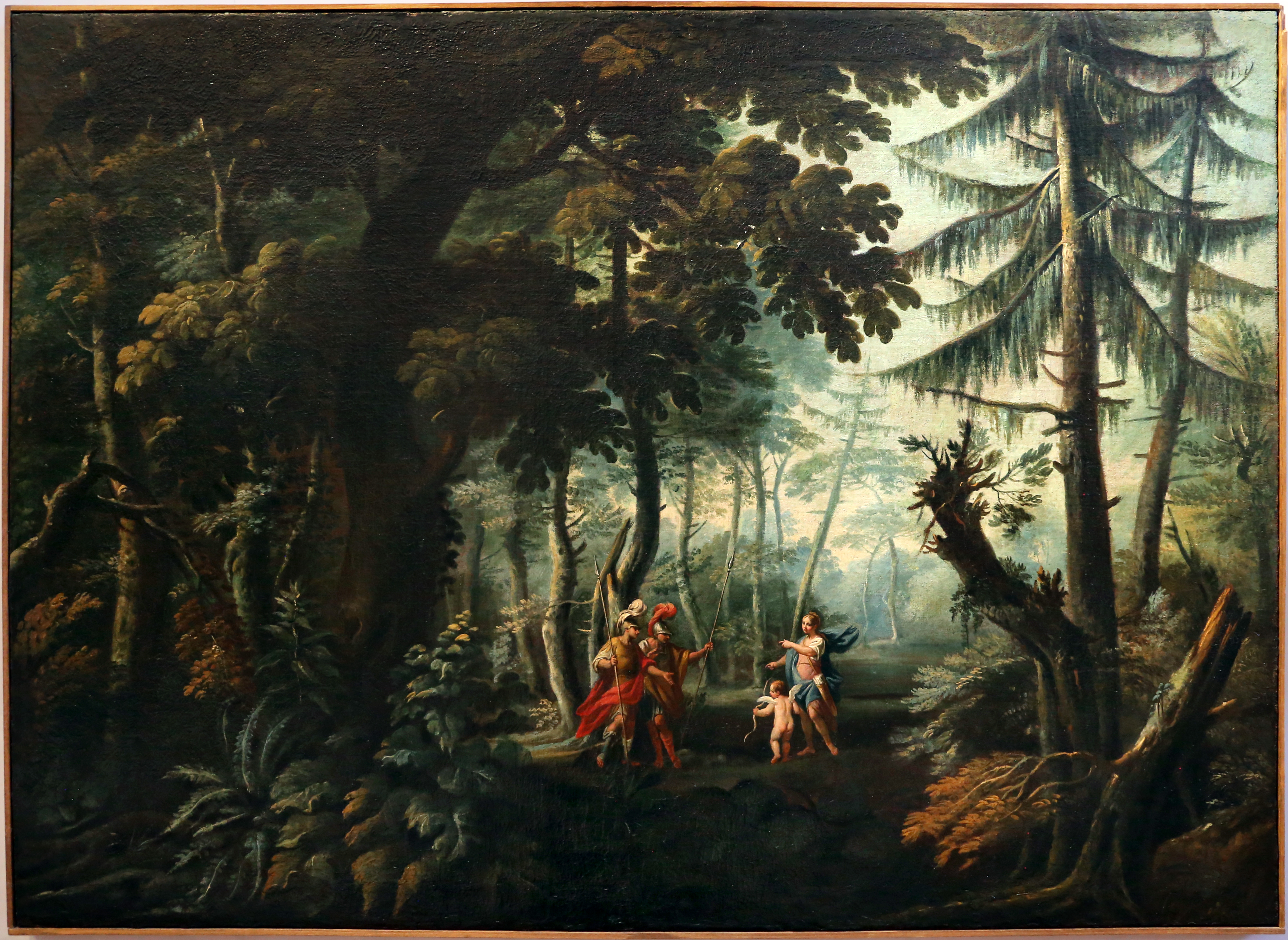
Venere e Amore appaiono a Enea, Tommaso Porta, museo di Castelvecchio

Accanto alle accademie di Cignaroli e Rotari, a metà del Settecento il pittore Giovanni Battista Marcola (allievo di Brentana) fondò, insieme ai figli Nicola, Marco, Francesco e Angela, un'importante impresa familiare che divenne protagonista della seconda metà del secolo a Verona. I Marcola ricevettero prestigiose commissioni dagli aristocratici locali, decorando residenze come Villa Canossa a Grezzano e Villa Dionisi a Cerea. In particolare, Marco contribuì alle decorazioni della Villa Bernini Buri a San Michele Extra e della Villa Pellegrini Marioni Pullè al Chievo. Tra il 1790 e il 1791 realizzò per la Chiesa degli Scalzi l'affresco Gloria di Santa Teresa, mentre a Castelvecchio è conservato un suo disegno, Baccanale del gnocco.
Nel campo della pittura paesaggistica, Tommaso Porta e suo figlio Andrea dominarono la scena, decorando intere sale di dimore come Villa Pompei Carlotti a Illasi, la Villa Pellegrini Marioni Pullè  e il Palazzo Serpini Salvetti Paletta Dai Pre a Verona. Negli ultimi vent'anni del Settecento, il panorama artistico veronese subì una trasformazione: la quadratura, che dominava gli spazi pittorici, lasciò il posto a decorazioni più adatte ad ambienti contenuti e confortevoli. Tuttavia, artisti come Saverio Dalla Rosa, Agostino Ugolini e Angelo Da Campo faticarono a emergere, rimanendo influenzati dai maestri della prima metà del secolo. L’arrivo delle truppe napoleoniche nel 1797 segnò un brusco cambiamento: le chiese vennero spogliate delle loro opere, saturando il mercato con dipinti requisiti e bloccando nuove grandi commissioni per molti anni.

## L'Ottocento

### Sotto la dominazione francese e austriaca

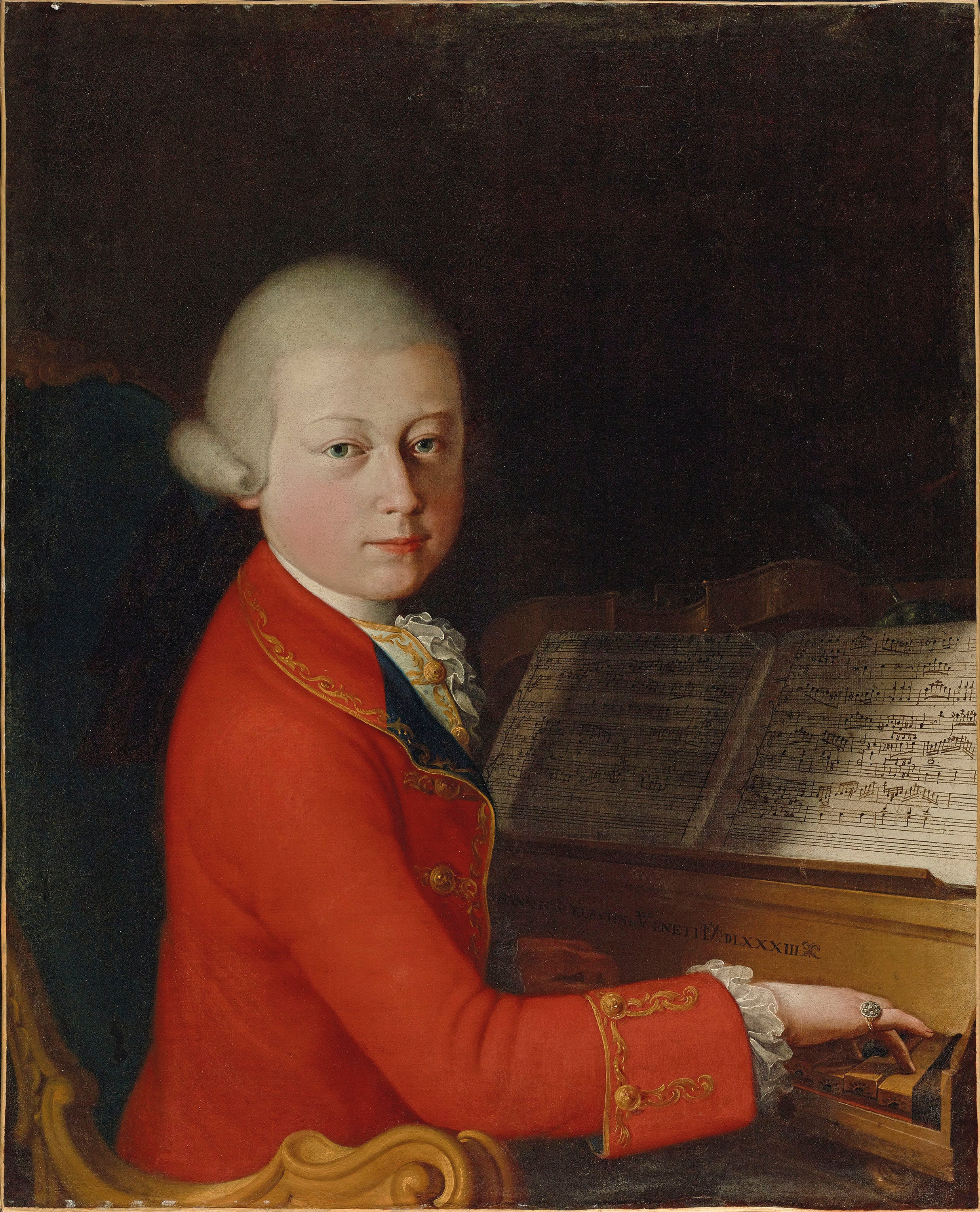
Mozart a Verona di Saverio Dalla Rosa

Si è osservato che «forse solo la peste del 1630 ebbe un'incidenza così devastante sulla tranquilla vita cittadina quanto l'affacciarsi delle truppe napoleoniche» nel giugno 1796. Gli anni successivi portarono gravi difficoltà alla scena artistica veronese, con numerose opere di grande pregio vittime delle spoliazioni napoleoniche, tra cui tele di Mantegna, Tiziano e Veronese. Fondamentale fu Saverio Dalla Rosa, direttore dell'Accademia di Belle Arti di Verona dal 1805, che si prodigò nella protezione del patrimonio culturale supervisionando la confisca e la catalogazione delle opere. Nel 1812 fondò una pinacoteca pubblica per impedirne la dispersione. La soppressione di numerosi ordini religiosi e la chiusura di alcune parrocchie portarono all'abbandono di molte chiese, che causò l'immissione sul mercato di un'enorme quantità di opere d'arte quattro e cinquecentesche, con un conseguente crollo delle nuove commissioni. Solo la ritrattistica e la paesaggistica riuscirono a mantenere un certo interesse.

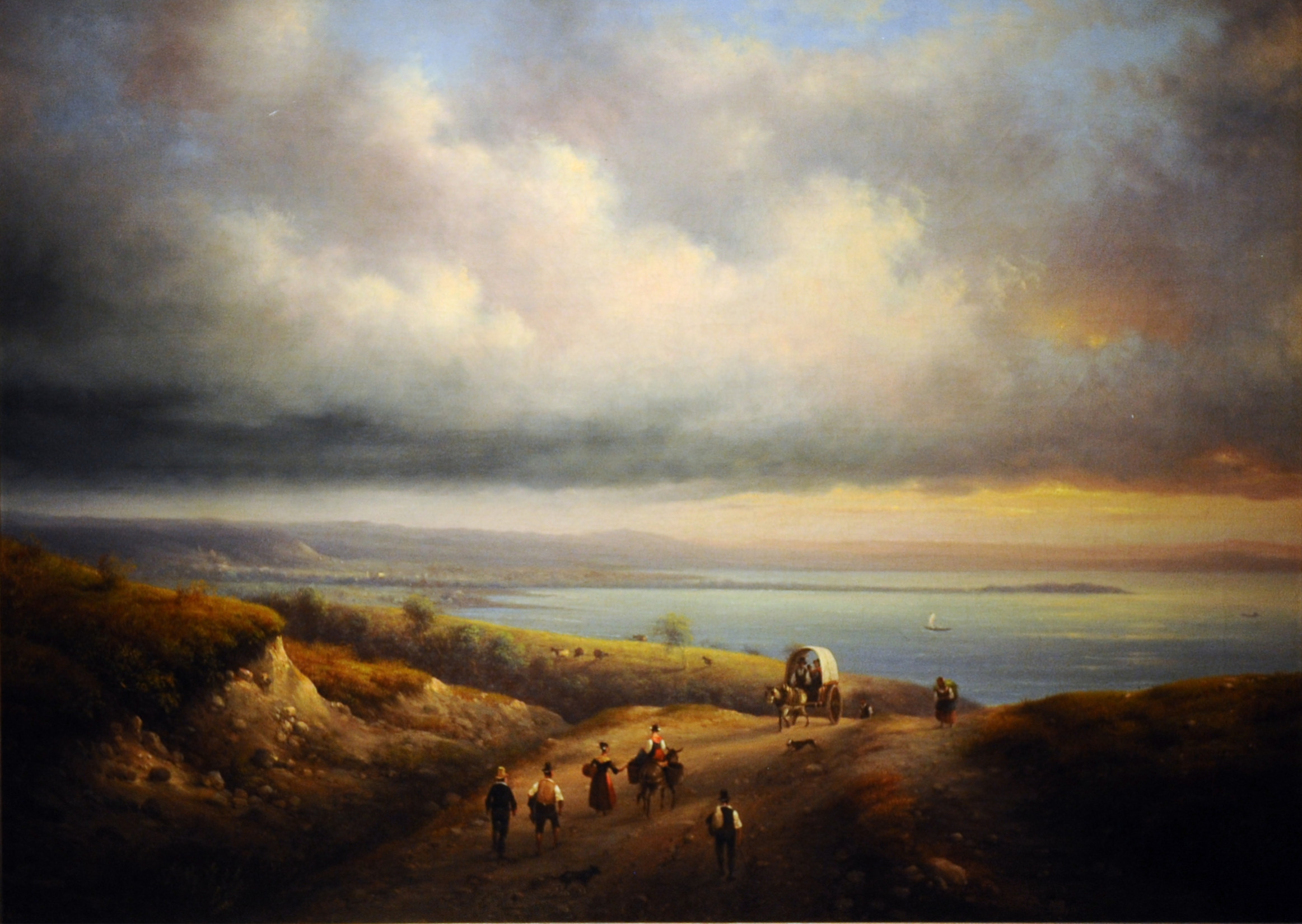
Veduta sul lago di Garda, Giuseppe Canella

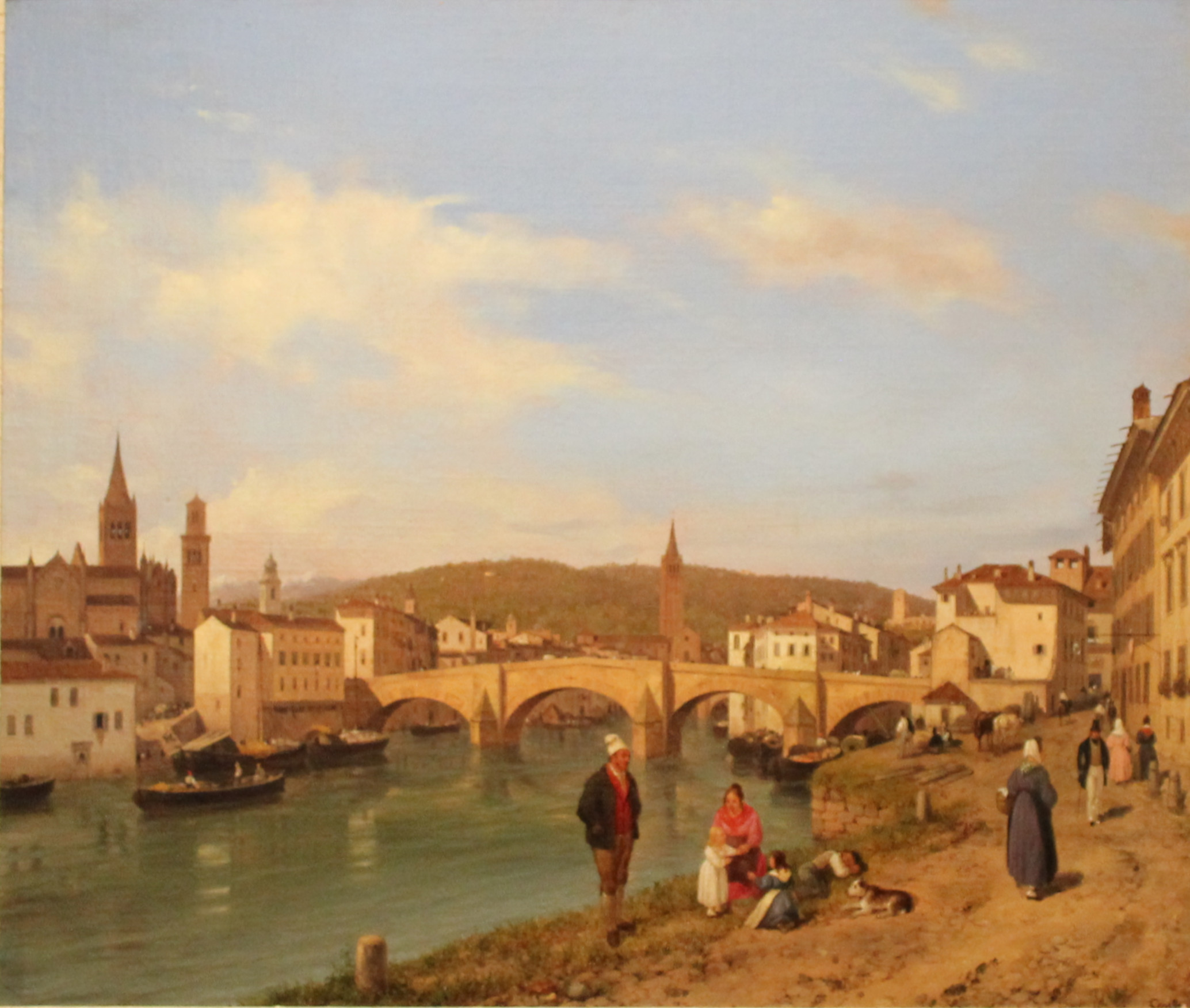
Veduta di ponte Navi, Carlo Canella

Con la parabola dei pittori di fine settecento oramai in discesa, la crisi si fece grave. Appare venire meno l'esistenza di una autonoma "scuola veronese" che, tra alti e bassi, poteva essere identificata, per tradizione stilistica e di linguaggio, nella scena locale dall'epoca comunale al settecento. I pittori ora attivi in riva all'Adige sono veronesi solo per nascita o residenza ma privi di caratteri omogenei e riconducibili al territorio. La tradizionale "bottega" non esiste più, la formazione avviene esclusivamente come autodidatti o all'interno dell'Accademia. La committenza religiosa, vero motore dell'attività artistica, scarseggia più che nelle altre città limitrofe; il classicismo è lo stile predominante. Verona è intanto passata dal 1815 sotto il dominio austriaco.
Un primo segnale di ripresa si ebbe in occasione del congresso di Verona del 1822 quando la città, trovatasi proiettata in un contesto internazionale, si rianimò. Giuseppe Canella fu una delle figure di maggior rilievo di questi anni. Nato nel 1788, nei primi anni di attività si dedicò alla realizzazione di scenografie per teatri cittadini e alla decorazione pittorica, ad affresco, di residenze nobiliari. Dotato di un «solido senso dell'organizzazione spaziale e della percezione prospettica della scena», dal 1832 si trasferì a Milano, tuttavia inviando spesso le sue opera a Verona dove «era venerato come una gloria cittadina». Tra i numerosi pittori influenzati dalla sua maniera si distinse il fratello Carlo Canella che, frequentante dell'Accademia locale, realizzò diverse vedute cittadine, ritratti e scene di genere di gusto neofiammingo.
Da ricordare anche il contributo in questi anni dato da Paolino Caliari, che spesso si cimentò nella copia degli antichi maestri rinascimentali e nel loro restauro «facendo diventare famigliari i capolavori del '400 e del '500 veronese». Sua è l'attuale predella della Pala di San Zeno in sostituzione dell'originale vittima delle spoliazioni napoleoniche. Il figlio Giovanni si distinse nella pittura sacra lavorando a Verona nella chiesa di Sant'Eufemia, in San Pietro Incarnario, in Santissima Trinità in Monte Oliveto, nei Santi Nazaro e Celso (insieme al padre) e nella chiesa di San Pietro Martire.
Intanto l'Accademia diventa sempre di più «il polo gravitazionale di tutta la vita artistica veronese che essa regola soprattutto attraverso le mostre che, a partire dal 1829, sono concepite come occasioni per l'esibizione dei migliori lavori degli allievi». Qui si studiano i pittori classici, come Paolo Veronese, Caroto, Domenico e Felice Brusasorzi, Turchi, mentre la critica pubblica sulle riviste locali i propri giudizi sugli studenti.

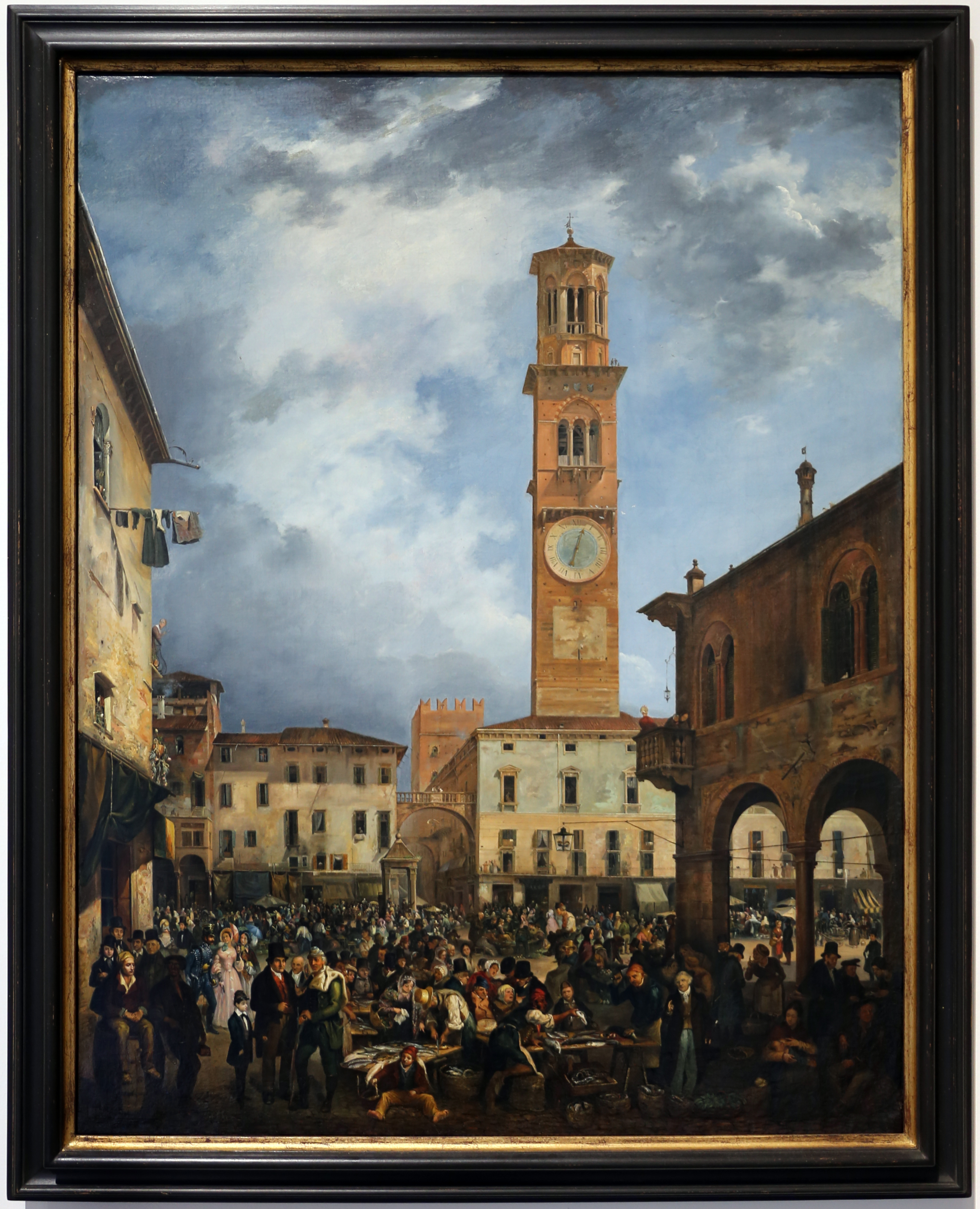
Piazza Erbe, Carlo Ferrari

L'ambiente veronese, privo in questi anni di un suo carattere distintivo, è invece molto attento alle influenze esterne. Se il mantovano Giuseppe Razzetti porta a Verona gli elementi raffaelleschi propri della sua città natale e lascia a Verona un'enorme tela con San Tommaso apostolo che intercede per gli appestati di Verona per la chiesa di San Tomio, il passaggio in città del celebre Francesco Hayez, esponente del romanticismo e dal 1827 anche socio onorario dell'Accademia veronese, non fu privo di conseguenze sulla pittura locale.
Ma il pittore più emblematico del periodo austriaco fu certamente Carlo Ferrari, detto "Ferrarin". Formatosi all'Accademia sotto la guida di Pietro Nanin e Lorenzo Muttoni fu celebre per la paesaggistica, per le tele a carattere storico e per le sue rappresentazioni di piazza delle Erbe. Realizzò anche molti ritratti di alti ufficiali asburgici guadagnandosi i loro favori. Divenne uno dei pittori favoriti di Josef Radetzky che gli commissionò diverse opere. Tra i suoi ammiratori vi fu addirittura l'imperatore Francesco Giuseppe.
Nel 1854 giunse a Verona il tedesco Moritz Lotze dove aprì uno dei primi studi fotografici portando nella città scaligera una novità con cui la pittura non potrà sottrarsi al confronto. Intanto il clima politico si faceva sempre più opprimente: le guerre d'indipendenza italiane avevano irrigidito il controllo e la censura degli austriaci con i conseguenti effetti sulla scena artistica.

### Verona "italiana"

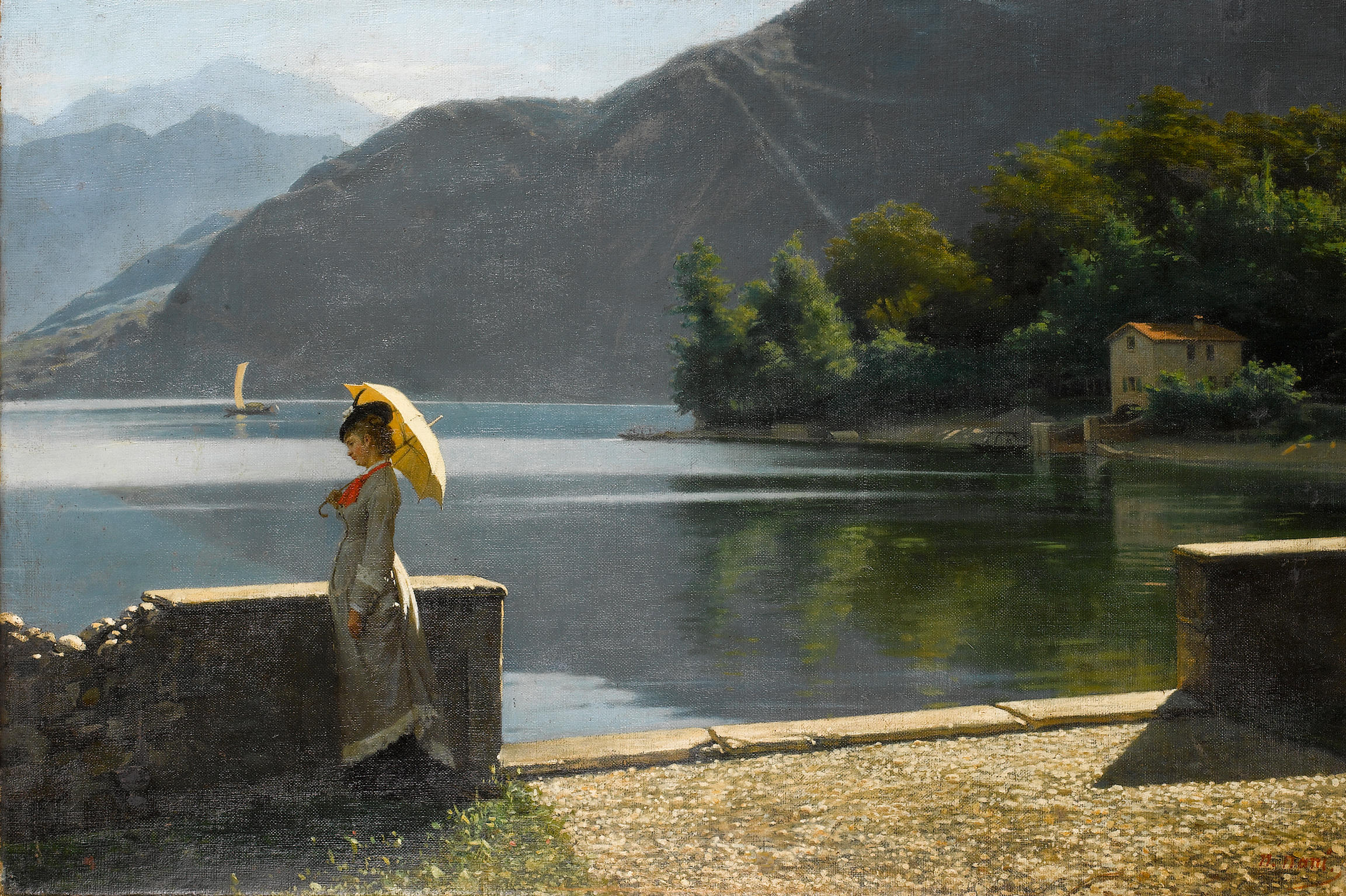
A passeggio sul lago, Napoleone Nani

Con il plebiscito del 1866 Verona entrò a far parte del Regno d'Italia. Nell'immediato, il mutamento politico non interessò più di tanto l'ambiente artistico sebbene sia da registrare un aumento dei dipinti a tema patriottico. Tra i pittori più attivi in questa fase si possono citare Giacomo Fiamminghi e Angelo Recchia, entrambi fortemente legati all'Accademia.
Nel 1873 il veneziano Napoleone Nani divenne direttore dell'Accademia veronese. Descritto come insegnante rispettato ma non particolarmente amato dai suoi allievi portò in città le innovazioni che già si erano manifestate in laguna. E così giunse a Verona il verismo e la pittura di genere «capace di dipingere soggetti in apparenza umili e modesti, riscattandoli dalla dimensione meramente aneddotica».

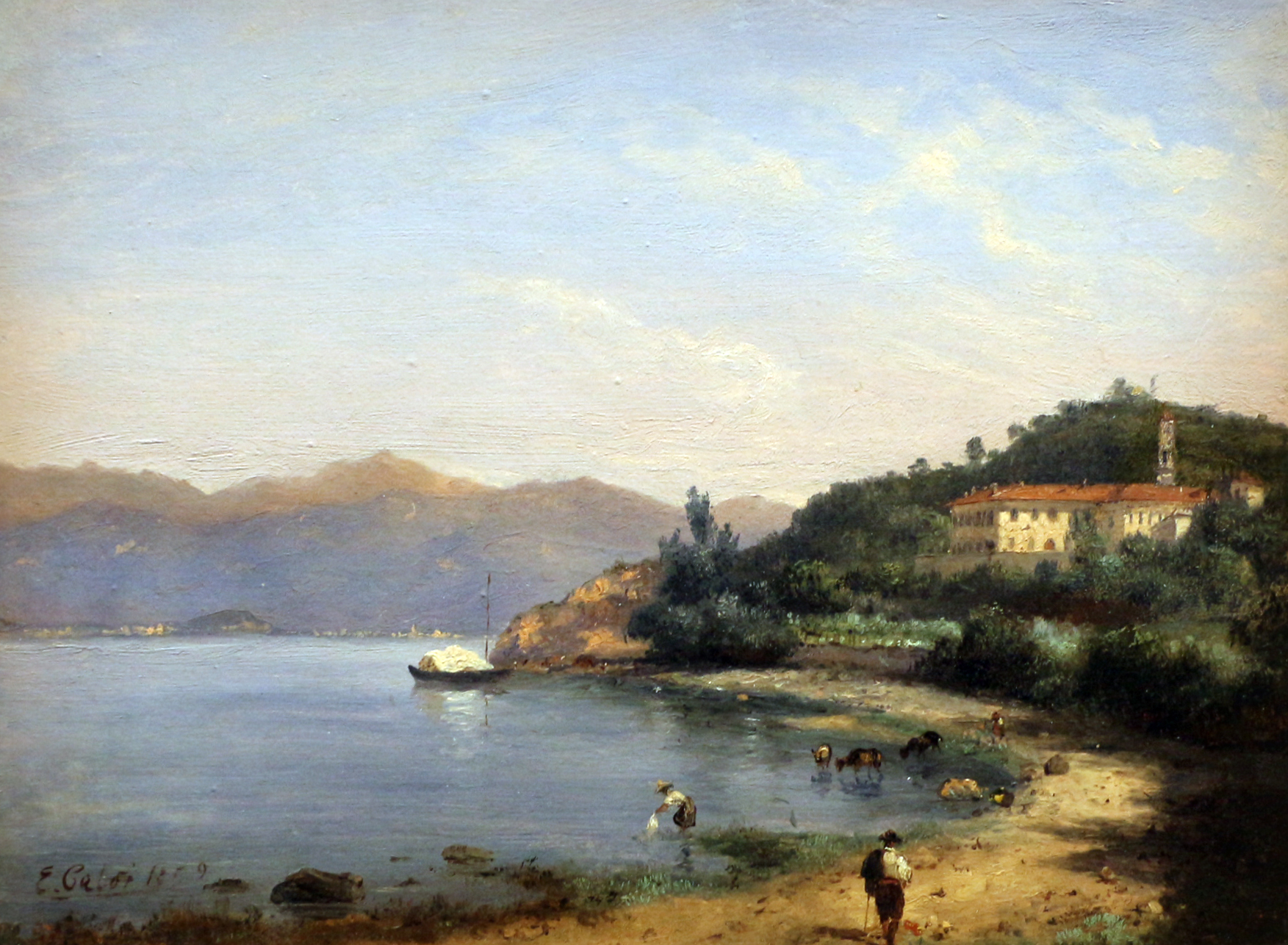
Scorcio di lago, Ercole Calvi

Ma anche il naturalismo, di cui Ercole Calvi è probabilmente tra i maggiori esponenti veronesi di quel tempo, iniziò a vivere la sua stagione più fortunata dopo i fasti dei Canella di cui egli stesso ne fu probabilmente allievo. Capace di costruire prospettive interessanti basate su piani paralleli in successione di profondità, Calvi usò spesso inserire elementi architettonici nei suoi paesaggi, spesso associati al punto di fuga centrale. Da segnalare anche l'assidua frequentazione dell'ambiente veronese da parte di Giacomo Favretto, allievo di Nani a Venezia, che contribuì ad introdurre in città lo stile dei "macchiaioli".
Intorno agli anni 1870 lascia invece Verona per Roma uno dei pittori autoctoni considerati tra i più moderni: Vincenzo Cabianca. Specialista nell'uso della luce rientra a pieno titolo tra i macchiaioli a cui apportò «un contributo qualificante». Nonostante il trasferimento, la sua fama presso la città natale non verrà a meno tanto che in Accademia spesso si terranno mostre a lui dedicate. Presso la Galleria d'arte moderna Achille Forti di Verona è conservata la sua tela Vita tranquilla dipinta nel 1880.

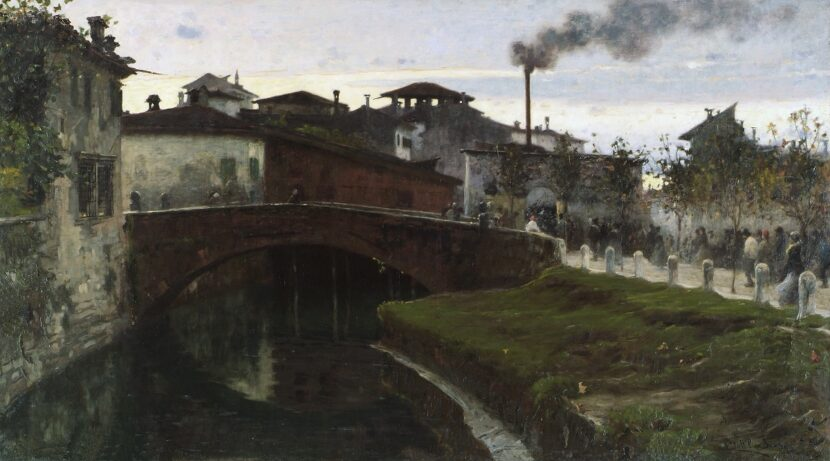
Prima luce, Angelo Dall'Oca Bianca

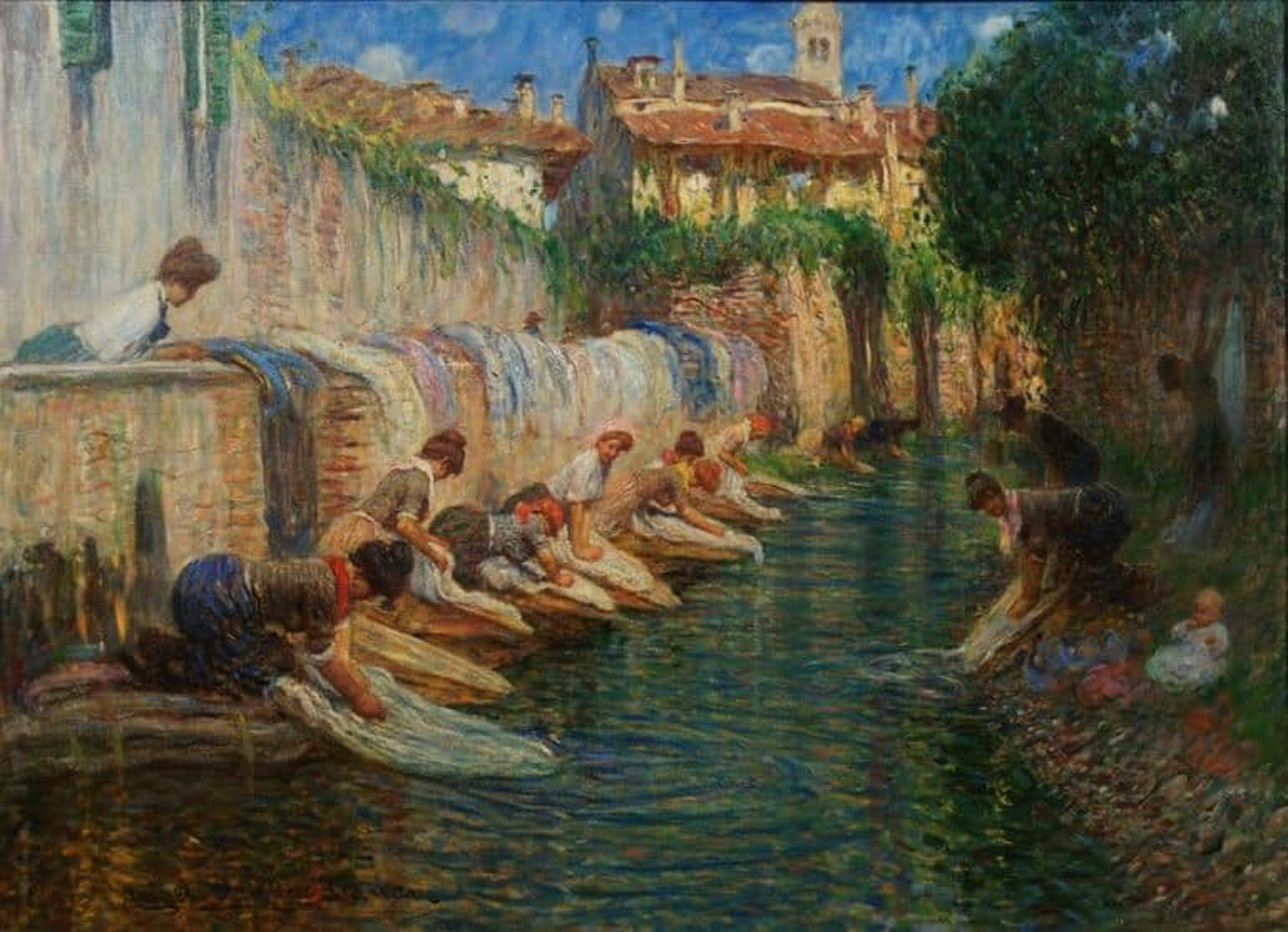
Le lavandaie a Verona, Angelo Dall'Oca Bianca

Ma la scena veronese degli ultimi decenni del XIX secolo è dominata soprattutto da Angelo Dall'Oca Bianca. Nato in una famiglia modesta, la sua predisposizione al disegno gli permise di entrare in Accademia sotto la guida di Nani. I suoi esordi avvennero in un contesto culturale non prospero mentre i suoi lavori non raggiungevano i risultati ambiti. Come egli stessi raccontò, la svolta avvenne con la conoscenza dei lavori di Giacomo Favretto. Ottenuta nel 1881 la consacrazione all'Esposizione Nazionale di Milano, Dall'Oca rimarrà sempre legato alla città natale «diventando un cantore della realtà locale». La sua produzione, influenzata dal naturalismo del Nani ma con affinità con l'impressionismo e il divisionismo, si incentrò sulla rappresentazione di episodi di vita popolare e scene quotidiane spesso in contesti di povertà. Celebri anche le sue vedute di piazza delle Erbe. Nel 1887 presentò all'Esposizione Nazionale Artistica di Venezia la tela Prima luce, oggi al Museo Revoltella di Trieste, considerato uno dei suoi lavori più significativi. Nell'ultimo decennio dell'Ottocento, Dall'Oca divenne un vero e proprio fenomeno artistico, «uno dei pittori più alla moda e più richiesti, conteso dalle collezioniste di tutta Europa» tanto da mettere in ombra molti dei suoi colleghi. «La sua figura si trasformò in un emblema di Verona, rappresentando l'identità popolare della città».
Sebbene il suo successo fosse durato praticamente per tutta la sua carriera (vivrà fino agli anni della seconda guerra mondiale), è condivisa l'opinione che la qualità del suo lavoro iniziò a scadere con l'inizio del XX secolo facendosi ripetitivo, privo di originalità e con scarsa attenzione al profilo psicologico dei personaggi. Già a quei tempi parte della critica iniziò a girargli le spalle rimproverandogli «uno scarso impegno culturale» con i sentimenti che non trasparono nelle sue opere. Nonostante ciò il pubblico non lo abbandonerà mai e la sua esposizione alla biennale di Venezia del 1912, con oltre 80 opere, si rivelerà un trionfo.

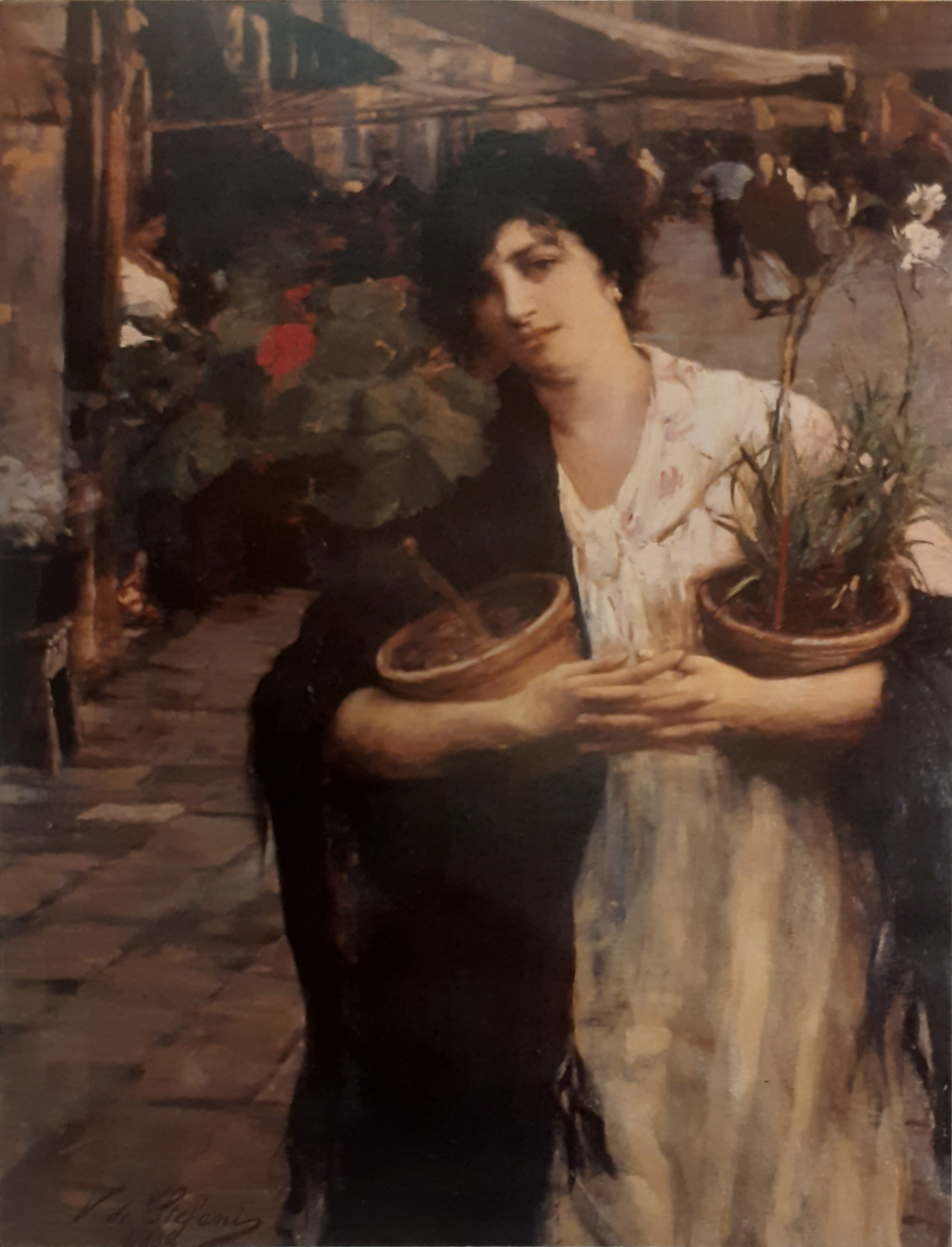
Lisa, Vincenzo De Stefani

Il successo di Dall'Oca Bianca ebbe inevitabili influenze sulla scena pittorica veronese. Giuseppe Zannoni, Vittorio Avanzi e Francesco Danieli sono solo alcuni esempi di pittori attivi a Verona che in un modo o in un altro furono suggestionati dallo stile dell'illustre concittadino. Se il primo alternò la pittura di genere all'arte sacra (alla fine del secolo lavorò per molte chiese cittadine tra cui san Nicolò, san Tomio e Filippini), il secondo si specializzò nel naturalismo dopo essersi esercitato nella raffigurazione di paesaggi bavaresi durante un soggiorno a Monaco terminato nel 1878. Ma il vero "antagonista" di Dall'Oca Bianca è considerato Vincenzo De Stefani. Nato a Verona nel 1859, dopo essersi formato anch'egli sotto la guida di Nani preferì trascorrere gran parte della carriera a Venezia lontano dall'ostico ambiente veronese. Nonostante il poco tempo a Verona, gli si riconosce «un ruolo cruciale nel traghettare la pittura veronese nel nuovo secolo». È stato osservato di come De Stefani, rispetto a Dall'Oca Bianca, riuscisse ad offrire un'interpretazione più profonda dei suoi soggetti, riuscendo a «rinnovarsi anche in età avanzata, esplorando nuove tecniche incisorie e aggiornando il proprio stile in linea con le tendenze del Novecento».
Il XIX secolo sembra chiudersi positivamente per la scena pittorica veronese, con i pittori locali che partecipano alla rassegne più importanti, «ma a questa affermazione senza precedenti fa riscontro una situazione interna quanto mai confusa e intorbidita da violente polemiche che, nate in seno all'Accademia, trovano amplificazione sulle colonne de quotidiani locali. Istigatore è sempre il personaggio più brillante e intemperante della città, Angelo Dall'Oca Bianca [...] il suo attacco più duro sferrato contro Napoleone Nani accusato di aver sbagliato indirizzo didattico di non essere stato al passo con l'evoluzione dell'arte contemporanea, di aver abusato del potere personale, insomma di aver affossato la scuola veronese». Nel 1898 Nani verrà sostituito alla guida dell'Accademia da Mosè Bianchi a cui presto succederà Alfredo Savini.

## La pittura del XX secolo

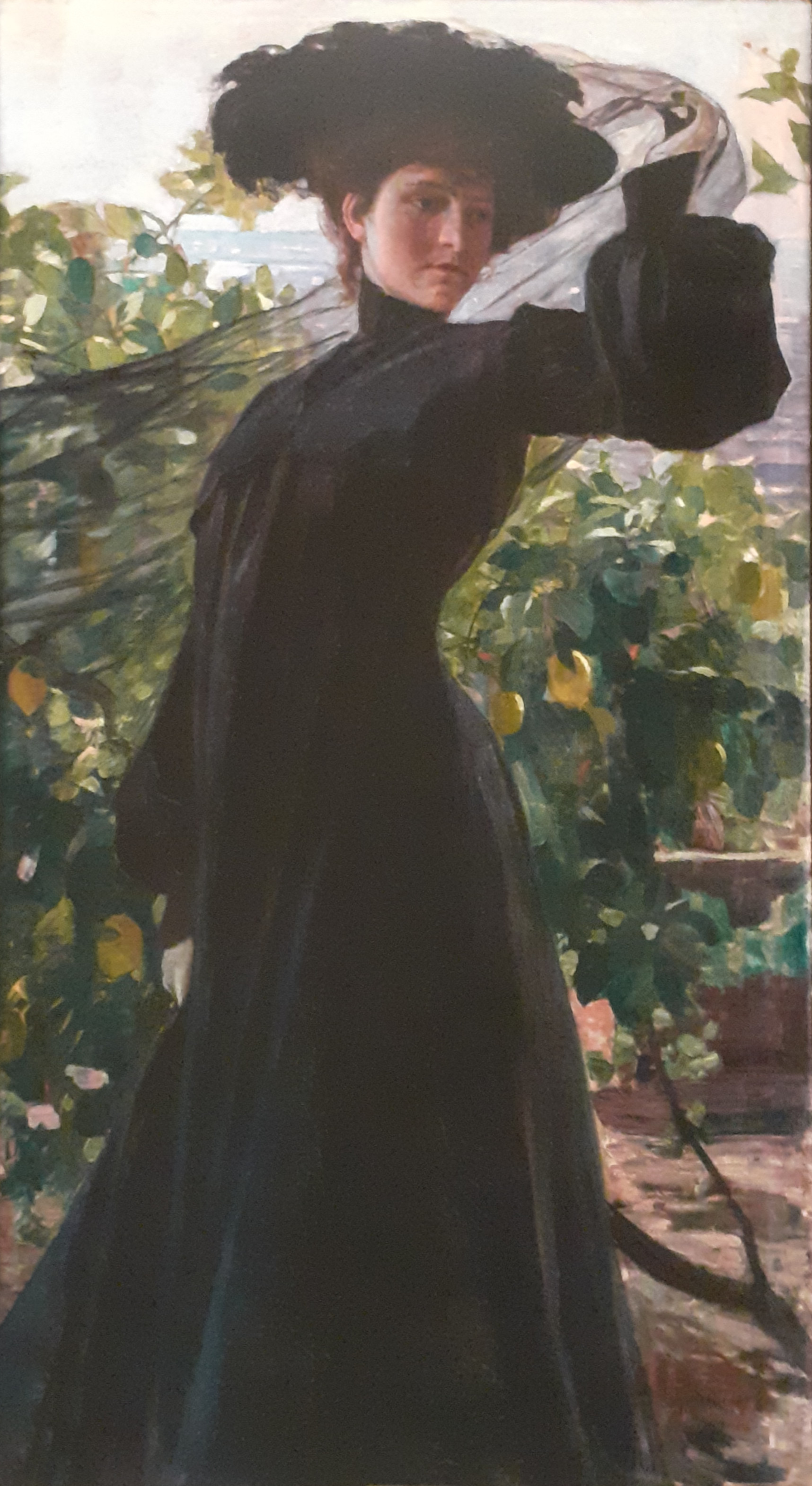
Alfredo Savini, Ritratto di signorina Teresa Vignola

Tra la fine del XIX e l'inizio del XX secolo, il panorama pittorico veronese si distinse per la varietà di influenze. Da un lato, con Nani e i suoi allievi, si avvicinò al vivace contesto veneziano delle Biennali; dall'altro, alcuni pittori locali, influenzati dal modernismo e dal divisionismo cercavano un'espressione originale. Se Dall'Oca Bianca era ancora il massimo esponente nella pittura di genere a Verona, altri giovani pittori come Francesco Danieli, Carlo Francesco Piccoli e Carlo Donati, riuscirono comunque a conquistarsi i propri spazi. Tra gli artisti più tradizionali del tempo, ricordiamo anche Viscardo Carton, Gisella Groppo Weingrill, Ettore Tessitore e Giovanni Bevilacqua. Menziona a parte per il mantovano Attilio Trentini che dopo essersi formato a Monaco di Baviera si trasferì a Verona dove si distinse come pittore dedito all'eclettismo e all'Art Nouveau. Intanto Alfredo Savini, dall'inizio del secolo alla direzione dell'Accademia, promuoveva una pittura semplice e chiara impegnandosi, anche a discapito della sua stessa carriera come pittore, nella formazioni di allievi che dal maestro acquisirono apertura mentale e spirito critico tali da renderli pronti a recepire le novità che si sarebbero successivamente affacciate sulla scena locale".

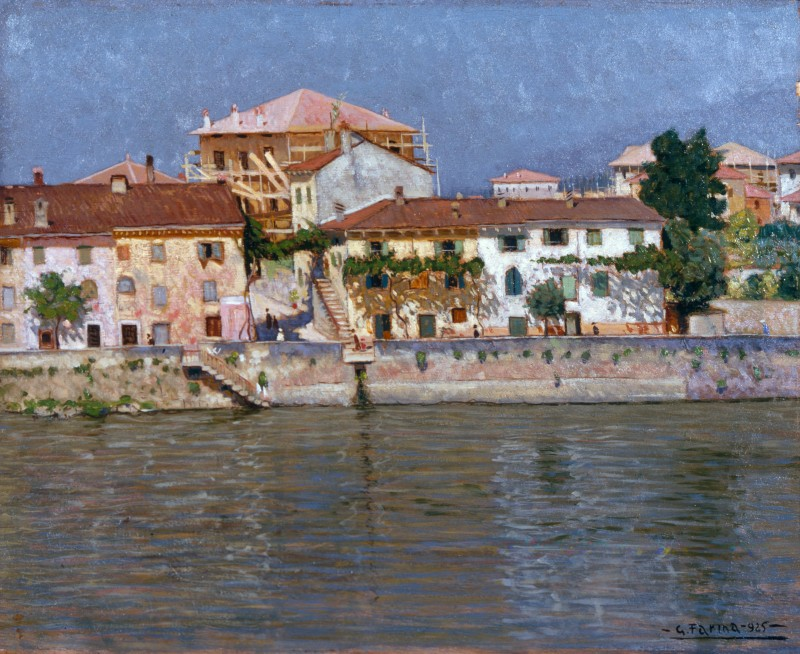
Guido Farina, Mattino d'estate sull'Adige

Uno scossone all'ambiente veronese giunse nel 1911 con l'arrivo a Verona di Felice Casorati, all'epoca considerato il maggior esponente della pittura piemontese. Il suo soggiorno veronese, protrattosi fino al 1915, fu certamente prospero e in grado di «rinnovare la sua tavolozza con colori vibranti e accesi» da cui scaturirono alcune delle sue opere più celebri. Egli stesso ricordò questi anni come tra i più belli della sua gioventù. Attorno a Casorati si formò ben presto un cenacolo di giovani pittori d'avanguardia che prenderà il goliardico nome di "Accademia Montebaldina". Tra questa nuova generazioni di pittori veronesi, si ricordano Ettore Berladini, Guido Trentini (figlio di Attilio), Angelo Zamboni, Giuseppe Zancolli, Orazio Pigato e Guido Farina.
Nel 1915 Tommaso Marinetti portò in scena al teatro Ristori il suo "teatrino futurista" ricevendo reazioni alquanto contrastanti. Il futurismo, tuttavia, non riuscì a radicarsi nell'ambiente veronese; alcune flebili tracce si trovano occasionalmente in alcuni pittori della cerchia di Casorati, come Orazio Pigato e Angelo Zamboni, m a sostanzialmente il movimento non riuscì che a lambire il contesto locale. Nemmeno la breve presenza in città nel 191, dovuta alla prima guerra mondiale, di Umberto Boccioni riuscì a promuoverlo, probabilmente per «l'inadeguatezza dei pittori locali di accogliere la portata rivoluzionaria di questo linguaggio». Entro il 1920, i pochi accenni locali al futurismo sembrano essere stati soppiantati dal più tradizionale realismo maggiormente in grado di ottenere consensi da parte del pubblico, Tuttavia, l’esperienza futurista servì ai pittori veronesi come stimolo per sviluppare un linguaggio originale, volto a superare sia il liberty sia il naturalismo ottocentesco.
Con l'avvento del fascismo negli anni 1920 si osserva un freno all'emergere di individualità artistiche, a favore di una generale omologazione favorita dal Sindacato Artistico. A partire dal 1929 tornò in auge in futurismo che un po' alla volta si è guadagnato il supporto da parte del regime diventandone alla fine il movimento artistico ufficiale. A Verona viene a formarsi un gruppo di artisti futuristi, tra i quali si ricordano i nomi di Bruno Aschieri, Renato Di Bosso, Amos Tomba Ernesto, Teobaldo Mariotti, Siviero Albino Verossi e, soprattutto, Alfredo Ambrosi celebre per il suo Volo su Vienna. Nonostante ciò, alcuni pittori riuscirono a mantenere la propria originalità, lavorando come decoratori d’interni e come interpreti dell'en plein air.
La fine della seconda guerra mondiale spazzò via il futursimo e la pittura veronese tornò a consolidare suo legame con il figurativismo tradizionale, senza cambiamenti radicali. Artisti come Casarini e Guido Trentini continuarono a svolgere un ruolo centrale, mentre una nuova consapevolezza delle strutture astratte emergente arricchì il panorama artistico, soprattutto tra i giovani. Le donne ebbero un ruolo significativo, con figure come Matilde Sartorari, Maria Tea e Alice Pavanato che svilupparono un linguaggio autonomo e innovativo. Il contesto si caratterizzava per la coesistenza di figurativo e astratto, con artisti come Aldo Tavella e Gastone Celada che esplorarono percorsi personali. La Galleria Ferrari divenne il centro del dinamismo culturale, mentre la Società delle Belle Arti rimase ancorata a formule superate. Negli anni Sessanta e Settanta, si affermò una generazione che rivendicava una pittura razionale e strutturata, opponendosi agli automatismi dell'informale e privilegiando il ruolo emotivo del colore.
Nel 1971, Licisco Magagnato, direttore dei musei di Verona, organizzò la mostra "Verona Anni Venti" a Castelvecchio, dimostrando attenzione per le avanguardie novecentesche. Tra gli anni Sessanta e Settanta, emerse una sensibilità legata alla cultura di massa, influenzata dalla cartellonistica, che andava dalla fotografia e dal fumetto. La pittura veronese del tempo non riuscì a esprimersi nella corrente del surrealismo vero, preferendo richiami all’assurdo o a mondi idealizzati, con alcune eccezioni come Aldino Ghioni. Artisti come Gigi Bragantini e Francesco Giostrelli esplorarono l’astrazione geometrica e il paesaggio impressionista analitico, mentre Paola Marchiori sviluppò un segno drammatico e dinamico. Dagli anni Settanta si rilanciò la sperimentazione, mentre l’astrattismo si evolse verso opere pseudo-figurative nei due decenni successivi. Dino Scardoni, (alias "Innocente"), fu tra i fondatori del Nuovo Futurismo, e Carlo Zinelli si distinse per un automatismo libero da influenze culturali.